# Damgambit
Den här artikeln använder algebraisk schacknotation för att beskriva schackdragen.
Damgambit är en schacköppning som inleds med dragen:
1. d4 d5
2. c4
Öppningen är, som framgår av namnet, en gambit, det vill säga en öppning som inbegriper ett bondeoffer. Det är dock ett så kallat skenoffer eftersom vit kan ta tillbaka bonden efter 2...dxc4 3.Da4+. Öppningsdraget sker med bonden framför damen. Den spegelvända öppningen som sker på kungssidan heter kungsgambit, med dragföljden 1.e4 e5 2.f4.
Damgambit är en av de äldsta öppningarna och känd från Göttingenmanuskriptet från slutet av 1400-talet men under lång tid dominerade kungsbondespelen. Öppningen fick ett uppsving i slutet av 1800-talet med Wilhelm Steinitzs mer positionella spelstil och var som mest populär på 1930-talet. Därefter har hypermoderna öppningar som de indiska försvaren tagit över som de mest populära svaren på 1.d4, men damgambit är fortfarande vanligt förekommande på elitnivå.
I diagramställningen väljer svart oftast att inte ta bonden på c4, vilket leder till avböjd damgambit. Om svart tar bonden kallas det antagen damgambit.

## Avböjd damgambit
|   | a | b | c | d | e | f | g | h |   |
| 8 | a8 svart torn · b8 svart springare · c8 svart löpare · d8 svart drottning · e8 svart kung · f8 svart löpare · g8 svart springare · h8 svart torn · a7 svart bonde · b7 svart bonde · c7 svart bonde · f7 svart bonde · g7 svart bonde · h7 svart bonde · e6 svart bonde · d5 svart bonde · c4 vit bonde · d4 vit bonde · a2 vit bonde · b2 vit bonde · e2 vit bonde · f2 vit bonde · g2 vit bonde · h2 vit bonde · a1 vit torn · b1 vit springare · c1 vit löpare · d1 vit drottning · e1 vit kung · f1 vit löpare · g1 vit springare · h1 vit torn | a8 svart torn · b8 svart springare · c8 svart löpare · d8 svart drottning · e8 svart kung · f8 svart löpare · g8 svart springare · h8 svart torn · a7 svart bonde · b7 svart bonde · c7 svart bonde · f7 svart bonde · g7 svart bonde · h7 svart bonde · e6 svart bonde · d5 svart bonde · c4 vit bonde · d4 vit bonde · a2 vit bonde · b2 vit bonde · e2 vit bonde · f2 vit bonde · g2 vit bonde · h2 vit bonde · a1 vit torn · b1 vit springare · c1 vit löpare · d1 vit drottning · e1 vit kung · f1 vit löpare · g1 vit springare · h1 vit torn | a8 svart torn · b8 svart springare · c8 svart löpare · d8 svart drottning · e8 svart kung · f8 svart löpare · g8 svart springare · h8 svart torn · a7 svart bonde · b7 svart bonde · c7 svart bonde · f7 svart bonde · g7 svart bonde · h7 svart bonde · e6 svart bonde · d5 svart bonde · c4 vit bonde · d4 vit bonde · a2 vit bonde · b2 vit bonde · e2 vit bonde · f2 vit bonde · g2 vit bonde · h2 vit bonde · a1 vit torn · b1 vit springare · c1 vit löpare · d1 vit drottning · e1 vit kung · f1 vit löpare · g1 vit springare · h1 vit torn | a8 svart torn · b8 svart springare · c8 svart löpare · d8 svart drottning · e8 svart kung · f8 svart löpare · g8 svart springare · h8 svart torn · a7 svart bonde · b7 svart bonde · c7 svart bonde · f7 svart bonde · g7 svart bonde · h7 svart bonde · e6 svart bonde · d5 svart bonde · c4 vit bonde · d4 vit bonde · a2 vit bonde · b2 vit bonde · e2 vit bonde · f2 vit bonde · g2 vit bonde · h2 vit bonde · a1 vit torn · b1 vit springare · c1 vit löpare · d1 vit drottning · e1 vit kung · f1 vit löpare · g1 vit springare · h1 vit torn | a8 svart torn · b8 svart springare · c8 svart löpare · d8 svart drottning · e8 svart kung · f8 svart löpare · g8 svart springare · h8 svart torn · a7 svart bonde · b7 svart bonde · c7 svart bonde · f7 svart bonde · g7 svart bonde · h7 svart bonde · e6 svart bonde · d5 svart bonde · c4 vit bonde · d4 vit bonde · a2 vit bonde · b2 vit bonde · e2 vit bonde · f2 vit bonde · g2 vit bonde · h2 vit bonde · a1 vit torn · b1 vit springare · c1 vit löpare · d1 vit drottning · e1 vit kung · f1 vit löpare · g1 vit springare · h1 vit torn | a8 svart torn · b8 svart springare · c8 svart löpare · d8 svart drottning · e8 svart kung · f8 svart löpare · g8 svart springare · h8 svart torn · a7 svart bonde · b7 svart bonde · c7 svart bonde · f7 svart bonde · g7 svart bonde · h7 svart bonde · e6 svart bonde · d5 svart bonde · c4 vit bonde · d4 vit bonde · a2 vit bonde · b2 vit bonde · e2 vit bonde · f2 vit bonde · g2 vit bonde · h2 vit bonde · a1 vit torn · b1 vit springare · c1 vit löpare · d1 vit drottning · e1 vit kung · f1 vit löpare · g1 vit springare · h1 vit torn | a8 svart torn · b8 svart springare · c8 svart löpare · d8 svart drottning · e8 svart kung · f8 svart löpare · g8 svart springare · h8 svart torn · a7 svart bonde · b7 svart bonde · c7 svart bonde · f7 svart bonde · g7 svart bonde · h7 svart bonde · e6 svart bonde · d5 svart bonde · c4 vit bonde · d4 vit bonde · a2 vit bonde · b2 vit bonde · e2 vit bonde · f2 vit bonde · g2 vit bonde · h2 vit bonde · a1 vit torn · b1 vit springare · c1 vit löpare · d1 vit drottning · e1 vit kung · f1 vit löpare · g1 vit springare · h1 vit torn | a8 svart torn · b8 svart springare · c8 svart löpare · d8 svart drottning · e8 svart kung · f8 svart löpare · g8 svart springare · h8 svart torn · a7 svart bonde · b7 svart bonde · c7 svart bonde · f7 svart bonde · g7 svart bonde · h7 svart bonde · e6 svart bonde · d5 svart bonde · c4 vit bonde · d4 vit bonde · a2 vit bonde · b2 vit bonde · e2 vit bonde · f2 vit bonde · g2 vit bonde · h2 vit bonde · a1 vit torn · b1 vit springare · c1 vit löpare · d1 vit drottning · e1 vit kung · f1 vit löpare · g1 vit springare · h1 vit torn | 8 |
| 7 | a8 svart torn · b8 svart springare · c8 svart löpare · d8 svart drottning · e8 svart kung · f8 svart löpare · g8 svart springare · h8 svart torn · a7 svart bonde · b7 svart bonde · c7 svart bonde · f7 svart bonde · g7 svart bonde · h7 svart bonde · e6 svart bonde · d5 svart bonde · c4 vit bonde · d4 vit bonde · a2 vit bonde · b2 vit bonde · e2 vit bonde · f2 vit bonde · g2 vit bonde · h2 vit bonde · a1 vit torn · b1 vit springare · c1 vit löpare · d1 vit drottning · e1 vit kung · f1 vit löpare · g1 vit springare · h1 vit torn | a8 svart torn · b8 svart springare · c8 svart löpare · d8 svart drottning · e8 svart kung · f8 svart löpare · g8 svart springare · h8 svart torn · a7 svart bonde · b7 svart bonde · c7 svart bonde · f7 svart bonde · g7 svart bonde · h7 svart bonde · e6 svart bonde · d5 svart bonde · c4 vit bonde · d4 vit bonde · a2 vit bonde · b2 vit bonde · e2 vit bonde · f2 vit bonde · g2 vit bonde · h2 vit bonde · a1 vit torn · b1 vit springare · c1 vit löpare · d1 vit drottning · e1 vit kung · f1 vit löpare · g1 vit springare · h1 vit torn | a8 svart torn · b8 svart springare · c8 svart löpare · d8 svart drottning · e8 svart kung · f8 svart löpare · g8 svart springare · h8 svart torn · a7 svart bonde · b7 svart bonde · c7 svart bonde · f7 svart bonde · g7 svart bonde · h7 svart bonde · e6 svart bonde · d5 svart bonde · c4 vit bonde · d4 vit bonde · a2 vit bonde · b2 vit bonde · e2 vit bonde · f2 vit bonde · g2 vit bonde · h2 vit bonde · a1 vit torn · b1 vit springare · c1 vit löpare · d1 vit drottning · e1 vit kung · f1 vit löpare · g1 vit springare · h1 vit torn | a8 svart torn · b8 svart springare · c8 svart löpare · d8 svart drottning · e8 svart kung · f8 svart löpare · g8 svart springare · h8 svart torn · a7 svart bonde · b7 svart bonde · c7 svart bonde · f7 svart bonde · g7 svart bonde · h7 svart bonde · e6 svart bonde · d5 svart bonde · c4 vit bonde · d4 vit bonde · a2 vit bonde · b2 vit bonde · e2 vit bonde · f2 vit bonde · g2 vit bonde · h2 vit bonde · a1 vit torn · b1 vit springare · c1 vit löpare · d1 vit drottning · e1 vit kung · f1 vit löpare · g1 vit springare · h1 vit torn | a8 svart torn · b8 svart springare · c8 svart löpare · d8 svart drottning · e8 svart kung · f8 svart löpare · g8 svart springare · h8 svart torn · a7 svart bonde · b7 svart bonde · c7 svart bonde · f7 svart bonde · g7 svart bonde · h7 svart bonde · e6 svart bonde · d5 svart bonde · c4 vit bonde · d4 vit bonde · a2 vit bonde · b2 vit bonde · e2 vit bonde · f2 vit bonde · g2 vit bonde · h2 vit bonde · a1 vit torn · b1 vit springare · c1 vit löpare · d1 vit drottning · e1 vit kung · f1 vit löpare · g1 vit springare · h1 vit torn | a8 svart torn · b8 svart springare · c8 svart löpare · d8 svart drottning · e8 svart kung · f8 svart löpare · g8 svart springare · h8 svart torn · a7 svart bonde · b7 svart bonde · c7 svart bonde · f7 svart bonde · g7 svart bonde · h7 svart bonde · e6 svart bonde · d5 svart bonde · c4 vit bonde · d4 vit bonde · a2 vit bonde · b2 vit bonde · e2 vit bonde · f2 vit bonde · g2 vit bonde · h2 vit bonde · a1 vit torn · b1 vit springare · c1 vit löpare · d1 vit drottning · e1 vit kung · f1 vit löpare · g1 vit springare · h1 vit torn | a8 svart torn · b8 svart springare · c8 svart löpare · d8 svart drottning · e8 svart kung · f8 svart löpare · g8 svart springare · h8 svart torn · a7 svart bonde · b7 svart bonde · c7 svart bonde · f7 svart bonde · g7 svart bonde · h7 svart bonde · e6 svart bonde · d5 svart bonde · c4 vit bonde · d4 vit bonde · a2 vit bonde · b2 vit bonde · e2 vit bonde · f2 vit bonde · g2 vit bonde · h2 vit bonde · a1 vit torn · b1 vit springare · c1 vit löpare · d1 vit drottning · e1 vit kung · f1 vit löpare · g1 vit springare · h1 vit torn | a8 svart torn · b8 svart springare · c8 svart löpare · d8 svart drottning · e8 svart kung · f8 svart löpare · g8 svart springare · h8 svart torn · a7 svart bonde · b7 svart bonde · c7 svart bonde · f7 svart bonde · g7 svart bonde · h7 svart bonde · e6 svart bonde · d5 svart bonde · c4 vit bonde · d4 vit bonde · a2 vit bonde · b2 vit bonde · e2 vit bonde · f2 vit bonde · g2 vit bonde · h2 vit bonde · a1 vit torn · b1 vit springare · c1 vit löpare · d1 vit drottning · e1 vit kung · f1 vit löpare · g1 vit springare · h1 vit torn | 7 |
| 6 | a8 svart torn · b8 svart springare · c8 svart löpare · d8 svart drottning · e8 svart kung · f8 svart löpare · g8 svart springare · h8 svart torn · a7 svart bonde · b7 svart bonde · c7 svart bonde · f7 svart bonde · g7 svart bonde · h7 svart bonde · e6 svart bonde · d5 svart bonde · c4 vit bonde · d4 vit bonde · a2 vit bonde · b2 vit bonde · e2 vit bonde · f2 vit bonde · g2 vit bonde · h2 vit bonde · a1 vit torn · b1 vit springare · c1 vit löpare · d1 vit drottning · e1 vit kung · f1 vit löpare · g1 vit springare · h1 vit torn | a8 svart torn · b8 svart springare · c8 svart löpare · d8 svart drottning · e8 svart kung · f8 svart löpare · g8 svart springare · h8 svart torn · a7 svart bonde · b7 svart bonde · c7 svart bonde · f7 svart bonde · g7 svart bonde · h7 svart bonde · e6 svart bonde · d5 svart bonde · c4 vit bonde · d4 vit bonde · a2 vit bonde · b2 vit bonde · e2 vit bonde · f2 vit bonde · g2 vit bonde · h2 vit bonde · a1 vit torn · b1 vit springare · c1 vit löpare · d1 vit drottning · e1 vit kung · f1 vit löpare · g1 vit springare · h1 vit torn | a8 svart torn · b8 svart springare · c8 svart löpare · d8 svart drottning · e8 svart kung · f8 svart löpare · g8 svart springare · h8 svart torn · a7 svart bonde · b7 svart bonde · c7 svart bonde · f7 svart bonde · g7 svart bonde · h7 svart bonde · e6 svart bonde · d5 svart bonde · c4 vit bonde · d4 vit bonde · a2 vit bonde · b2 vit bonde · e2 vit bonde · f2 vit bonde · g2 vit bonde · h2 vit bonde · a1 vit torn · b1 vit springare · c1 vit löpare · d1 vit drottning · e1 vit kung · f1 vit löpare · g1 vit springare · h1 vit torn | a8 svart torn · b8 svart springare · c8 svart löpare · d8 svart drottning · e8 svart kung · f8 svart löpare · g8 svart springare · h8 svart torn · a7 svart bonde · b7 svart bonde · c7 svart bonde · f7 svart bonde · g7 svart bonde · h7 svart bonde · e6 svart bonde · d5 svart bonde · c4 vit bonde · d4 vit bonde · a2 vit bonde · b2 vit bonde · e2 vit bonde · f2 vit bonde · g2 vit bonde · h2 vit bonde · a1 vit torn · b1 vit springare · c1 vit löpare · d1 vit drottning · e1 vit kung · f1 vit löpare · g1 vit springare · h1 vit torn | a8 svart torn · b8 svart springare · c8 svart löpare · d8 svart drottning · e8 svart kung · f8 svart löpare · g8 svart springare · h8 svart torn · a7 svart bonde · b7 svart bonde · c7 svart bonde · f7 svart bonde · g7 svart bonde · h7 svart bonde · e6 svart bonde · d5 svart bonde · c4 vit bonde · d4 vit bonde · a2 vit bonde · b2 vit bonde · e2 vit bonde · f2 vit bonde · g2 vit bonde · h2 vit bonde · a1 vit torn · b1 vit springare · c1 vit löpare · d1 vit drottning · e1 vit kung · f1 vit löpare · g1 vit springare · h1 vit torn | a8 svart torn · b8 svart springare · c8 svart löpare · d8 svart drottning · e8 svart kung · f8 svart löpare · g8 svart springare · h8 svart torn · a7 svart bonde · b7 svart bonde · c7 svart bonde · f7 svart bonde · g7 svart bonde · h7 svart bonde · e6 svart bonde · d5 svart bonde · c4 vit bonde · d4 vit bonde · a2 vit bonde · b2 vit bonde · e2 vit bonde · f2 vit bonde · g2 vit bonde · h2 vit bonde · a1 vit torn · b1 vit springare · c1 vit löpare · d1 vit drottning · e1 vit kung · f1 vit löpare · g1 vit springare · h1 vit torn | a8 svart torn · b8 svart springare · c8 svart löpare · d8 svart drottning · e8 svart kung · f8 svart löpare · g8 svart springare · h8 svart torn · a7 svart bonde · b7 svart bonde · c7 svart bonde · f7 svart bonde · g7 svart bonde · h7 svart bonde · e6 svart bonde · d5 svart bonde · c4 vit bonde · d4 vit bonde · a2 vit bonde · b2 vit bonde · e2 vit bonde · f2 vit bonde · g2 vit bonde · h2 vit bonde · a1 vit torn · b1 vit springare · c1 vit löpare · d1 vit drottning · e1 vit kung · f1 vit löpare · g1 vit springare · h1 vit torn | a8 svart torn · b8 svart springare · c8 svart löpare · d8 svart drottning · e8 svart kung · f8 svart löpare · g8 svart springare · h8 svart torn · a7 svart bonde · b7 svart bonde · c7 svart bonde · f7 svart bonde · g7 svart bonde · h7 svart bonde · e6 svart bonde · d5 svart bonde · c4 vit bonde · d4 vit bonde · a2 vit bonde · b2 vit bonde · e2 vit bonde · f2 vit bonde · g2 vit bonde · h2 vit bonde · a1 vit torn · b1 vit springare · c1 vit löpare · d1 vit drottning · e1 vit kung · f1 vit löpare · g1 vit springare · h1 vit torn | 6 |
| 5 | a8 svart torn · b8 svart springare · c8 svart löpare · d8 svart drottning · e8 svart kung · f8 svart löpare · g8 svart springare · h8 svart torn · a7 svart bonde · b7 svart bonde · c7 svart bonde · f7 svart bonde · g7 svart bonde · h7 svart bonde · e6 svart bonde · d5 svart bonde · c4 vit bonde · d4 vit bonde · a2 vit bonde · b2 vit bonde · e2 vit bonde · f2 vit bonde · g2 vit bonde · h2 vit bonde · a1 vit torn · b1 vit springare · c1 vit löpare · d1 vit drottning · e1 vit kung · f1 vit löpare · g1 vit springare · h1 vit torn | a8 svart torn · b8 svart springare · c8 svart löpare · d8 svart drottning · e8 svart kung · f8 svart löpare · g8 svart springare · h8 svart torn · a7 svart bonde · b7 svart bonde · c7 svart bonde · f7 svart bonde · g7 svart bonde · h7 svart bonde · e6 svart bonde · d5 svart bonde · c4 vit bonde · d4 vit bonde · a2 vit bonde · b2 vit bonde · e2 vit bonde · f2 vit bonde · g2 vit bonde · h2 vit bonde · a1 vit torn · b1 vit springare · c1 vit löpare · d1 vit drottning · e1 vit kung · f1 vit löpare · g1 vit springare · h1 vit torn | a8 svart torn · b8 svart springare · c8 svart löpare · d8 svart drottning · e8 svart kung · f8 svart löpare · g8 svart springare · h8 svart torn · a7 svart bonde · b7 svart bonde · c7 svart bonde · f7 svart bonde · g7 svart bonde · h7 svart bonde · e6 svart bonde · d5 svart bonde · c4 vit bonde · d4 vit bonde · a2 vit bonde · b2 vit bonde · e2 vit bonde · f2 vit bonde · g2 vit bonde · h2 vit bonde · a1 vit torn · b1 vit springare · c1 vit löpare · d1 vit drottning · e1 vit kung · f1 vit löpare · g1 vit springare · h1 vit torn | a8 svart torn · b8 svart springare · c8 svart löpare · d8 svart drottning · e8 svart kung · f8 svart löpare · g8 svart springare · h8 svart torn · a7 svart bonde · b7 svart bonde · c7 svart bonde · f7 svart bonde · g7 svart bonde · h7 svart bonde · e6 svart bonde · d5 svart bonde · c4 vit bonde · d4 vit bonde · a2 vit bonde · b2 vit bonde · e2 vit bonde · f2 vit bonde · g2 vit bonde · h2 vit bonde · a1 vit torn · b1 vit springare · c1 vit löpare · d1 vit drottning · e1 vit kung · f1 vit löpare · g1 vit springare · h1 vit torn | a8 svart torn · b8 svart springare · c8 svart löpare · d8 svart drottning · e8 svart kung · f8 svart löpare · g8 svart springare · h8 svart torn · a7 svart bonde · b7 svart bonde · c7 svart bonde · f7 svart bonde · g7 svart bonde · h7 svart bonde · e6 svart bonde · d5 svart bonde · c4 vit bonde · d4 vit bonde · a2 vit bonde · b2 vit bonde · e2 vit bonde · f2 vit bonde · g2 vit bonde · h2 vit bonde · a1 vit torn · b1 vit springare · c1 vit löpare · d1 vit drottning · e1 vit kung · f1 vit löpare · g1 vit springare · h1 vit torn | a8 svart torn · b8 svart springare · c8 svart löpare · d8 svart drottning · e8 svart kung · f8 svart löpare · g8 svart springare · h8 svart torn · a7 svart bonde · b7 svart bonde · c7 svart bonde · f7 svart bonde · g7 svart bonde · h7 svart bonde · e6 svart bonde · d5 svart bonde · c4 vit bonde · d4 vit bonde · a2 vit bonde · b2 vit bonde · e2 vit bonde · f2 vit bonde · g2 vit bonde · h2 vit bonde · a1 vit torn · b1 vit springare · c1 vit löpare · d1 vit drottning · e1 vit kung · f1 vit löpare · g1 vit springare · h1 vit torn | a8 svart torn · b8 svart springare · c8 svart löpare · d8 svart drottning · e8 svart kung · f8 svart löpare · g8 svart springare · h8 svart torn · a7 svart bonde · b7 svart bonde · c7 svart bonde · f7 svart bonde · g7 svart bonde · h7 svart bonde · e6 svart bonde · d5 svart bonde · c4 vit bonde · d4 vit bonde · a2 vit bonde · b2 vit bonde · e2 vit bonde · f2 vit bonde · g2 vit bonde · h2 vit bonde · a1 vit torn · b1 vit springare · c1 vit löpare · d1 vit drottning · e1 vit kung · f1 vit löpare · g1 vit springare · h1 vit torn | a8 svart torn · b8 svart springare · c8 svart löpare · d8 svart drottning · e8 svart kung · f8 svart löpare · g8 svart springare · h8 svart torn · a7 svart bonde · b7 svart bonde · c7 svart bonde · f7 svart bonde · g7 svart bonde · h7 svart bonde · e6 svart bonde · d5 svart bonde · c4 vit bonde · d4 vit bonde · a2 vit bonde · b2 vit bonde · e2 vit bonde · f2 vit bonde · g2 vit bonde · h2 vit bonde · a1 vit torn · b1 vit springare · c1 vit löpare · d1 vit drottning · e1 vit kung · f1 vit löpare · g1 vit springare · h1 vit torn | 5 |
| 4 | a8 svart torn · b8 svart springare · c8 svart löpare · d8 svart drottning · e8 svart kung · f8 svart löpare · g8 svart springare · h8 svart torn · a7 svart bonde · b7 svart bonde · c7 svart bonde · f7 svart bonde · g7 svart bonde · h7 svart bonde · e6 svart bonde · d5 svart bonde · c4 vit bonde · d4 vit bonde · a2 vit bonde · b2 vit bonde · e2 vit bonde · f2 vit bonde · g2 vit bonde · h2 vit bonde · a1 vit torn · b1 vit springare · c1 vit löpare · d1 vit drottning · e1 vit kung · f1 vit löpare · g1 vit springare · h1 vit torn | a8 svart torn · b8 svart springare · c8 svart löpare · d8 svart drottning · e8 svart kung · f8 svart löpare · g8 svart springare · h8 svart torn · a7 svart bonde · b7 svart bonde · c7 svart bonde · f7 svart bonde · g7 svart bonde · h7 svart bonde · e6 svart bonde · d5 svart bonde · c4 vit bonde · d4 vit bonde · a2 vit bonde · b2 vit bonde · e2 vit bonde · f2 vit bonde · g2 vit bonde · h2 vit bonde · a1 vit torn · b1 vit springare · c1 vit löpare · d1 vit drottning · e1 vit kung · f1 vit löpare · g1 vit springare · h1 vit torn | a8 svart torn · b8 svart springare · c8 svart löpare · d8 svart drottning · e8 svart kung · f8 svart löpare · g8 svart springare · h8 svart torn · a7 svart bonde · b7 svart bonde · c7 svart bonde · f7 svart bonde · g7 svart bonde · h7 svart bonde · e6 svart bonde · d5 svart bonde · c4 vit bonde · d4 vit bonde · a2 vit bonde · b2 vit bonde · e2 vit bonde · f2 vit bonde · g2 vit bonde · h2 vit bonde · a1 vit torn · b1 vit springare · c1 vit löpare · d1 vit drottning · e1 vit kung · f1 vit löpare · g1 vit springare · h1 vit torn | a8 svart torn · b8 svart springare · c8 svart löpare · d8 svart drottning · e8 svart kung · f8 svart löpare · g8 svart springare · h8 svart torn · a7 svart bonde · b7 svart bonde · c7 svart bonde · f7 svart bonde · g7 svart bonde · h7 svart bonde · e6 svart bonde · d5 svart bonde · c4 vit bonde · d4 vit bonde · a2 vit bonde · b2 vit bonde · e2 vit bonde · f2 vit bonde · g2 vit bonde · h2 vit bonde · a1 vit torn · b1 vit springare · c1 vit löpare · d1 vit drottning · e1 vit kung · f1 vit löpare · g1 vit springare · h1 vit torn | a8 svart torn · b8 svart springare · c8 svart löpare · d8 svart drottning · e8 svart kung · f8 svart löpare · g8 svart springare · h8 svart torn · a7 svart bonde · b7 svart bonde · c7 svart bonde · f7 svart bonde · g7 svart bonde · h7 svart bonde · e6 svart bonde · d5 svart bonde · c4 vit bonde · d4 vit bonde · a2 vit bonde · b2 vit bonde · e2 vit bonde · f2 vit bonde · g2 vit bonde · h2 vit bonde · a1 vit torn · b1 vit springare · c1 vit löpare · d1 vit drottning · e1 vit kung · f1 vit löpare · g1 vit springare · h1 vit torn | a8 svart torn · b8 svart springare · c8 svart löpare · d8 svart drottning · e8 svart kung · f8 svart löpare · g8 svart springare · h8 svart torn · a7 svart bonde · b7 svart bonde · c7 svart bonde · f7 svart bonde · g7 svart bonde · h7 svart bonde · e6 svart bonde · d5 svart bonde · c4 vit bonde · d4 vit bonde · a2 vit bonde · b2 vit bonde · e2 vit bonde · f2 vit bonde · g2 vit bonde · h2 vit bonde · a1 vit torn · b1 vit springare · c1 vit löpare · d1 vit drottning · e1 vit kung · f1 vit löpare · g1 vit springare · h1 vit torn | a8 svart torn · b8 svart springare · c8 svart löpare · d8 svart drottning · e8 svart kung · f8 svart löpare · g8 svart springare · h8 svart torn · a7 svart bonde · b7 svart bonde · c7 svart bonde · f7 svart bonde · g7 svart bonde · h7 svart bonde · e6 svart bonde · d5 svart bonde · c4 vit bonde · d4 vit bonde · a2 vit bonde · b2 vit bonde · e2 vit bonde · f2 vit bonde · g2 vit bonde · h2 vit bonde · a1 vit torn · b1 vit springare · c1 vit löpare · d1 vit drottning · e1 vit kung · f1 vit löpare · g1 vit springare · h1 vit torn | a8 svart torn · b8 svart springare · c8 svart löpare · d8 svart drottning · e8 svart kung · f8 svart löpare · g8 svart springare · h8 svart torn · a7 svart bonde · b7 svart bonde · c7 svart bonde · f7 svart bonde · g7 svart bonde · h7 svart bonde · e6 svart bonde · d5 svart bonde · c4 vit bonde · d4 vit bonde · a2 vit bonde · b2 vit bonde · e2 vit bonde · f2 vit bonde · g2 vit bonde · h2 vit bonde · a1 vit torn · b1 vit springare · c1 vit löpare · d1 vit drottning · e1 vit kung · f1 vit löpare · g1 vit springare · h1 vit torn | 4 |
| 3 | a8 svart torn · b8 svart springare · c8 svart löpare · d8 svart drottning · e8 svart kung · f8 svart löpare · g8 svart springare · h8 svart torn · a7 svart bonde · b7 svart bonde · c7 svart bonde · f7 svart bonde · g7 svart bonde · h7 svart bonde · e6 svart bonde · d5 svart bonde · c4 vit bonde · d4 vit bonde · a2 vit bonde · b2 vit bonde · e2 vit bonde · f2 vit bonde · g2 vit bonde · h2 vit bonde · a1 vit torn · b1 vit springare · c1 vit löpare · d1 vit drottning · e1 vit kung · f1 vit löpare · g1 vit springare · h1 vit torn | a8 svart torn · b8 svart springare · c8 svart löpare · d8 svart drottning · e8 svart kung · f8 svart löpare · g8 svart springare · h8 svart torn · a7 svart bonde · b7 svart bonde · c7 svart bonde · f7 svart bonde · g7 svart bonde · h7 svart bonde · e6 svart bonde · d5 svart bonde · c4 vit bonde · d4 vit bonde · a2 vit bonde · b2 vit bonde · e2 vit bonde · f2 vit bonde · g2 vit bonde · h2 vit bonde · a1 vit torn · b1 vit springare · c1 vit löpare · d1 vit drottning · e1 vit kung · f1 vit löpare · g1 vit springare · h1 vit torn | a8 svart torn · b8 svart springare · c8 svart löpare · d8 svart drottning · e8 svart kung · f8 svart löpare · g8 svart springare · h8 svart torn · a7 svart bonde · b7 svart bonde · c7 svart bonde · f7 svart bonde · g7 svart bonde · h7 svart bonde · e6 svart bonde · d5 svart bonde · c4 vit bonde · d4 vit bonde · a2 vit bonde · b2 vit bonde · e2 vit bonde · f2 vit bonde · g2 vit bonde · h2 vit bonde · a1 vit torn · b1 vit springare · c1 vit löpare · d1 vit drottning · e1 vit kung · f1 vit löpare · g1 vit springare · h1 vit torn | a8 svart torn · b8 svart springare · c8 svart löpare · d8 svart drottning · e8 svart kung · f8 svart löpare · g8 svart springare · h8 svart torn · a7 svart bonde · b7 svart bonde · c7 svart bonde · f7 svart bonde · g7 svart bonde · h7 svart bonde · e6 svart bonde · d5 svart bonde · c4 vit bonde · d4 vit bonde · a2 vit bonde · b2 vit bonde · e2 vit bonde · f2 vit bonde · g2 vit bonde · h2 vit bonde · a1 vit torn · b1 vit springare · c1 vit löpare · d1 vit drottning · e1 vit kung · f1 vit löpare · g1 vit springare · h1 vit torn | a8 svart torn · b8 svart springare · c8 svart löpare · d8 svart drottning · e8 svart kung · f8 svart löpare · g8 svart springare · h8 svart torn · a7 svart bonde · b7 svart bonde · c7 svart bonde · f7 svart bonde · g7 svart bonde · h7 svart bonde · e6 svart bonde · d5 svart bonde · c4 vit bonde · d4 vit bonde · a2 vit bonde · b2 vit bonde · e2 vit bonde · f2 vit bonde · g2 vit bonde · h2 vit bonde · a1 vit torn · b1 vit springare · c1 vit löpare · d1 vit drottning · e1 vit kung · f1 vit löpare · g1 vit springare · h1 vit torn | a8 svart torn · b8 svart springare · c8 svart löpare · d8 svart drottning · e8 svart kung · f8 svart löpare · g8 svart springare · h8 svart torn · a7 svart bonde · b7 svart bonde · c7 svart bonde · f7 svart bonde · g7 svart bonde · h7 svart bonde · e6 svart bonde · d5 svart bonde · c4 vit bonde · d4 vit bonde · a2 vit bonde · b2 vit bonde · e2 vit bonde · f2 vit bonde · g2 vit bonde · h2 vit bonde · a1 vit torn · b1 vit springare · c1 vit löpare · d1 vit drottning · e1 vit kung · f1 vit löpare · g1 vit springare · h1 vit torn | a8 svart torn · b8 svart springare · c8 svart löpare · d8 svart drottning · e8 svart kung · f8 svart löpare · g8 svart springare · h8 svart torn · a7 svart bonde · b7 svart bonde · c7 svart bonde · f7 svart bonde · g7 svart bonde · h7 svart bonde · e6 svart bonde · d5 svart bonde · c4 vit bonde · d4 vit bonde · a2 vit bonde · b2 vit bonde · e2 vit bonde · f2 vit bonde · g2 vit bonde · h2 vit bonde · a1 vit torn · b1 vit springare · c1 vit löpare · d1 vit drottning · e1 vit kung · f1 vit löpare · g1 vit springare · h1 vit torn | a8 svart torn · b8 svart springare · c8 svart löpare · d8 svart drottning · e8 svart kung · f8 svart löpare · g8 svart springare · h8 svart torn · a7 svart bonde · b7 svart bonde · c7 svart bonde · f7 svart bonde · g7 svart bonde · h7 svart bonde · e6 svart bonde · d5 svart bonde · c4 vit bonde · d4 vit bonde · a2 vit bonde · b2 vit bonde · e2 vit bonde · f2 vit bonde · g2 vit bonde · h2 vit bonde · a1 vit torn · b1 vit springare · c1 vit löpare · d1 vit drottning · e1 vit kung · f1 vit löpare · g1 vit springare · h1 vit torn | 3 |
| 2 | a8 svart torn · b8 svart springare · c8 svart löpare · d8 svart drottning · e8 svart kung · f8 svart löpare · g8 svart springare · h8 svart torn · a7 svart bonde · b7 svart bonde · c7 svart bonde · f7 svart bonde · g7 svart bonde · h7 svart bonde · e6 svart bonde · d5 svart bonde · c4 vit bonde · d4 vit bonde · a2 vit bonde · b2 vit bonde · e2 vit bonde · f2 vit bonde · g2 vit bonde · h2 vit bonde · a1 vit torn · b1 vit springare · c1 vit löpare · d1 vit drottning · e1 vit kung · f1 vit löpare · g1 vit springare · h1 vit torn | a8 svart torn · b8 svart springare · c8 svart löpare · d8 svart drottning · e8 svart kung · f8 svart löpare · g8 svart springare · h8 svart torn · a7 svart bonde · b7 svart bonde · c7 svart bonde · f7 svart bonde · g7 svart bonde · h7 svart bonde · e6 svart bonde · d5 svart bonde · c4 vit bonde · d4 vit bonde · a2 vit bonde · b2 vit bonde · e2 vit bonde · f2 vit bonde · g2 vit bonde · h2 vit bonde · a1 vit torn · b1 vit springare · c1 vit löpare · d1 vit drottning · e1 vit kung · f1 vit löpare · g1 vit springare · h1 vit torn | a8 svart torn · b8 svart springare · c8 svart löpare · d8 svart drottning · e8 svart kung · f8 svart löpare · g8 svart springare · h8 svart torn · a7 svart bonde · b7 svart bonde · c7 svart bonde · f7 svart bonde · g7 svart bonde · h7 svart bonde · e6 svart bonde · d5 svart bonde · c4 vit bonde · d4 vit bonde · a2 vit bonde · b2 vit bonde · e2 vit bonde · f2 vit bonde · g2 vit bonde · h2 vit bonde · a1 vit torn · b1 vit springare · c1 vit löpare · d1 vit drottning · e1 vit kung · f1 vit löpare · g1 vit springare · h1 vit torn | a8 svart torn · b8 svart springare · c8 svart löpare · d8 svart drottning · e8 svart kung · f8 svart löpare · g8 svart springare · h8 svart torn · a7 svart bonde · b7 svart bonde · c7 svart bonde · f7 svart bonde · g7 svart bonde · h7 svart bonde · e6 svart bonde · d5 svart bonde · c4 vit bonde · d4 vit bonde · a2 vit bonde · b2 vit bonde · e2 vit bonde · f2 vit bonde · g2 vit bonde · h2 vit bonde · a1 vit torn · b1 vit springare · c1 vit löpare · d1 vit drottning · e1 vit kung · f1 vit löpare · g1 vit springare · h1 vit torn | a8 svart torn · b8 svart springare · c8 svart löpare · d8 svart drottning · e8 svart kung · f8 svart löpare · g8 svart springare · h8 svart torn · a7 svart bonde · b7 svart bonde · c7 svart bonde · f7 svart bonde · g7 svart bonde · h7 svart bonde · e6 svart bonde · d5 svart bonde · c4 vit bonde · d4 vit bonde · a2 vit bonde · b2 vit bonde · e2 vit bonde · f2 vit bonde · g2 vit bonde · h2 vit bonde · a1 vit torn · b1 vit springare · c1 vit löpare · d1 vit drottning · e1 vit kung · f1 vit löpare · g1 vit springare · h1 vit torn | a8 svart torn · b8 svart springare · c8 svart löpare · d8 svart drottning · e8 svart kung · f8 svart löpare · g8 svart springare · h8 svart torn · a7 svart bonde · b7 svart bonde · c7 svart bonde · f7 svart bonde · g7 svart bonde · h7 svart bonde · e6 svart bonde · d5 svart bonde · c4 vit bonde · d4 vit bonde · a2 vit bonde · b2 vit bonde · e2 vit bonde · f2 vit bonde · g2 vit bonde · h2 vit bonde · a1 vit torn · b1 vit springare · c1 vit löpare · d1 vit drottning · e1 vit kung · f1 vit löpare · g1 vit springare · h1 vit torn | a8 svart torn · b8 svart springare · c8 svart löpare · d8 svart drottning · e8 svart kung · f8 svart löpare · g8 svart springare · h8 svart torn · a7 svart bonde · b7 svart bonde · c7 svart bonde · f7 svart bonde · g7 svart bonde · h7 svart bonde · e6 svart bonde · d5 svart bonde · c4 vit bonde · d4 vit bonde · a2 vit bonde · b2 vit bonde · e2 vit bonde · f2 vit bonde · g2 vit bonde · h2 vit bonde · a1 vit torn · b1 vit springare · c1 vit löpare · d1 vit drottning · e1 vit kung · f1 vit löpare · g1 vit springare · h1 vit torn | a8 svart torn · b8 svart springare · c8 svart löpare · d8 svart drottning · e8 svart kung · f8 svart löpare · g8 svart springare · h8 svart torn · a7 svart bonde · b7 svart bonde · c7 svart bonde · f7 svart bonde · g7 svart bonde · h7 svart bonde · e6 svart bonde · d5 svart bonde · c4 vit bonde · d4 vit bonde · a2 vit bonde · b2 vit bonde · e2 vit bonde · f2 vit bonde · g2 vit bonde · h2 vit bonde · a1 vit torn · b1 vit springare · c1 vit löpare · d1 vit drottning · e1 vit kung · f1 vit löpare · g1 vit springare · h1 vit torn | 2 |
| 1 | a8 svart torn · b8 svart springare · c8 svart löpare · d8 svart drottning · e8 svart kung · f8 svart löpare · g8 svart springare · h8 svart torn · a7 svart bonde · b7 svart bonde · c7 svart bonde · f7 svart bonde · g7 svart bonde · h7 svart bonde · e6 svart bonde · d5 svart bonde · c4 vit bonde · d4 vit bonde · a2 vit bonde · b2 vit bonde · e2 vit bonde · f2 vit bonde · g2 vit bonde · h2 vit bonde · a1 vit torn · b1 vit springare · c1 vit löpare · d1 vit drottning · e1 vit kung · f1 vit löpare · g1 vit springare · h1 vit torn | a8 svart torn · b8 svart springare · c8 svart löpare · d8 svart drottning · e8 svart kung · f8 svart löpare · g8 svart springare · h8 svart torn · a7 svart bonde · b7 svart bonde · c7 svart bonde · f7 svart bonde · g7 svart bonde · h7 svart bonde · e6 svart bonde · d5 svart bonde · c4 vit bonde · d4 vit bonde · a2 vit bonde · b2 vit bonde · e2 vit bonde · f2 vit bonde · g2 vit bonde · h2 vit bonde · a1 vit torn · b1 vit springare · c1 vit löpare · d1 vit drottning · e1 vit kung · f1 vit löpare · g1 vit springare · h1 vit torn | a8 svart torn · b8 svart springare · c8 svart löpare · d8 svart drottning · e8 svart kung · f8 svart löpare · g8 svart springare · h8 svart torn · a7 svart bonde · b7 svart bonde · c7 svart bonde · f7 svart bonde · g7 svart bonde · h7 svart bonde · e6 svart bonde · d5 svart bonde · c4 vit bonde · d4 vit bonde · a2 vit bonde · b2 vit bonde · e2 vit bonde · f2 vit bonde · g2 vit bonde · h2 vit bonde · a1 vit torn · b1 vit springare · c1 vit löpare · d1 vit drottning · e1 vit kung · f1 vit löpare · g1 vit springare · h1 vit torn | a8 svart torn · b8 svart springare · c8 svart löpare · d8 svart drottning · e8 svart kung · f8 svart löpare · g8 svart springare · h8 svart torn · a7 svart bonde · b7 svart bonde · c7 svart bonde · f7 svart bonde · g7 svart bonde · h7 svart bonde · e6 svart bonde · d5 svart bonde · c4 vit bonde · d4 vit bonde · a2 vit bonde · b2 vit bonde · e2 vit bonde · f2 vit bonde · g2 vit bonde · h2 vit bonde · a1 vit torn · b1 vit springare · c1 vit löpare · d1 vit drottning · e1 vit kung · f1 vit löpare · g1 vit springare · h1 vit torn | a8 svart torn · b8 svart springare · c8 svart löpare · d8 svart drottning · e8 svart kung · f8 svart löpare · g8 svart springare · h8 svart torn · a7 svart bonde · b7 svart bonde · c7 svart bonde · f7 svart bonde · g7 svart bonde · h7 svart bonde · e6 svart bonde · d5 svart bonde · c4 vit bonde · d4 vit bonde · a2 vit bonde · b2 vit bonde · e2 vit bonde · f2 vit bonde · g2 vit bonde · h2 vit bonde · a1 vit torn · b1 vit springare · c1 vit löpare · d1 vit drottning · e1 vit kung · f1 vit löpare · g1 vit springare · h1 vit torn | a8 svart torn · b8 svart springare · c8 svart löpare · d8 svart drottning · e8 svart kung · f8 svart löpare · g8 svart springare · h8 svart torn · a7 svart bonde · b7 svart bonde · c7 svart bonde · f7 svart bonde · g7 svart bonde · h7 svart bonde · e6 svart bonde · d5 svart bonde · c4 vit bonde · d4 vit bonde · a2 vit bonde · b2 vit bonde · e2 vit bonde · f2 vit bonde · g2 vit bonde · h2 vit bonde · a1 vit torn · b1 vit springare · c1 vit löpare · d1 vit drottning · e1 vit kung · f1 vit löpare · g1 vit springare · h1 vit torn | a8 svart torn · b8 svart springare · c8 svart löpare · d8 svart drottning · e8 svart kung · f8 svart löpare · g8 svart springare · h8 svart torn · a7 svart bonde · b7 svart bonde · c7 svart bonde · f7 svart bonde · g7 svart bonde · h7 svart bonde · e6 svart bonde · d5 svart bonde · c4 vit bonde · d4 vit bonde · a2 vit bonde · b2 vit bonde · e2 vit bonde · f2 vit bonde · g2 vit bonde · h2 vit bonde · a1 vit torn · b1 vit springare · c1 vit löpare · d1 vit drottning · e1 vit kung · f1 vit löpare · g1 vit springare · h1 vit torn | a8 svart torn · b8 svart springare · c8 svart löpare · d8 svart drottning · e8 svart kung · f8 svart löpare · g8 svart springare · h8 svart torn · a7 svart bonde · b7 svart bonde · c7 svart bonde · f7 svart bonde · g7 svart bonde · h7 svart bonde · e6 svart bonde · d5 svart bonde · c4 vit bonde · d4 vit bonde · a2 vit bonde · b2 vit bonde · e2 vit bonde · f2 vit bonde · g2 vit bonde · h2 vit bonde · a1 vit torn · b1 vit springare · c1 vit löpare · d1 vit drottning · e1 vit kung · f1 vit löpare · g1 vit springare · h1 vit torn | 1 |
|   | a | b | c | d | e | f | g | h |   |

Med avböjd damgambit menar man normalt 1.d4 d5 2.c4 e6.
Svart kan låta bli att ta bonden på andra sätt men de räknas vanligen som egna öppningar.
Här ingår 2...c6 som är svarts vanligaste drag och kan leda till slaviskt eller halvslaviskt parti, och de ovanligare dragen 2...Sc6 (Tjigorins försvar) och 2...e5 (Albins motgambit).
Med 2...e6 försvarar svart sin bonde och försöker behålla sitt bondecentrum. Draget stänger in vitfältslöparen så en av svarts strategiska utmaningar är hur han ska få den i spel.
Huvudvarianten är nu 3.Sc3 Sf6 4.Lg5 Le7 5.Sf3, även om vit ofta spelar Sf3 tidigare.
Svart kan också spela 4...Sbd7 och följa upp med ...c6 och ...Da5 (Cambridge Springs-varianten) eller spela 4...Lb4 (Ragozinvarianten). Vit kan också välja att utveckla löparen till f4 i stället för g5 (Harrwitzvarianten) eller att spela 4.cxd5 (avbytesvarianten).
Till en annan typ av ställningar leder 3...c5 (Tarraschförsvaret) eller 4...c5 (semi-Tarrasch).
Det finns många dragomkastningar och övergångar till andra öppningar. Om svart spelar ett tidigt ...c6 leder det till halvslaviskt parti och om vit väljer att fianchettera sin löpare med g3 och Lg2 går det över i katalanskt parti.

### Huvudvarianten
|   | a | b | c | d | e | f | g | h |   |
| 8 | a8 svart torn · b8 svart springare · c8 svart löpare · d8 svart drottning · e8 svart kung · h8 svart torn · a7 svart bonde · b7 svart bonde · c7 svart bonde · e7 svart löpare · f7 svart bonde · g7 svart bonde · h7 svart bonde · e6 svart bonde · f6 svart springare · d5 svart bonde · g5 vit löpare · c4 vit bonde · d4 vit bonde · c3 vit springare · f3 vit springare · a2 vit bonde · b2 vit bonde · e2 vit bonde · f2 vit bonde · g2 vit bonde · h2 vit bonde · a1 vit torn · d1 vit drottning · e1 vit kung · f1 vit löpare · h1 vit torn | a8 svart torn · b8 svart springare · c8 svart löpare · d8 svart drottning · e8 svart kung · h8 svart torn · a7 svart bonde · b7 svart bonde · c7 svart bonde · e7 svart löpare · f7 svart bonde · g7 svart bonde · h7 svart bonde · e6 svart bonde · f6 svart springare · d5 svart bonde · g5 vit löpare · c4 vit bonde · d4 vit bonde · c3 vit springare · f3 vit springare · a2 vit bonde · b2 vit bonde · e2 vit bonde · f2 vit bonde · g2 vit bonde · h2 vit bonde · a1 vit torn · d1 vit drottning · e1 vit kung · f1 vit löpare · h1 vit torn | a8 svart torn · b8 svart springare · c8 svart löpare · d8 svart drottning · e8 svart kung · h8 svart torn · a7 svart bonde · b7 svart bonde · c7 svart bonde · e7 svart löpare · f7 svart bonde · g7 svart bonde · h7 svart bonde · e6 svart bonde · f6 svart springare · d5 svart bonde · g5 vit löpare · c4 vit bonde · d4 vit bonde · c3 vit springare · f3 vit springare · a2 vit bonde · b2 vit bonde · e2 vit bonde · f2 vit bonde · g2 vit bonde · h2 vit bonde · a1 vit torn · d1 vit drottning · e1 vit kung · f1 vit löpare · h1 vit torn | a8 svart torn · b8 svart springare · c8 svart löpare · d8 svart drottning · e8 svart kung · h8 svart torn · a7 svart bonde · b7 svart bonde · c7 svart bonde · e7 svart löpare · f7 svart bonde · g7 svart bonde · h7 svart bonde · e6 svart bonde · f6 svart springare · d5 svart bonde · g5 vit löpare · c4 vit bonde · d4 vit bonde · c3 vit springare · f3 vit springare · a2 vit bonde · b2 vit bonde · e2 vit bonde · f2 vit bonde · g2 vit bonde · h2 vit bonde · a1 vit torn · d1 vit drottning · e1 vit kung · f1 vit löpare · h1 vit torn | a8 svart torn · b8 svart springare · c8 svart löpare · d8 svart drottning · e8 svart kung · h8 svart torn · a7 svart bonde · b7 svart bonde · c7 svart bonde · e7 svart löpare · f7 svart bonde · g7 svart bonde · h7 svart bonde · e6 svart bonde · f6 svart springare · d5 svart bonde · g5 vit löpare · c4 vit bonde · d4 vit bonde · c3 vit springare · f3 vit springare · a2 vit bonde · b2 vit bonde · e2 vit bonde · f2 vit bonde · g2 vit bonde · h2 vit bonde · a1 vit torn · d1 vit drottning · e1 vit kung · f1 vit löpare · h1 vit torn | a8 svart torn · b8 svart springare · c8 svart löpare · d8 svart drottning · e8 svart kung · h8 svart torn · a7 svart bonde · b7 svart bonde · c7 svart bonde · e7 svart löpare · f7 svart bonde · g7 svart bonde · h7 svart bonde · e6 svart bonde · f6 svart springare · d5 svart bonde · g5 vit löpare · c4 vit bonde · d4 vit bonde · c3 vit springare · f3 vit springare · a2 vit bonde · b2 vit bonde · e2 vit bonde · f2 vit bonde · g2 vit bonde · h2 vit bonde · a1 vit torn · d1 vit drottning · e1 vit kung · f1 vit löpare · h1 vit torn | a8 svart torn · b8 svart springare · c8 svart löpare · d8 svart drottning · e8 svart kung · h8 svart torn · a7 svart bonde · b7 svart bonde · c7 svart bonde · e7 svart löpare · f7 svart bonde · g7 svart bonde · h7 svart bonde · e6 svart bonde · f6 svart springare · d5 svart bonde · g5 vit löpare · c4 vit bonde · d4 vit bonde · c3 vit springare · f3 vit springare · a2 vit bonde · b2 vit bonde · e2 vit bonde · f2 vit bonde · g2 vit bonde · h2 vit bonde · a1 vit torn · d1 vit drottning · e1 vit kung · f1 vit löpare · h1 vit torn | a8 svart torn · b8 svart springare · c8 svart löpare · d8 svart drottning · e8 svart kung · h8 svart torn · a7 svart bonde · b7 svart bonde · c7 svart bonde · e7 svart löpare · f7 svart bonde · g7 svart bonde · h7 svart bonde · e6 svart bonde · f6 svart springare · d5 svart bonde · g5 vit löpare · c4 vit bonde · d4 vit bonde · c3 vit springare · f3 vit springare · a2 vit bonde · b2 vit bonde · e2 vit bonde · f2 vit bonde · g2 vit bonde · h2 vit bonde · a1 vit torn · d1 vit drottning · e1 vit kung · f1 vit löpare · h1 vit torn | 8 |
| 7 | a8 svart torn · b8 svart springare · c8 svart löpare · d8 svart drottning · e8 svart kung · h8 svart torn · a7 svart bonde · b7 svart bonde · c7 svart bonde · e7 svart löpare · f7 svart bonde · g7 svart bonde · h7 svart bonde · e6 svart bonde · f6 svart springare · d5 svart bonde · g5 vit löpare · c4 vit bonde · d4 vit bonde · c3 vit springare · f3 vit springare · a2 vit bonde · b2 vit bonde · e2 vit bonde · f2 vit bonde · g2 vit bonde · h2 vit bonde · a1 vit torn · d1 vit drottning · e1 vit kung · f1 vit löpare · h1 vit torn | a8 svart torn · b8 svart springare · c8 svart löpare · d8 svart drottning · e8 svart kung · h8 svart torn · a7 svart bonde · b7 svart bonde · c7 svart bonde · e7 svart löpare · f7 svart bonde · g7 svart bonde · h7 svart bonde · e6 svart bonde · f6 svart springare · d5 svart bonde · g5 vit löpare · c4 vit bonde · d4 vit bonde · c3 vit springare · f3 vit springare · a2 vit bonde · b2 vit bonde · e2 vit bonde · f2 vit bonde · g2 vit bonde · h2 vit bonde · a1 vit torn · d1 vit drottning · e1 vit kung · f1 vit löpare · h1 vit torn | a8 svart torn · b8 svart springare · c8 svart löpare · d8 svart drottning · e8 svart kung · h8 svart torn · a7 svart bonde · b7 svart bonde · c7 svart bonde · e7 svart löpare · f7 svart bonde · g7 svart bonde · h7 svart bonde · e6 svart bonde · f6 svart springare · d5 svart bonde · g5 vit löpare · c4 vit bonde · d4 vit bonde · c3 vit springare · f3 vit springare · a2 vit bonde · b2 vit bonde · e2 vit bonde · f2 vit bonde · g2 vit bonde · h2 vit bonde · a1 vit torn · d1 vit drottning · e1 vit kung · f1 vit löpare · h1 vit torn | a8 svart torn · b8 svart springare · c8 svart löpare · d8 svart drottning · e8 svart kung · h8 svart torn · a7 svart bonde · b7 svart bonde · c7 svart bonde · e7 svart löpare · f7 svart bonde · g7 svart bonde · h7 svart bonde · e6 svart bonde · f6 svart springare · d5 svart bonde · g5 vit löpare · c4 vit bonde · d4 vit bonde · c3 vit springare · f3 vit springare · a2 vit bonde · b2 vit bonde · e2 vit bonde · f2 vit bonde · g2 vit bonde · h2 vit bonde · a1 vit torn · d1 vit drottning · e1 vit kung · f1 vit löpare · h1 vit torn | a8 svart torn · b8 svart springare · c8 svart löpare · d8 svart drottning · e8 svart kung · h8 svart torn · a7 svart bonde · b7 svart bonde · c7 svart bonde · e7 svart löpare · f7 svart bonde · g7 svart bonde · h7 svart bonde · e6 svart bonde · f6 svart springare · d5 svart bonde · g5 vit löpare · c4 vit bonde · d4 vit bonde · c3 vit springare · f3 vit springare · a2 vit bonde · b2 vit bonde · e2 vit bonde · f2 vit bonde · g2 vit bonde · h2 vit bonde · a1 vit torn · d1 vit drottning · e1 vit kung · f1 vit löpare · h1 vit torn | a8 svart torn · b8 svart springare · c8 svart löpare · d8 svart drottning · e8 svart kung · h8 svart torn · a7 svart bonde · b7 svart bonde · c7 svart bonde · e7 svart löpare · f7 svart bonde · g7 svart bonde · h7 svart bonde · e6 svart bonde · f6 svart springare · d5 svart bonde · g5 vit löpare · c4 vit bonde · d4 vit bonde · c3 vit springare · f3 vit springare · a2 vit bonde · b2 vit bonde · e2 vit bonde · f2 vit bonde · g2 vit bonde · h2 vit bonde · a1 vit torn · d1 vit drottning · e1 vit kung · f1 vit löpare · h1 vit torn | a8 svart torn · b8 svart springare · c8 svart löpare · d8 svart drottning · e8 svart kung · h8 svart torn · a7 svart bonde · b7 svart bonde · c7 svart bonde · e7 svart löpare · f7 svart bonde · g7 svart bonde · h7 svart bonde · e6 svart bonde · f6 svart springare · d5 svart bonde · g5 vit löpare · c4 vit bonde · d4 vit bonde · c3 vit springare · f3 vit springare · a2 vit bonde · b2 vit bonde · e2 vit bonde · f2 vit bonde · g2 vit bonde · h2 vit bonde · a1 vit torn · d1 vit drottning · e1 vit kung · f1 vit löpare · h1 vit torn | a8 svart torn · b8 svart springare · c8 svart löpare · d8 svart drottning · e8 svart kung · h8 svart torn · a7 svart bonde · b7 svart bonde · c7 svart bonde · e7 svart löpare · f7 svart bonde · g7 svart bonde · h7 svart bonde · e6 svart bonde · f6 svart springare · d5 svart bonde · g5 vit löpare · c4 vit bonde · d4 vit bonde · c3 vit springare · f3 vit springare · a2 vit bonde · b2 vit bonde · e2 vit bonde · f2 vit bonde · g2 vit bonde · h2 vit bonde · a1 vit torn · d1 vit drottning · e1 vit kung · f1 vit löpare · h1 vit torn | 7 |
| 6 | a8 svart torn · b8 svart springare · c8 svart löpare · d8 svart drottning · e8 svart kung · h8 svart torn · a7 svart bonde · b7 svart bonde · c7 svart bonde · e7 svart löpare · f7 svart bonde · g7 svart bonde · h7 svart bonde · e6 svart bonde · f6 svart springare · d5 svart bonde · g5 vit löpare · c4 vit bonde · d4 vit bonde · c3 vit springare · f3 vit springare · a2 vit bonde · b2 vit bonde · e2 vit bonde · f2 vit bonde · g2 vit bonde · h2 vit bonde · a1 vit torn · d1 vit drottning · e1 vit kung · f1 vit löpare · h1 vit torn | a8 svart torn · b8 svart springare · c8 svart löpare · d8 svart drottning · e8 svart kung · h8 svart torn · a7 svart bonde · b7 svart bonde · c7 svart bonde · e7 svart löpare · f7 svart bonde · g7 svart bonde · h7 svart bonde · e6 svart bonde · f6 svart springare · d5 svart bonde · g5 vit löpare · c4 vit bonde · d4 vit bonde · c3 vit springare · f3 vit springare · a2 vit bonde · b2 vit bonde · e2 vit bonde · f2 vit bonde · g2 vit bonde · h2 vit bonde · a1 vit torn · d1 vit drottning · e1 vit kung · f1 vit löpare · h1 vit torn | a8 svart torn · b8 svart springare · c8 svart löpare · d8 svart drottning · e8 svart kung · h8 svart torn · a7 svart bonde · b7 svart bonde · c7 svart bonde · e7 svart löpare · f7 svart bonde · g7 svart bonde · h7 svart bonde · e6 svart bonde · f6 svart springare · d5 svart bonde · g5 vit löpare · c4 vit bonde · d4 vit bonde · c3 vit springare · f3 vit springare · a2 vit bonde · b2 vit bonde · e2 vit bonde · f2 vit bonde · g2 vit bonde · h2 vit bonde · a1 vit torn · d1 vit drottning · e1 vit kung · f1 vit löpare · h1 vit torn | a8 svart torn · b8 svart springare · c8 svart löpare · d8 svart drottning · e8 svart kung · h8 svart torn · a7 svart bonde · b7 svart bonde · c7 svart bonde · e7 svart löpare · f7 svart bonde · g7 svart bonde · h7 svart bonde · e6 svart bonde · f6 svart springare · d5 svart bonde · g5 vit löpare · c4 vit bonde · d4 vit bonde · c3 vit springare · f3 vit springare · a2 vit bonde · b2 vit bonde · e2 vit bonde · f2 vit bonde · g2 vit bonde · h2 vit bonde · a1 vit torn · d1 vit drottning · e1 vit kung · f1 vit löpare · h1 vit torn | a8 svart torn · b8 svart springare · c8 svart löpare · d8 svart drottning · e8 svart kung · h8 svart torn · a7 svart bonde · b7 svart bonde · c7 svart bonde · e7 svart löpare · f7 svart bonde · g7 svart bonde · h7 svart bonde · e6 svart bonde · f6 svart springare · d5 svart bonde · g5 vit löpare · c4 vit bonde · d4 vit bonde · c3 vit springare · f3 vit springare · a2 vit bonde · b2 vit bonde · e2 vit bonde · f2 vit bonde · g2 vit bonde · h2 vit bonde · a1 vit torn · d1 vit drottning · e1 vit kung · f1 vit löpare · h1 vit torn | a8 svart torn · b8 svart springare · c8 svart löpare · d8 svart drottning · e8 svart kung · h8 svart torn · a7 svart bonde · b7 svart bonde · c7 svart bonde · e7 svart löpare · f7 svart bonde · g7 svart bonde · h7 svart bonde · e6 svart bonde · f6 svart springare · d5 svart bonde · g5 vit löpare · c4 vit bonde · d4 vit bonde · c3 vit springare · f3 vit springare · a2 vit bonde · b2 vit bonde · e2 vit bonde · f2 vit bonde · g2 vit bonde · h2 vit bonde · a1 vit torn · d1 vit drottning · e1 vit kung · f1 vit löpare · h1 vit torn | a8 svart torn · b8 svart springare · c8 svart löpare · d8 svart drottning · e8 svart kung · h8 svart torn · a7 svart bonde · b7 svart bonde · c7 svart bonde · e7 svart löpare · f7 svart bonde · g7 svart bonde · h7 svart bonde · e6 svart bonde · f6 svart springare · d5 svart bonde · g5 vit löpare · c4 vit bonde · d4 vit bonde · c3 vit springare · f3 vit springare · a2 vit bonde · b2 vit bonde · e2 vit bonde · f2 vit bonde · g2 vit bonde · h2 vit bonde · a1 vit torn · d1 vit drottning · e1 vit kung · f1 vit löpare · h1 vit torn | a8 svart torn · b8 svart springare · c8 svart löpare · d8 svart drottning · e8 svart kung · h8 svart torn · a7 svart bonde · b7 svart bonde · c7 svart bonde · e7 svart löpare · f7 svart bonde · g7 svart bonde · h7 svart bonde · e6 svart bonde · f6 svart springare · d5 svart bonde · g5 vit löpare · c4 vit bonde · d4 vit bonde · c3 vit springare · f3 vit springare · a2 vit bonde · b2 vit bonde · e2 vit bonde · f2 vit bonde · g2 vit bonde · h2 vit bonde · a1 vit torn · d1 vit drottning · e1 vit kung · f1 vit löpare · h1 vit torn | 6 |
| 5 | a8 svart torn · b8 svart springare · c8 svart löpare · d8 svart drottning · e8 svart kung · h8 svart torn · a7 svart bonde · b7 svart bonde · c7 svart bonde · e7 svart löpare · f7 svart bonde · g7 svart bonde · h7 svart bonde · e6 svart bonde · f6 svart springare · d5 svart bonde · g5 vit löpare · c4 vit bonde · d4 vit bonde · c3 vit springare · f3 vit springare · a2 vit bonde · b2 vit bonde · e2 vit bonde · f2 vit bonde · g2 vit bonde · h2 vit bonde · a1 vit torn · d1 vit drottning · e1 vit kung · f1 vit löpare · h1 vit torn | a8 svart torn · b8 svart springare · c8 svart löpare · d8 svart drottning · e8 svart kung · h8 svart torn · a7 svart bonde · b7 svart bonde · c7 svart bonde · e7 svart löpare · f7 svart bonde · g7 svart bonde · h7 svart bonde · e6 svart bonde · f6 svart springare · d5 svart bonde · g5 vit löpare · c4 vit bonde · d4 vit bonde · c3 vit springare · f3 vit springare · a2 vit bonde · b2 vit bonde · e2 vit bonde · f2 vit bonde · g2 vit bonde · h2 vit bonde · a1 vit torn · d1 vit drottning · e1 vit kung · f1 vit löpare · h1 vit torn | a8 svart torn · b8 svart springare · c8 svart löpare · d8 svart drottning · e8 svart kung · h8 svart torn · a7 svart bonde · b7 svart bonde · c7 svart bonde · e7 svart löpare · f7 svart bonde · g7 svart bonde · h7 svart bonde · e6 svart bonde · f6 svart springare · d5 svart bonde · g5 vit löpare · c4 vit bonde · d4 vit bonde · c3 vit springare · f3 vit springare · a2 vit bonde · b2 vit bonde · e2 vit bonde · f2 vit bonde · g2 vit bonde · h2 vit bonde · a1 vit torn · d1 vit drottning · e1 vit kung · f1 vit löpare · h1 vit torn | a8 svart torn · b8 svart springare · c8 svart löpare · d8 svart drottning · e8 svart kung · h8 svart torn · a7 svart bonde · b7 svart bonde · c7 svart bonde · e7 svart löpare · f7 svart bonde · g7 svart bonde · h7 svart bonde · e6 svart bonde · f6 svart springare · d5 svart bonde · g5 vit löpare · c4 vit bonde · d4 vit bonde · c3 vit springare · f3 vit springare · a2 vit bonde · b2 vit bonde · e2 vit bonde · f2 vit bonde · g2 vit bonde · h2 vit bonde · a1 vit torn · d1 vit drottning · e1 vit kung · f1 vit löpare · h1 vit torn | a8 svart torn · b8 svart springare · c8 svart löpare · d8 svart drottning · e8 svart kung · h8 svart torn · a7 svart bonde · b7 svart bonde · c7 svart bonde · e7 svart löpare · f7 svart bonde · g7 svart bonde · h7 svart bonde · e6 svart bonde · f6 svart springare · d5 svart bonde · g5 vit löpare · c4 vit bonde · d4 vit bonde · c3 vit springare · f3 vit springare · a2 vit bonde · b2 vit bonde · e2 vit bonde · f2 vit bonde · g2 vit bonde · h2 vit bonde · a1 vit torn · d1 vit drottning · e1 vit kung · f1 vit löpare · h1 vit torn | a8 svart torn · b8 svart springare · c8 svart löpare · d8 svart drottning · e8 svart kung · h8 svart torn · a7 svart bonde · b7 svart bonde · c7 svart bonde · e7 svart löpare · f7 svart bonde · g7 svart bonde · h7 svart bonde · e6 svart bonde · f6 svart springare · d5 svart bonde · g5 vit löpare · c4 vit bonde · d4 vit bonde · c3 vit springare · f3 vit springare · a2 vit bonde · b2 vit bonde · e2 vit bonde · f2 vit bonde · g2 vit bonde · h2 vit bonde · a1 vit torn · d1 vit drottning · e1 vit kung · f1 vit löpare · h1 vit torn | a8 svart torn · b8 svart springare · c8 svart löpare · d8 svart drottning · e8 svart kung · h8 svart torn · a7 svart bonde · b7 svart bonde · c7 svart bonde · e7 svart löpare · f7 svart bonde · g7 svart bonde · h7 svart bonde · e6 svart bonde · f6 svart springare · d5 svart bonde · g5 vit löpare · c4 vit bonde · d4 vit bonde · c3 vit springare · f3 vit springare · a2 vit bonde · b2 vit bonde · e2 vit bonde · f2 vit bonde · g2 vit bonde · h2 vit bonde · a1 vit torn · d1 vit drottning · e1 vit kung · f1 vit löpare · h1 vit torn | a8 svart torn · b8 svart springare · c8 svart löpare · d8 svart drottning · e8 svart kung · h8 svart torn · a7 svart bonde · b7 svart bonde · c7 svart bonde · e7 svart löpare · f7 svart bonde · g7 svart bonde · h7 svart bonde · e6 svart bonde · f6 svart springare · d5 svart bonde · g5 vit löpare · c4 vit bonde · d4 vit bonde · c3 vit springare · f3 vit springare · a2 vit bonde · b2 vit bonde · e2 vit bonde · f2 vit bonde · g2 vit bonde · h2 vit bonde · a1 vit torn · d1 vit drottning · e1 vit kung · f1 vit löpare · h1 vit torn | 5 |
| 4 | a8 svart torn · b8 svart springare · c8 svart löpare · d8 svart drottning · e8 svart kung · h8 svart torn · a7 svart bonde · b7 svart bonde · c7 svart bonde · e7 svart löpare · f7 svart bonde · g7 svart bonde · h7 svart bonde · e6 svart bonde · f6 svart springare · d5 svart bonde · g5 vit löpare · c4 vit bonde · d4 vit bonde · c3 vit springare · f3 vit springare · a2 vit bonde · b2 vit bonde · e2 vit bonde · f2 vit bonde · g2 vit bonde · h2 vit bonde · a1 vit torn · d1 vit drottning · e1 vit kung · f1 vit löpare · h1 vit torn | a8 svart torn · b8 svart springare · c8 svart löpare · d8 svart drottning · e8 svart kung · h8 svart torn · a7 svart bonde · b7 svart bonde · c7 svart bonde · e7 svart löpare · f7 svart bonde · g7 svart bonde · h7 svart bonde · e6 svart bonde · f6 svart springare · d5 svart bonde · g5 vit löpare · c4 vit bonde · d4 vit bonde · c3 vit springare · f3 vit springare · a2 vit bonde · b2 vit bonde · e2 vit bonde · f2 vit bonde · g2 vit bonde · h2 vit bonde · a1 vit torn · d1 vit drottning · e1 vit kung · f1 vit löpare · h1 vit torn | a8 svart torn · b8 svart springare · c8 svart löpare · d8 svart drottning · e8 svart kung · h8 svart torn · a7 svart bonde · b7 svart bonde · c7 svart bonde · e7 svart löpare · f7 svart bonde · g7 svart bonde · h7 svart bonde · e6 svart bonde · f6 svart springare · d5 svart bonde · g5 vit löpare · c4 vit bonde · d4 vit bonde · c3 vit springare · f3 vit springare · a2 vit bonde · b2 vit bonde · e2 vit bonde · f2 vit bonde · g2 vit bonde · h2 vit bonde · a1 vit torn · d1 vit drottning · e1 vit kung · f1 vit löpare · h1 vit torn | a8 svart torn · b8 svart springare · c8 svart löpare · d8 svart drottning · e8 svart kung · h8 svart torn · a7 svart bonde · b7 svart bonde · c7 svart bonde · e7 svart löpare · f7 svart bonde · g7 svart bonde · h7 svart bonde · e6 svart bonde · f6 svart springare · d5 svart bonde · g5 vit löpare · c4 vit bonde · d4 vit bonde · c3 vit springare · f3 vit springare · a2 vit bonde · b2 vit bonde · e2 vit bonde · f2 vit bonde · g2 vit bonde · h2 vit bonde · a1 vit torn · d1 vit drottning · e1 vit kung · f1 vit löpare · h1 vit torn | a8 svart torn · b8 svart springare · c8 svart löpare · d8 svart drottning · e8 svart kung · h8 svart torn · a7 svart bonde · b7 svart bonde · c7 svart bonde · e7 svart löpare · f7 svart bonde · g7 svart bonde · h7 svart bonde · e6 svart bonde · f6 svart springare · d5 svart bonde · g5 vit löpare · c4 vit bonde · d4 vit bonde · c3 vit springare · f3 vit springare · a2 vit bonde · b2 vit bonde · e2 vit bonde · f2 vit bonde · g2 vit bonde · h2 vit bonde · a1 vit torn · d1 vit drottning · e1 vit kung · f1 vit löpare · h1 vit torn | a8 svart torn · b8 svart springare · c8 svart löpare · d8 svart drottning · e8 svart kung · h8 svart torn · a7 svart bonde · b7 svart bonde · c7 svart bonde · e7 svart löpare · f7 svart bonde · g7 svart bonde · h7 svart bonde · e6 svart bonde · f6 svart springare · d5 svart bonde · g5 vit löpare · c4 vit bonde · d4 vit bonde · c3 vit springare · f3 vit springare · a2 vit bonde · b2 vit bonde · e2 vit bonde · f2 vit bonde · g2 vit bonde · h2 vit bonde · a1 vit torn · d1 vit drottning · e1 vit kung · f1 vit löpare · h1 vit torn | a8 svart torn · b8 svart springare · c8 svart löpare · d8 svart drottning · e8 svart kung · h8 svart torn · a7 svart bonde · b7 svart bonde · c7 svart bonde · e7 svart löpare · f7 svart bonde · g7 svart bonde · h7 svart bonde · e6 svart bonde · f6 svart springare · d5 svart bonde · g5 vit löpare · c4 vit bonde · d4 vit bonde · c3 vit springare · f3 vit springare · a2 vit bonde · b2 vit bonde · e2 vit bonde · f2 vit bonde · g2 vit bonde · h2 vit bonde · a1 vit torn · d1 vit drottning · e1 vit kung · f1 vit löpare · h1 vit torn | a8 svart torn · b8 svart springare · c8 svart löpare · d8 svart drottning · e8 svart kung · h8 svart torn · a7 svart bonde · b7 svart bonde · c7 svart bonde · e7 svart löpare · f7 svart bonde · g7 svart bonde · h7 svart bonde · e6 svart bonde · f6 svart springare · d5 svart bonde · g5 vit löpare · c4 vit bonde · d4 vit bonde · c3 vit springare · f3 vit springare · a2 vit bonde · b2 vit bonde · e2 vit bonde · f2 vit bonde · g2 vit bonde · h2 vit bonde · a1 vit torn · d1 vit drottning · e1 vit kung · f1 vit löpare · h1 vit torn | 4 |
| 3 | a8 svart torn · b8 svart springare · c8 svart löpare · d8 svart drottning · e8 svart kung · h8 svart torn · a7 svart bonde · b7 svart bonde · c7 svart bonde · e7 svart löpare · f7 svart bonde · g7 svart bonde · h7 svart bonde · e6 svart bonde · f6 svart springare · d5 svart bonde · g5 vit löpare · c4 vit bonde · d4 vit bonde · c3 vit springare · f3 vit springare · a2 vit bonde · b2 vit bonde · e2 vit bonde · f2 vit bonde · g2 vit bonde · h2 vit bonde · a1 vit torn · d1 vit drottning · e1 vit kung · f1 vit löpare · h1 vit torn | a8 svart torn · b8 svart springare · c8 svart löpare · d8 svart drottning · e8 svart kung · h8 svart torn · a7 svart bonde · b7 svart bonde · c7 svart bonde · e7 svart löpare · f7 svart bonde · g7 svart bonde · h7 svart bonde · e6 svart bonde · f6 svart springare · d5 svart bonde · g5 vit löpare · c4 vit bonde · d4 vit bonde · c3 vit springare · f3 vit springare · a2 vit bonde · b2 vit bonde · e2 vit bonde · f2 vit bonde · g2 vit bonde · h2 vit bonde · a1 vit torn · d1 vit drottning · e1 vit kung · f1 vit löpare · h1 vit torn | a8 svart torn · b8 svart springare · c8 svart löpare · d8 svart drottning · e8 svart kung · h8 svart torn · a7 svart bonde · b7 svart bonde · c7 svart bonde · e7 svart löpare · f7 svart bonde · g7 svart bonde · h7 svart bonde · e6 svart bonde · f6 svart springare · d5 svart bonde · g5 vit löpare · c4 vit bonde · d4 vit bonde · c3 vit springare · f3 vit springare · a2 vit bonde · b2 vit bonde · e2 vit bonde · f2 vit bonde · g2 vit bonde · h2 vit bonde · a1 vit torn · d1 vit drottning · e1 vit kung · f1 vit löpare · h1 vit torn | a8 svart torn · b8 svart springare · c8 svart löpare · d8 svart drottning · e8 svart kung · h8 svart torn · a7 svart bonde · b7 svart bonde · c7 svart bonde · e7 svart löpare · f7 svart bonde · g7 svart bonde · h7 svart bonde · e6 svart bonde · f6 svart springare · d5 svart bonde · g5 vit löpare · c4 vit bonde · d4 vit bonde · c3 vit springare · f3 vit springare · a2 vit bonde · b2 vit bonde · e2 vit bonde · f2 vit bonde · g2 vit bonde · h2 vit bonde · a1 vit torn · d1 vit drottning · e1 vit kung · f1 vit löpare · h1 vit torn | a8 svart torn · b8 svart springare · c8 svart löpare · d8 svart drottning · e8 svart kung · h8 svart torn · a7 svart bonde · b7 svart bonde · c7 svart bonde · e7 svart löpare · f7 svart bonde · g7 svart bonde · h7 svart bonde · e6 svart bonde · f6 svart springare · d5 svart bonde · g5 vit löpare · c4 vit bonde · d4 vit bonde · c3 vit springare · f3 vit springare · a2 vit bonde · b2 vit bonde · e2 vit bonde · f2 vit bonde · g2 vit bonde · h2 vit bonde · a1 vit torn · d1 vit drottning · e1 vit kung · f1 vit löpare · h1 vit torn | a8 svart torn · b8 svart springare · c8 svart löpare · d8 svart drottning · e8 svart kung · h8 svart torn · a7 svart bonde · b7 svart bonde · c7 svart bonde · e7 svart löpare · f7 svart bonde · g7 svart bonde · h7 svart bonde · e6 svart bonde · f6 svart springare · d5 svart bonde · g5 vit löpare · c4 vit bonde · d4 vit bonde · c3 vit springare · f3 vit springare · a2 vit bonde · b2 vit bonde · e2 vit bonde · f2 vit bonde · g2 vit bonde · h2 vit bonde · a1 vit torn · d1 vit drottning · e1 vit kung · f1 vit löpare · h1 vit torn | a8 svart torn · b8 svart springare · c8 svart löpare · d8 svart drottning · e8 svart kung · h8 svart torn · a7 svart bonde · b7 svart bonde · c7 svart bonde · e7 svart löpare · f7 svart bonde · g7 svart bonde · h7 svart bonde · e6 svart bonde · f6 svart springare · d5 svart bonde · g5 vit löpare · c4 vit bonde · d4 vit bonde · c3 vit springare · f3 vit springare · a2 vit bonde · b2 vit bonde · e2 vit bonde · f2 vit bonde · g2 vit bonde · h2 vit bonde · a1 vit torn · d1 vit drottning · e1 vit kung · f1 vit löpare · h1 vit torn | a8 svart torn · b8 svart springare · c8 svart löpare · d8 svart drottning · e8 svart kung · h8 svart torn · a7 svart bonde · b7 svart bonde · c7 svart bonde · e7 svart löpare · f7 svart bonde · g7 svart bonde · h7 svart bonde · e6 svart bonde · f6 svart springare · d5 svart bonde · g5 vit löpare · c4 vit bonde · d4 vit bonde · c3 vit springare · f3 vit springare · a2 vit bonde · b2 vit bonde · e2 vit bonde · f2 vit bonde · g2 vit bonde · h2 vit bonde · a1 vit torn · d1 vit drottning · e1 vit kung · f1 vit löpare · h1 vit torn | 3 |
| 2 | a8 svart torn · b8 svart springare · c8 svart löpare · d8 svart drottning · e8 svart kung · h8 svart torn · a7 svart bonde · b7 svart bonde · c7 svart bonde · e7 svart löpare · f7 svart bonde · g7 svart bonde · h7 svart bonde · e6 svart bonde · f6 svart springare · d5 svart bonde · g5 vit löpare · c4 vit bonde · d4 vit bonde · c3 vit springare · f3 vit springare · a2 vit bonde · b2 vit bonde · e2 vit bonde · f2 vit bonde · g2 vit bonde · h2 vit bonde · a1 vit torn · d1 vit drottning · e1 vit kung · f1 vit löpare · h1 vit torn | a8 svart torn · b8 svart springare · c8 svart löpare · d8 svart drottning · e8 svart kung · h8 svart torn · a7 svart bonde · b7 svart bonde · c7 svart bonde · e7 svart löpare · f7 svart bonde · g7 svart bonde · h7 svart bonde · e6 svart bonde · f6 svart springare · d5 svart bonde · g5 vit löpare · c4 vit bonde · d4 vit bonde · c3 vit springare · f3 vit springare · a2 vit bonde · b2 vit bonde · e2 vit bonde · f2 vit bonde · g2 vit bonde · h2 vit bonde · a1 vit torn · d1 vit drottning · e1 vit kung · f1 vit löpare · h1 vit torn | a8 svart torn · b8 svart springare · c8 svart löpare · d8 svart drottning · e8 svart kung · h8 svart torn · a7 svart bonde · b7 svart bonde · c7 svart bonde · e7 svart löpare · f7 svart bonde · g7 svart bonde · h7 svart bonde · e6 svart bonde · f6 svart springare · d5 svart bonde · g5 vit löpare · c4 vit bonde · d4 vit bonde · c3 vit springare · f3 vit springare · a2 vit bonde · b2 vit bonde · e2 vit bonde · f2 vit bonde · g2 vit bonde · h2 vit bonde · a1 vit torn · d1 vit drottning · e1 vit kung · f1 vit löpare · h1 vit torn | a8 svart torn · b8 svart springare · c8 svart löpare · d8 svart drottning · e8 svart kung · h8 svart torn · a7 svart bonde · b7 svart bonde · c7 svart bonde · e7 svart löpare · f7 svart bonde · g7 svart bonde · h7 svart bonde · e6 svart bonde · f6 svart springare · d5 svart bonde · g5 vit löpare · c4 vit bonde · d4 vit bonde · c3 vit springare · f3 vit springare · a2 vit bonde · b2 vit bonde · e2 vit bonde · f2 vit bonde · g2 vit bonde · h2 vit bonde · a1 vit torn · d1 vit drottning · e1 vit kung · f1 vit löpare · h1 vit torn | a8 svart torn · b8 svart springare · c8 svart löpare · d8 svart drottning · e8 svart kung · h8 svart torn · a7 svart bonde · b7 svart bonde · c7 svart bonde · e7 svart löpare · f7 svart bonde · g7 svart bonde · h7 svart bonde · e6 svart bonde · f6 svart springare · d5 svart bonde · g5 vit löpare · c4 vit bonde · d4 vit bonde · c3 vit springare · f3 vit springare · a2 vit bonde · b2 vit bonde · e2 vit bonde · f2 vit bonde · g2 vit bonde · h2 vit bonde · a1 vit torn · d1 vit drottning · e1 vit kung · f1 vit löpare · h1 vit torn | a8 svart torn · b8 svart springare · c8 svart löpare · d8 svart drottning · e8 svart kung · h8 svart torn · a7 svart bonde · b7 svart bonde · c7 svart bonde · e7 svart löpare · f7 svart bonde · g7 svart bonde · h7 svart bonde · e6 svart bonde · f6 svart springare · d5 svart bonde · g5 vit löpare · c4 vit bonde · d4 vit bonde · c3 vit springare · f3 vit springare · a2 vit bonde · b2 vit bonde · e2 vit bonde · f2 vit bonde · g2 vit bonde · h2 vit bonde · a1 vit torn · d1 vit drottning · e1 vit kung · f1 vit löpare · h1 vit torn | a8 svart torn · b8 svart springare · c8 svart löpare · d8 svart drottning · e8 svart kung · h8 svart torn · a7 svart bonde · b7 svart bonde · c7 svart bonde · e7 svart löpare · f7 svart bonde · g7 svart bonde · h7 svart bonde · e6 svart bonde · f6 svart springare · d5 svart bonde · g5 vit löpare · c4 vit bonde · d4 vit bonde · c3 vit springare · f3 vit springare · a2 vit bonde · b2 vit bonde · e2 vit bonde · f2 vit bonde · g2 vit bonde · h2 vit bonde · a1 vit torn · d1 vit drottning · e1 vit kung · f1 vit löpare · h1 vit torn | a8 svart torn · b8 svart springare · c8 svart löpare · d8 svart drottning · e8 svart kung · h8 svart torn · a7 svart bonde · b7 svart bonde · c7 svart bonde · e7 svart löpare · f7 svart bonde · g7 svart bonde · h7 svart bonde · e6 svart bonde · f6 svart springare · d5 svart bonde · g5 vit löpare · c4 vit bonde · d4 vit bonde · c3 vit springare · f3 vit springare · a2 vit bonde · b2 vit bonde · e2 vit bonde · f2 vit bonde · g2 vit bonde · h2 vit bonde · a1 vit torn · d1 vit drottning · e1 vit kung · f1 vit löpare · h1 vit torn | 2 |
| 1 | a8 svart torn · b8 svart springare · c8 svart löpare · d8 svart drottning · e8 svart kung · h8 svart torn · a7 svart bonde · b7 svart bonde · c7 svart bonde · e7 svart löpare · f7 svart bonde · g7 svart bonde · h7 svart bonde · e6 svart bonde · f6 svart springare · d5 svart bonde · g5 vit löpare · c4 vit bonde · d4 vit bonde · c3 vit springare · f3 vit springare · a2 vit bonde · b2 vit bonde · e2 vit bonde · f2 vit bonde · g2 vit bonde · h2 vit bonde · a1 vit torn · d1 vit drottning · e1 vit kung · f1 vit löpare · h1 vit torn | a8 svart torn · b8 svart springare · c8 svart löpare · d8 svart drottning · e8 svart kung · h8 svart torn · a7 svart bonde · b7 svart bonde · c7 svart bonde · e7 svart löpare · f7 svart bonde · g7 svart bonde · h7 svart bonde · e6 svart bonde · f6 svart springare · d5 svart bonde · g5 vit löpare · c4 vit bonde · d4 vit bonde · c3 vit springare · f3 vit springare · a2 vit bonde · b2 vit bonde · e2 vit bonde · f2 vit bonde · g2 vit bonde · h2 vit bonde · a1 vit torn · d1 vit drottning · e1 vit kung · f1 vit löpare · h1 vit torn | a8 svart torn · b8 svart springare · c8 svart löpare · d8 svart drottning · e8 svart kung · h8 svart torn · a7 svart bonde · b7 svart bonde · c7 svart bonde · e7 svart löpare · f7 svart bonde · g7 svart bonde · h7 svart bonde · e6 svart bonde · f6 svart springare · d5 svart bonde · g5 vit löpare · c4 vit bonde · d4 vit bonde · c3 vit springare · f3 vit springare · a2 vit bonde · b2 vit bonde · e2 vit bonde · f2 vit bonde · g2 vit bonde · h2 vit bonde · a1 vit torn · d1 vit drottning · e1 vit kung · f1 vit löpare · h1 vit torn | a8 svart torn · b8 svart springare · c8 svart löpare · d8 svart drottning · e8 svart kung · h8 svart torn · a7 svart bonde · b7 svart bonde · c7 svart bonde · e7 svart löpare · f7 svart bonde · g7 svart bonde · h7 svart bonde · e6 svart bonde · f6 svart springare · d5 svart bonde · g5 vit löpare · c4 vit bonde · d4 vit bonde · c3 vit springare · f3 vit springare · a2 vit bonde · b2 vit bonde · e2 vit bonde · f2 vit bonde · g2 vit bonde · h2 vit bonde · a1 vit torn · d1 vit drottning · e1 vit kung · f1 vit löpare · h1 vit torn | a8 svart torn · b8 svart springare · c8 svart löpare · d8 svart drottning · e8 svart kung · h8 svart torn · a7 svart bonde · b7 svart bonde · c7 svart bonde · e7 svart löpare · f7 svart bonde · g7 svart bonde · h7 svart bonde · e6 svart bonde · f6 svart springare · d5 svart bonde · g5 vit löpare · c4 vit bonde · d4 vit bonde · c3 vit springare · f3 vit springare · a2 vit bonde · b2 vit bonde · e2 vit bonde · f2 vit bonde · g2 vit bonde · h2 vit bonde · a1 vit torn · d1 vit drottning · e1 vit kung · f1 vit löpare · h1 vit torn | a8 svart torn · b8 svart springare · c8 svart löpare · d8 svart drottning · e8 svart kung · h8 svart torn · a7 svart bonde · b7 svart bonde · c7 svart bonde · e7 svart löpare · f7 svart bonde · g7 svart bonde · h7 svart bonde · e6 svart bonde · f6 svart springare · d5 svart bonde · g5 vit löpare · c4 vit bonde · d4 vit bonde · c3 vit springare · f3 vit springare · a2 vit bonde · b2 vit bonde · e2 vit bonde · f2 vit bonde · g2 vit bonde · h2 vit bonde · a1 vit torn · d1 vit drottning · e1 vit kung · f1 vit löpare · h1 vit torn | a8 svart torn · b8 svart springare · c8 svart löpare · d8 svart drottning · e8 svart kung · h8 svart torn · a7 svart bonde · b7 svart bonde · c7 svart bonde · e7 svart löpare · f7 svart bonde · g7 svart bonde · h7 svart bonde · e6 svart bonde · f6 svart springare · d5 svart bonde · g5 vit löpare · c4 vit bonde · d4 vit bonde · c3 vit springare · f3 vit springare · a2 vit bonde · b2 vit bonde · e2 vit bonde · f2 vit bonde · g2 vit bonde · h2 vit bonde · a1 vit torn · d1 vit drottning · e1 vit kung · f1 vit löpare · h1 vit torn | a8 svart torn · b8 svart springare · c8 svart löpare · d8 svart drottning · e8 svart kung · h8 svart torn · a7 svart bonde · b7 svart bonde · c7 svart bonde · e7 svart löpare · f7 svart bonde · g7 svart bonde · h7 svart bonde · e6 svart bonde · f6 svart springare · d5 svart bonde · g5 vit löpare · c4 vit bonde · d4 vit bonde · c3 vit springare · f3 vit springare · a2 vit bonde · b2 vit bonde · e2 vit bonde · f2 vit bonde · g2 vit bonde · h2 vit bonde · a1 vit torn · d1 vit drottning · e1 vit kung · f1 vit löpare · h1 vit torn | 1 |
|   | a | b | c | d | e | f | g | h |   |

Efter 3.Sc3 Sf6 4.Lg5 Le7 5.Sf3 (se diagram) finns flera vanliga varianter.
- Tartakowervarianten (som även har det smidiga namnet Tartakower-Makagonov-Bondarevskij-varianten) fortsätter 5...h6 6.Lh4 0-0 7.e3 b6. Svarts syfte är att utveckla löparen till b7. Vit har provat flera olika drag inklusive 8.Le2, 8.Ld3, 8.Tc1 och 8.cxd5. Det här är en strategiskt komplex variant där vit har en lite bättre struktur men svart får aktivt pjässpel.

Om vit (i stället för 6.Lh4) byter på f6 kallas det anti-Tartakower. Efter till exempel 6.Lxf6 Lxf6 7.e3 0-0 8.Tc1 c6 har svart inte haft några problem att utjämna spelet.
- Laskerförsvaret definieras av 5...0–0 6.e3 h6 7.Lh4 Se4. Svart försöker utjämna genom att byta av två par lätta pjäser. Spelet kan fortsätta 8.Lxe7 Dxe7 9.Tc1 c6.

- Ortodoxa försvaret är 5...0–0 6.e3 Sbd7 7.Tc1 c6 8.Ld3 dxc4 9.Lxc4. Det här en traditionell variant som är mindre vanlig nu för tiden. Svart byter nu av pjäser för att frigöra sig och genomföra ...e5 (Capablancas förenklingsmanöver) vilket ger en solid men lite passiv ställning: 9...Sd5 10.Lxe7 Dxe7 11.0–0 Sxc3 12.Txc3 e5.

### Cambridge Springs-varianten
|   | a | b | c | d | e | f | g | h |   |
| 8 | a8 svart torn · c8 svart löpare · e8 svart kung · f8 svart löpare · h8 svart torn · a7 svart bonde · b7 svart bonde · d7 svart springare · f7 svart bonde · g7 svart bonde · h7 svart bonde · c6 svart bonde · e6 svart bonde · f6 svart springare · a5 svart drottning · d5 svart bonde · g5 vit löpare · c4 vit bonde · d4 vit bonde · c3 vit springare · e3 vit bonde · f3 vit springare · a2 vit bonde · b2 vit bonde · f2 vit bonde · g2 vit bonde · h2 vit bonde · a1 vit torn · d1 vit drottning · e1 vit kung · f1 vit löpare · h1 vit torn | a8 svart torn · c8 svart löpare · e8 svart kung · f8 svart löpare · h8 svart torn · a7 svart bonde · b7 svart bonde · d7 svart springare · f7 svart bonde · g7 svart bonde · h7 svart bonde · c6 svart bonde · e6 svart bonde · f6 svart springare · a5 svart drottning · d5 svart bonde · g5 vit löpare · c4 vit bonde · d4 vit bonde · c3 vit springare · e3 vit bonde · f3 vit springare · a2 vit bonde · b2 vit bonde · f2 vit bonde · g2 vit bonde · h2 vit bonde · a1 vit torn · d1 vit drottning · e1 vit kung · f1 vit löpare · h1 vit torn | a8 svart torn · c8 svart löpare · e8 svart kung · f8 svart löpare · h8 svart torn · a7 svart bonde · b7 svart bonde · d7 svart springare · f7 svart bonde · g7 svart bonde · h7 svart bonde · c6 svart bonde · e6 svart bonde · f6 svart springare · a5 svart drottning · d5 svart bonde · g5 vit löpare · c4 vit bonde · d4 vit bonde · c3 vit springare · e3 vit bonde · f3 vit springare · a2 vit bonde · b2 vit bonde · f2 vit bonde · g2 vit bonde · h2 vit bonde · a1 vit torn · d1 vit drottning · e1 vit kung · f1 vit löpare · h1 vit torn | a8 svart torn · c8 svart löpare · e8 svart kung · f8 svart löpare · h8 svart torn · a7 svart bonde · b7 svart bonde · d7 svart springare · f7 svart bonde · g7 svart bonde · h7 svart bonde · c6 svart bonde · e6 svart bonde · f6 svart springare · a5 svart drottning · d5 svart bonde · g5 vit löpare · c4 vit bonde · d4 vit bonde · c3 vit springare · e3 vit bonde · f3 vit springare · a2 vit bonde · b2 vit bonde · f2 vit bonde · g2 vit bonde · h2 vit bonde · a1 vit torn · d1 vit drottning · e1 vit kung · f1 vit löpare · h1 vit torn | a8 svart torn · c8 svart löpare · e8 svart kung · f8 svart löpare · h8 svart torn · a7 svart bonde · b7 svart bonde · d7 svart springare · f7 svart bonde · g7 svart bonde · h7 svart bonde · c6 svart bonde · e6 svart bonde · f6 svart springare · a5 svart drottning · d5 svart bonde · g5 vit löpare · c4 vit bonde · d4 vit bonde · c3 vit springare · e3 vit bonde · f3 vit springare · a2 vit bonde · b2 vit bonde · f2 vit bonde · g2 vit bonde · h2 vit bonde · a1 vit torn · d1 vit drottning · e1 vit kung · f1 vit löpare · h1 vit torn | a8 svart torn · c8 svart löpare · e8 svart kung · f8 svart löpare · h8 svart torn · a7 svart bonde · b7 svart bonde · d7 svart springare · f7 svart bonde · g7 svart bonde · h7 svart bonde · c6 svart bonde · e6 svart bonde · f6 svart springare · a5 svart drottning · d5 svart bonde · g5 vit löpare · c4 vit bonde · d4 vit bonde · c3 vit springare · e3 vit bonde · f3 vit springare · a2 vit bonde · b2 vit bonde · f2 vit bonde · g2 vit bonde · h2 vit bonde · a1 vit torn · d1 vit drottning · e1 vit kung · f1 vit löpare · h1 vit torn | a8 svart torn · c8 svart löpare · e8 svart kung · f8 svart löpare · h8 svart torn · a7 svart bonde · b7 svart bonde · d7 svart springare · f7 svart bonde · g7 svart bonde · h7 svart bonde · c6 svart bonde · e6 svart bonde · f6 svart springare · a5 svart drottning · d5 svart bonde · g5 vit löpare · c4 vit bonde · d4 vit bonde · c3 vit springare · e3 vit bonde · f3 vit springare · a2 vit bonde · b2 vit bonde · f2 vit bonde · g2 vit bonde · h2 vit bonde · a1 vit torn · d1 vit drottning · e1 vit kung · f1 vit löpare · h1 vit torn | a8 svart torn · c8 svart löpare · e8 svart kung · f8 svart löpare · h8 svart torn · a7 svart bonde · b7 svart bonde · d7 svart springare · f7 svart bonde · g7 svart bonde · h7 svart bonde · c6 svart bonde · e6 svart bonde · f6 svart springare · a5 svart drottning · d5 svart bonde · g5 vit löpare · c4 vit bonde · d4 vit bonde · c3 vit springare · e3 vit bonde · f3 vit springare · a2 vit bonde · b2 vit bonde · f2 vit bonde · g2 vit bonde · h2 vit bonde · a1 vit torn · d1 vit drottning · e1 vit kung · f1 vit löpare · h1 vit torn | 8 |
| 7 | a8 svart torn · c8 svart löpare · e8 svart kung · f8 svart löpare · h8 svart torn · a7 svart bonde · b7 svart bonde · d7 svart springare · f7 svart bonde · g7 svart bonde · h7 svart bonde · c6 svart bonde · e6 svart bonde · f6 svart springare · a5 svart drottning · d5 svart bonde · g5 vit löpare · c4 vit bonde · d4 vit bonde · c3 vit springare · e3 vit bonde · f3 vit springare · a2 vit bonde · b2 vit bonde · f2 vit bonde · g2 vit bonde · h2 vit bonde · a1 vit torn · d1 vit drottning · e1 vit kung · f1 vit löpare · h1 vit torn | a8 svart torn · c8 svart löpare · e8 svart kung · f8 svart löpare · h8 svart torn · a7 svart bonde · b7 svart bonde · d7 svart springare · f7 svart bonde · g7 svart bonde · h7 svart bonde · c6 svart bonde · e6 svart bonde · f6 svart springare · a5 svart drottning · d5 svart bonde · g5 vit löpare · c4 vit bonde · d4 vit bonde · c3 vit springare · e3 vit bonde · f3 vit springare · a2 vit bonde · b2 vit bonde · f2 vit bonde · g2 vit bonde · h2 vit bonde · a1 vit torn · d1 vit drottning · e1 vit kung · f1 vit löpare · h1 vit torn | a8 svart torn · c8 svart löpare · e8 svart kung · f8 svart löpare · h8 svart torn · a7 svart bonde · b7 svart bonde · d7 svart springare · f7 svart bonde · g7 svart bonde · h7 svart bonde · c6 svart bonde · e6 svart bonde · f6 svart springare · a5 svart drottning · d5 svart bonde · g5 vit löpare · c4 vit bonde · d4 vit bonde · c3 vit springare · e3 vit bonde · f3 vit springare · a2 vit bonde · b2 vit bonde · f2 vit bonde · g2 vit bonde · h2 vit bonde · a1 vit torn · d1 vit drottning · e1 vit kung · f1 vit löpare · h1 vit torn | a8 svart torn · c8 svart löpare · e8 svart kung · f8 svart löpare · h8 svart torn · a7 svart bonde · b7 svart bonde · d7 svart springare · f7 svart bonde · g7 svart bonde · h7 svart bonde · c6 svart bonde · e6 svart bonde · f6 svart springare · a5 svart drottning · d5 svart bonde · g5 vit löpare · c4 vit bonde · d4 vit bonde · c3 vit springare · e3 vit bonde · f3 vit springare · a2 vit bonde · b2 vit bonde · f2 vit bonde · g2 vit bonde · h2 vit bonde · a1 vit torn · d1 vit drottning · e1 vit kung · f1 vit löpare · h1 vit torn | a8 svart torn · c8 svart löpare · e8 svart kung · f8 svart löpare · h8 svart torn · a7 svart bonde · b7 svart bonde · d7 svart springare · f7 svart bonde · g7 svart bonde · h7 svart bonde · c6 svart bonde · e6 svart bonde · f6 svart springare · a5 svart drottning · d5 svart bonde · g5 vit löpare · c4 vit bonde · d4 vit bonde · c3 vit springare · e3 vit bonde · f3 vit springare · a2 vit bonde · b2 vit bonde · f2 vit bonde · g2 vit bonde · h2 vit bonde · a1 vit torn · d1 vit drottning · e1 vit kung · f1 vit löpare · h1 vit torn | a8 svart torn · c8 svart löpare · e8 svart kung · f8 svart löpare · h8 svart torn · a7 svart bonde · b7 svart bonde · d7 svart springare · f7 svart bonde · g7 svart bonde · h7 svart bonde · c6 svart bonde · e6 svart bonde · f6 svart springare · a5 svart drottning · d5 svart bonde · g5 vit löpare · c4 vit bonde · d4 vit bonde · c3 vit springare · e3 vit bonde · f3 vit springare · a2 vit bonde · b2 vit bonde · f2 vit bonde · g2 vit bonde · h2 vit bonde · a1 vit torn · d1 vit drottning · e1 vit kung · f1 vit löpare · h1 vit torn | a8 svart torn · c8 svart löpare · e8 svart kung · f8 svart löpare · h8 svart torn · a7 svart bonde · b7 svart bonde · d7 svart springare · f7 svart bonde · g7 svart bonde · h7 svart bonde · c6 svart bonde · e6 svart bonde · f6 svart springare · a5 svart drottning · d5 svart bonde · g5 vit löpare · c4 vit bonde · d4 vit bonde · c3 vit springare · e3 vit bonde · f3 vit springare · a2 vit bonde · b2 vit bonde · f2 vit bonde · g2 vit bonde · h2 vit bonde · a1 vit torn · d1 vit drottning · e1 vit kung · f1 vit löpare · h1 vit torn | a8 svart torn · c8 svart löpare · e8 svart kung · f8 svart löpare · h8 svart torn · a7 svart bonde · b7 svart bonde · d7 svart springare · f7 svart bonde · g7 svart bonde · h7 svart bonde · c6 svart bonde · e6 svart bonde · f6 svart springare · a5 svart drottning · d5 svart bonde · g5 vit löpare · c4 vit bonde · d4 vit bonde · c3 vit springare · e3 vit bonde · f3 vit springare · a2 vit bonde · b2 vit bonde · f2 vit bonde · g2 vit bonde · h2 vit bonde · a1 vit torn · d1 vit drottning · e1 vit kung · f1 vit löpare · h1 vit torn | 7 |
| 6 | a8 svart torn · c8 svart löpare · e8 svart kung · f8 svart löpare · h8 svart torn · a7 svart bonde · b7 svart bonde · d7 svart springare · f7 svart bonde · g7 svart bonde · h7 svart bonde · c6 svart bonde · e6 svart bonde · f6 svart springare · a5 svart drottning · d5 svart bonde · g5 vit löpare · c4 vit bonde · d4 vit bonde · c3 vit springare · e3 vit bonde · f3 vit springare · a2 vit bonde · b2 vit bonde · f2 vit bonde · g2 vit bonde · h2 vit bonde · a1 vit torn · d1 vit drottning · e1 vit kung · f1 vit löpare · h1 vit torn | a8 svart torn · c8 svart löpare · e8 svart kung · f8 svart löpare · h8 svart torn · a7 svart bonde · b7 svart bonde · d7 svart springare · f7 svart bonde · g7 svart bonde · h7 svart bonde · c6 svart bonde · e6 svart bonde · f6 svart springare · a5 svart drottning · d5 svart bonde · g5 vit löpare · c4 vit bonde · d4 vit bonde · c3 vit springare · e3 vit bonde · f3 vit springare · a2 vit bonde · b2 vit bonde · f2 vit bonde · g2 vit bonde · h2 vit bonde · a1 vit torn · d1 vit drottning · e1 vit kung · f1 vit löpare · h1 vit torn | a8 svart torn · c8 svart löpare · e8 svart kung · f8 svart löpare · h8 svart torn · a7 svart bonde · b7 svart bonde · d7 svart springare · f7 svart bonde · g7 svart bonde · h7 svart bonde · c6 svart bonde · e6 svart bonde · f6 svart springare · a5 svart drottning · d5 svart bonde · g5 vit löpare · c4 vit bonde · d4 vit bonde · c3 vit springare · e3 vit bonde · f3 vit springare · a2 vit bonde · b2 vit bonde · f2 vit bonde · g2 vit bonde · h2 vit bonde · a1 vit torn · d1 vit drottning · e1 vit kung · f1 vit löpare · h1 vit torn | a8 svart torn · c8 svart löpare · e8 svart kung · f8 svart löpare · h8 svart torn · a7 svart bonde · b7 svart bonde · d7 svart springare · f7 svart bonde · g7 svart bonde · h7 svart bonde · c6 svart bonde · e6 svart bonde · f6 svart springare · a5 svart drottning · d5 svart bonde · g5 vit löpare · c4 vit bonde · d4 vit bonde · c3 vit springare · e3 vit bonde · f3 vit springare · a2 vit bonde · b2 vit bonde · f2 vit bonde · g2 vit bonde · h2 vit bonde · a1 vit torn · d1 vit drottning · e1 vit kung · f1 vit löpare · h1 vit torn | a8 svart torn · c8 svart löpare · e8 svart kung · f8 svart löpare · h8 svart torn · a7 svart bonde · b7 svart bonde · d7 svart springare · f7 svart bonde · g7 svart bonde · h7 svart bonde · c6 svart bonde · e6 svart bonde · f6 svart springare · a5 svart drottning · d5 svart bonde · g5 vit löpare · c4 vit bonde · d4 vit bonde · c3 vit springare · e3 vit bonde · f3 vit springare · a2 vit bonde · b2 vit bonde · f2 vit bonde · g2 vit bonde · h2 vit bonde · a1 vit torn · d1 vit drottning · e1 vit kung · f1 vit löpare · h1 vit torn | a8 svart torn · c8 svart löpare · e8 svart kung · f8 svart löpare · h8 svart torn · a7 svart bonde · b7 svart bonde · d7 svart springare · f7 svart bonde · g7 svart bonde · h7 svart bonde · c6 svart bonde · e6 svart bonde · f6 svart springare · a5 svart drottning · d5 svart bonde · g5 vit löpare · c4 vit bonde · d4 vit bonde · c3 vit springare · e3 vit bonde · f3 vit springare · a2 vit bonde · b2 vit bonde · f2 vit bonde · g2 vit bonde · h2 vit bonde · a1 vit torn · d1 vit drottning · e1 vit kung · f1 vit löpare · h1 vit torn | a8 svart torn · c8 svart löpare · e8 svart kung · f8 svart löpare · h8 svart torn · a7 svart bonde · b7 svart bonde · d7 svart springare · f7 svart bonde · g7 svart bonde · h7 svart bonde · c6 svart bonde · e6 svart bonde · f6 svart springare · a5 svart drottning · d5 svart bonde · g5 vit löpare · c4 vit bonde · d4 vit bonde · c3 vit springare · e3 vit bonde · f3 vit springare · a2 vit bonde · b2 vit bonde · f2 vit bonde · g2 vit bonde · h2 vit bonde · a1 vit torn · d1 vit drottning · e1 vit kung · f1 vit löpare · h1 vit torn | a8 svart torn · c8 svart löpare · e8 svart kung · f8 svart löpare · h8 svart torn · a7 svart bonde · b7 svart bonde · d7 svart springare · f7 svart bonde · g7 svart bonde · h7 svart bonde · c6 svart bonde · e6 svart bonde · f6 svart springare · a5 svart drottning · d5 svart bonde · g5 vit löpare · c4 vit bonde · d4 vit bonde · c3 vit springare · e3 vit bonde · f3 vit springare · a2 vit bonde · b2 vit bonde · f2 vit bonde · g2 vit bonde · h2 vit bonde · a1 vit torn · d1 vit drottning · e1 vit kung · f1 vit löpare · h1 vit torn | 6 |
| 5 | a8 svart torn · c8 svart löpare · e8 svart kung · f8 svart löpare · h8 svart torn · a7 svart bonde · b7 svart bonde · d7 svart springare · f7 svart bonde · g7 svart bonde · h7 svart bonde · c6 svart bonde · e6 svart bonde · f6 svart springare · a5 svart drottning · d5 svart bonde · g5 vit löpare · c4 vit bonde · d4 vit bonde · c3 vit springare · e3 vit bonde · f3 vit springare · a2 vit bonde · b2 vit bonde · f2 vit bonde · g2 vit bonde · h2 vit bonde · a1 vit torn · d1 vit drottning · e1 vit kung · f1 vit löpare · h1 vit torn | a8 svart torn · c8 svart löpare · e8 svart kung · f8 svart löpare · h8 svart torn · a7 svart bonde · b7 svart bonde · d7 svart springare · f7 svart bonde · g7 svart bonde · h7 svart bonde · c6 svart bonde · e6 svart bonde · f6 svart springare · a5 svart drottning · d5 svart bonde · g5 vit löpare · c4 vit bonde · d4 vit bonde · c3 vit springare · e3 vit bonde · f3 vit springare · a2 vit bonde · b2 vit bonde · f2 vit bonde · g2 vit bonde · h2 vit bonde · a1 vit torn · d1 vit drottning · e1 vit kung · f1 vit löpare · h1 vit torn | a8 svart torn · c8 svart löpare · e8 svart kung · f8 svart löpare · h8 svart torn · a7 svart bonde · b7 svart bonde · d7 svart springare · f7 svart bonde · g7 svart bonde · h7 svart bonde · c6 svart bonde · e6 svart bonde · f6 svart springare · a5 svart drottning · d5 svart bonde · g5 vit löpare · c4 vit bonde · d4 vit bonde · c3 vit springare · e3 vit bonde · f3 vit springare · a2 vit bonde · b2 vit bonde · f2 vit bonde · g2 vit bonde · h2 vit bonde · a1 vit torn · d1 vit drottning · e1 vit kung · f1 vit löpare · h1 vit torn | a8 svart torn · c8 svart löpare · e8 svart kung · f8 svart löpare · h8 svart torn · a7 svart bonde · b7 svart bonde · d7 svart springare · f7 svart bonde · g7 svart bonde · h7 svart bonde · c6 svart bonde · e6 svart bonde · f6 svart springare · a5 svart drottning · d5 svart bonde · g5 vit löpare · c4 vit bonde · d4 vit bonde · c3 vit springare · e3 vit bonde · f3 vit springare · a2 vit bonde · b2 vit bonde · f2 vit bonde · g2 vit bonde · h2 vit bonde · a1 vit torn · d1 vit drottning · e1 vit kung · f1 vit löpare · h1 vit torn | a8 svart torn · c8 svart löpare · e8 svart kung · f8 svart löpare · h8 svart torn · a7 svart bonde · b7 svart bonde · d7 svart springare · f7 svart bonde · g7 svart bonde · h7 svart bonde · c6 svart bonde · e6 svart bonde · f6 svart springare · a5 svart drottning · d5 svart bonde · g5 vit löpare · c4 vit bonde · d4 vit bonde · c3 vit springare · e3 vit bonde · f3 vit springare · a2 vit bonde · b2 vit bonde · f2 vit bonde · g2 vit bonde · h2 vit bonde · a1 vit torn · d1 vit drottning · e1 vit kung · f1 vit löpare · h1 vit torn | a8 svart torn · c8 svart löpare · e8 svart kung · f8 svart löpare · h8 svart torn · a7 svart bonde · b7 svart bonde · d7 svart springare · f7 svart bonde · g7 svart bonde · h7 svart bonde · c6 svart bonde · e6 svart bonde · f6 svart springare · a5 svart drottning · d5 svart bonde · g5 vit löpare · c4 vit bonde · d4 vit bonde · c3 vit springare · e3 vit bonde · f3 vit springare · a2 vit bonde · b2 vit bonde · f2 vit bonde · g2 vit bonde · h2 vit bonde · a1 vit torn · d1 vit drottning · e1 vit kung · f1 vit löpare · h1 vit torn | a8 svart torn · c8 svart löpare · e8 svart kung · f8 svart löpare · h8 svart torn · a7 svart bonde · b7 svart bonde · d7 svart springare · f7 svart bonde · g7 svart bonde · h7 svart bonde · c6 svart bonde · e6 svart bonde · f6 svart springare · a5 svart drottning · d5 svart bonde · g5 vit löpare · c4 vit bonde · d4 vit bonde · c3 vit springare · e3 vit bonde · f3 vit springare · a2 vit bonde · b2 vit bonde · f2 vit bonde · g2 vit bonde · h2 vit bonde · a1 vit torn · d1 vit drottning · e1 vit kung · f1 vit löpare · h1 vit torn | a8 svart torn · c8 svart löpare · e8 svart kung · f8 svart löpare · h8 svart torn · a7 svart bonde · b7 svart bonde · d7 svart springare · f7 svart bonde · g7 svart bonde · h7 svart bonde · c6 svart bonde · e6 svart bonde · f6 svart springare · a5 svart drottning · d5 svart bonde · g5 vit löpare · c4 vit bonde · d4 vit bonde · c3 vit springare · e3 vit bonde · f3 vit springare · a2 vit bonde · b2 vit bonde · f2 vit bonde · g2 vit bonde · h2 vit bonde · a1 vit torn · d1 vit drottning · e1 vit kung · f1 vit löpare · h1 vit torn | 5 |
| 4 | a8 svart torn · c8 svart löpare · e8 svart kung · f8 svart löpare · h8 svart torn · a7 svart bonde · b7 svart bonde · d7 svart springare · f7 svart bonde · g7 svart bonde · h7 svart bonde · c6 svart bonde · e6 svart bonde · f6 svart springare · a5 svart drottning · d5 svart bonde · g5 vit löpare · c4 vit bonde · d4 vit bonde · c3 vit springare · e3 vit bonde · f3 vit springare · a2 vit bonde · b2 vit bonde · f2 vit bonde · g2 vit bonde · h2 vit bonde · a1 vit torn · d1 vit drottning · e1 vit kung · f1 vit löpare · h1 vit torn | a8 svart torn · c8 svart löpare · e8 svart kung · f8 svart löpare · h8 svart torn · a7 svart bonde · b7 svart bonde · d7 svart springare · f7 svart bonde · g7 svart bonde · h7 svart bonde · c6 svart bonde · e6 svart bonde · f6 svart springare · a5 svart drottning · d5 svart bonde · g5 vit löpare · c4 vit bonde · d4 vit bonde · c3 vit springare · e3 vit bonde · f3 vit springare · a2 vit bonde · b2 vit bonde · f2 vit bonde · g2 vit bonde · h2 vit bonde · a1 vit torn · d1 vit drottning · e1 vit kung · f1 vit löpare · h1 vit torn | a8 svart torn · c8 svart löpare · e8 svart kung · f8 svart löpare · h8 svart torn · a7 svart bonde · b7 svart bonde · d7 svart springare · f7 svart bonde · g7 svart bonde · h7 svart bonde · c6 svart bonde · e6 svart bonde · f6 svart springare · a5 svart drottning · d5 svart bonde · g5 vit löpare · c4 vit bonde · d4 vit bonde · c3 vit springare · e3 vit bonde · f3 vit springare · a2 vit bonde · b2 vit bonde · f2 vit bonde · g2 vit bonde · h2 vit bonde · a1 vit torn · d1 vit drottning · e1 vit kung · f1 vit löpare · h1 vit torn | a8 svart torn · c8 svart löpare · e8 svart kung · f8 svart löpare · h8 svart torn · a7 svart bonde · b7 svart bonde · d7 svart springare · f7 svart bonde · g7 svart bonde · h7 svart bonde · c6 svart bonde · e6 svart bonde · f6 svart springare · a5 svart drottning · d5 svart bonde · g5 vit löpare · c4 vit bonde · d4 vit bonde · c3 vit springare · e3 vit bonde · f3 vit springare · a2 vit bonde · b2 vit bonde · f2 vit bonde · g2 vit bonde · h2 vit bonde · a1 vit torn · d1 vit drottning · e1 vit kung · f1 vit löpare · h1 vit torn | a8 svart torn · c8 svart löpare · e8 svart kung · f8 svart löpare · h8 svart torn · a7 svart bonde · b7 svart bonde · d7 svart springare · f7 svart bonde · g7 svart bonde · h7 svart bonde · c6 svart bonde · e6 svart bonde · f6 svart springare · a5 svart drottning · d5 svart bonde · g5 vit löpare · c4 vit bonde · d4 vit bonde · c3 vit springare · e3 vit bonde · f3 vit springare · a2 vit bonde · b2 vit bonde · f2 vit bonde · g2 vit bonde · h2 vit bonde · a1 vit torn · d1 vit drottning · e1 vit kung · f1 vit löpare · h1 vit torn | a8 svart torn · c8 svart löpare · e8 svart kung · f8 svart löpare · h8 svart torn · a7 svart bonde · b7 svart bonde · d7 svart springare · f7 svart bonde · g7 svart bonde · h7 svart bonde · c6 svart bonde · e6 svart bonde · f6 svart springare · a5 svart drottning · d5 svart bonde · g5 vit löpare · c4 vit bonde · d4 vit bonde · c3 vit springare · e3 vit bonde · f3 vit springare · a2 vit bonde · b2 vit bonde · f2 vit bonde · g2 vit bonde · h2 vit bonde · a1 vit torn · d1 vit drottning · e1 vit kung · f1 vit löpare · h1 vit torn | a8 svart torn · c8 svart löpare · e8 svart kung · f8 svart löpare · h8 svart torn · a7 svart bonde · b7 svart bonde · d7 svart springare · f7 svart bonde · g7 svart bonde · h7 svart bonde · c6 svart bonde · e6 svart bonde · f6 svart springare · a5 svart drottning · d5 svart bonde · g5 vit löpare · c4 vit bonde · d4 vit bonde · c3 vit springare · e3 vit bonde · f3 vit springare · a2 vit bonde · b2 vit bonde · f2 vit bonde · g2 vit bonde · h2 vit bonde · a1 vit torn · d1 vit drottning · e1 vit kung · f1 vit löpare · h1 vit torn | a8 svart torn · c8 svart löpare · e8 svart kung · f8 svart löpare · h8 svart torn · a7 svart bonde · b7 svart bonde · d7 svart springare · f7 svart bonde · g7 svart bonde · h7 svart bonde · c6 svart bonde · e6 svart bonde · f6 svart springare · a5 svart drottning · d5 svart bonde · g5 vit löpare · c4 vit bonde · d4 vit bonde · c3 vit springare · e3 vit bonde · f3 vit springare · a2 vit bonde · b2 vit bonde · f2 vit bonde · g2 vit bonde · h2 vit bonde · a1 vit torn · d1 vit drottning · e1 vit kung · f1 vit löpare · h1 vit torn | 4 |
| 3 | a8 svart torn · c8 svart löpare · e8 svart kung · f8 svart löpare · h8 svart torn · a7 svart bonde · b7 svart bonde · d7 svart springare · f7 svart bonde · g7 svart bonde · h7 svart bonde · c6 svart bonde · e6 svart bonde · f6 svart springare · a5 svart drottning · d5 svart bonde · g5 vit löpare · c4 vit bonde · d4 vit bonde · c3 vit springare · e3 vit bonde · f3 vit springare · a2 vit bonde · b2 vit bonde · f2 vit bonde · g2 vit bonde · h2 vit bonde · a1 vit torn · d1 vit drottning · e1 vit kung · f1 vit löpare · h1 vit torn | a8 svart torn · c8 svart löpare · e8 svart kung · f8 svart löpare · h8 svart torn · a7 svart bonde · b7 svart bonde · d7 svart springare · f7 svart bonde · g7 svart bonde · h7 svart bonde · c6 svart bonde · e6 svart bonde · f6 svart springare · a5 svart drottning · d5 svart bonde · g5 vit löpare · c4 vit bonde · d4 vit bonde · c3 vit springare · e3 vit bonde · f3 vit springare · a2 vit bonde · b2 vit bonde · f2 vit bonde · g2 vit bonde · h2 vit bonde · a1 vit torn · d1 vit drottning · e1 vit kung · f1 vit löpare · h1 vit torn | a8 svart torn · c8 svart löpare · e8 svart kung · f8 svart löpare · h8 svart torn · a7 svart bonde · b7 svart bonde · d7 svart springare · f7 svart bonde · g7 svart bonde · h7 svart bonde · c6 svart bonde · e6 svart bonde · f6 svart springare · a5 svart drottning · d5 svart bonde · g5 vit löpare · c4 vit bonde · d4 vit bonde · c3 vit springare · e3 vit bonde · f3 vit springare · a2 vit bonde · b2 vit bonde · f2 vit bonde · g2 vit bonde · h2 vit bonde · a1 vit torn · d1 vit drottning · e1 vit kung · f1 vit löpare · h1 vit torn | a8 svart torn · c8 svart löpare · e8 svart kung · f8 svart löpare · h8 svart torn · a7 svart bonde · b7 svart bonde · d7 svart springare · f7 svart bonde · g7 svart bonde · h7 svart bonde · c6 svart bonde · e6 svart bonde · f6 svart springare · a5 svart drottning · d5 svart bonde · g5 vit löpare · c4 vit bonde · d4 vit bonde · c3 vit springare · e3 vit bonde · f3 vit springare · a2 vit bonde · b2 vit bonde · f2 vit bonde · g2 vit bonde · h2 vit bonde · a1 vit torn · d1 vit drottning · e1 vit kung · f1 vit löpare · h1 vit torn | a8 svart torn · c8 svart löpare · e8 svart kung · f8 svart löpare · h8 svart torn · a7 svart bonde · b7 svart bonde · d7 svart springare · f7 svart bonde · g7 svart bonde · h7 svart bonde · c6 svart bonde · e6 svart bonde · f6 svart springare · a5 svart drottning · d5 svart bonde · g5 vit löpare · c4 vit bonde · d4 vit bonde · c3 vit springare · e3 vit bonde · f3 vit springare · a2 vit bonde · b2 vit bonde · f2 vit bonde · g2 vit bonde · h2 vit bonde · a1 vit torn · d1 vit drottning · e1 vit kung · f1 vit löpare · h1 vit torn | a8 svart torn · c8 svart löpare · e8 svart kung · f8 svart löpare · h8 svart torn · a7 svart bonde · b7 svart bonde · d7 svart springare · f7 svart bonde · g7 svart bonde · h7 svart bonde · c6 svart bonde · e6 svart bonde · f6 svart springare · a5 svart drottning · d5 svart bonde · g5 vit löpare · c4 vit bonde · d4 vit bonde · c3 vit springare · e3 vit bonde · f3 vit springare · a2 vit bonde · b2 vit bonde · f2 vit bonde · g2 vit bonde · h2 vit bonde · a1 vit torn · d1 vit drottning · e1 vit kung · f1 vit löpare · h1 vit torn | a8 svart torn · c8 svart löpare · e8 svart kung · f8 svart löpare · h8 svart torn · a7 svart bonde · b7 svart bonde · d7 svart springare · f7 svart bonde · g7 svart bonde · h7 svart bonde · c6 svart bonde · e6 svart bonde · f6 svart springare · a5 svart drottning · d5 svart bonde · g5 vit löpare · c4 vit bonde · d4 vit bonde · c3 vit springare · e3 vit bonde · f3 vit springare · a2 vit bonde · b2 vit bonde · f2 vit bonde · g2 vit bonde · h2 vit bonde · a1 vit torn · d1 vit drottning · e1 vit kung · f1 vit löpare · h1 vit torn | a8 svart torn · c8 svart löpare · e8 svart kung · f8 svart löpare · h8 svart torn · a7 svart bonde · b7 svart bonde · d7 svart springare · f7 svart bonde · g7 svart bonde · h7 svart bonde · c6 svart bonde · e6 svart bonde · f6 svart springare · a5 svart drottning · d5 svart bonde · g5 vit löpare · c4 vit bonde · d4 vit bonde · c3 vit springare · e3 vit bonde · f3 vit springare · a2 vit bonde · b2 vit bonde · f2 vit bonde · g2 vit bonde · h2 vit bonde · a1 vit torn · d1 vit drottning · e1 vit kung · f1 vit löpare · h1 vit torn | 3 |
| 2 | a8 svart torn · c8 svart löpare · e8 svart kung · f8 svart löpare · h8 svart torn · a7 svart bonde · b7 svart bonde · d7 svart springare · f7 svart bonde · g7 svart bonde · h7 svart bonde · c6 svart bonde · e6 svart bonde · f6 svart springare · a5 svart drottning · d5 svart bonde · g5 vit löpare · c4 vit bonde · d4 vit bonde · c3 vit springare · e3 vit bonde · f3 vit springare · a2 vit bonde · b2 vit bonde · f2 vit bonde · g2 vit bonde · h2 vit bonde · a1 vit torn · d1 vit drottning · e1 vit kung · f1 vit löpare · h1 vit torn | a8 svart torn · c8 svart löpare · e8 svart kung · f8 svart löpare · h8 svart torn · a7 svart bonde · b7 svart bonde · d7 svart springare · f7 svart bonde · g7 svart bonde · h7 svart bonde · c6 svart bonde · e6 svart bonde · f6 svart springare · a5 svart drottning · d5 svart bonde · g5 vit löpare · c4 vit bonde · d4 vit bonde · c3 vit springare · e3 vit bonde · f3 vit springare · a2 vit bonde · b2 vit bonde · f2 vit bonde · g2 vit bonde · h2 vit bonde · a1 vit torn · d1 vit drottning · e1 vit kung · f1 vit löpare · h1 vit torn | a8 svart torn · c8 svart löpare · e8 svart kung · f8 svart löpare · h8 svart torn · a7 svart bonde · b7 svart bonde · d7 svart springare · f7 svart bonde · g7 svart bonde · h7 svart bonde · c6 svart bonde · e6 svart bonde · f6 svart springare · a5 svart drottning · d5 svart bonde · g5 vit löpare · c4 vit bonde · d4 vit bonde · c3 vit springare · e3 vit bonde · f3 vit springare · a2 vit bonde · b2 vit bonde · f2 vit bonde · g2 vit bonde · h2 vit bonde · a1 vit torn · d1 vit drottning · e1 vit kung · f1 vit löpare · h1 vit torn | a8 svart torn · c8 svart löpare · e8 svart kung · f8 svart löpare · h8 svart torn · a7 svart bonde · b7 svart bonde · d7 svart springare · f7 svart bonde · g7 svart bonde · h7 svart bonde · c6 svart bonde · e6 svart bonde · f6 svart springare · a5 svart drottning · d5 svart bonde · g5 vit löpare · c4 vit bonde · d4 vit bonde · c3 vit springare · e3 vit bonde · f3 vit springare · a2 vit bonde · b2 vit bonde · f2 vit bonde · g2 vit bonde · h2 vit bonde · a1 vit torn · d1 vit drottning · e1 vit kung · f1 vit löpare · h1 vit torn | a8 svart torn · c8 svart löpare · e8 svart kung · f8 svart löpare · h8 svart torn · a7 svart bonde · b7 svart bonde · d7 svart springare · f7 svart bonde · g7 svart bonde · h7 svart bonde · c6 svart bonde · e6 svart bonde · f6 svart springare · a5 svart drottning · d5 svart bonde · g5 vit löpare · c4 vit bonde · d4 vit bonde · c3 vit springare · e3 vit bonde · f3 vit springare · a2 vit bonde · b2 vit bonde · f2 vit bonde · g2 vit bonde · h2 vit bonde · a1 vit torn · d1 vit drottning · e1 vit kung · f1 vit löpare · h1 vit torn | a8 svart torn · c8 svart löpare · e8 svart kung · f8 svart löpare · h8 svart torn · a7 svart bonde · b7 svart bonde · d7 svart springare · f7 svart bonde · g7 svart bonde · h7 svart bonde · c6 svart bonde · e6 svart bonde · f6 svart springare · a5 svart drottning · d5 svart bonde · g5 vit löpare · c4 vit bonde · d4 vit bonde · c3 vit springare · e3 vit bonde · f3 vit springare · a2 vit bonde · b2 vit bonde · f2 vit bonde · g2 vit bonde · h2 vit bonde · a1 vit torn · d1 vit drottning · e1 vit kung · f1 vit löpare · h1 vit torn | a8 svart torn · c8 svart löpare · e8 svart kung · f8 svart löpare · h8 svart torn · a7 svart bonde · b7 svart bonde · d7 svart springare · f7 svart bonde · g7 svart bonde · h7 svart bonde · c6 svart bonde · e6 svart bonde · f6 svart springare · a5 svart drottning · d5 svart bonde · g5 vit löpare · c4 vit bonde · d4 vit bonde · c3 vit springare · e3 vit bonde · f3 vit springare · a2 vit bonde · b2 vit bonde · f2 vit bonde · g2 vit bonde · h2 vit bonde · a1 vit torn · d1 vit drottning · e1 vit kung · f1 vit löpare · h1 vit torn | a8 svart torn · c8 svart löpare · e8 svart kung · f8 svart löpare · h8 svart torn · a7 svart bonde · b7 svart bonde · d7 svart springare · f7 svart bonde · g7 svart bonde · h7 svart bonde · c6 svart bonde · e6 svart bonde · f6 svart springare · a5 svart drottning · d5 svart bonde · g5 vit löpare · c4 vit bonde · d4 vit bonde · c3 vit springare · e3 vit bonde · f3 vit springare · a2 vit bonde · b2 vit bonde · f2 vit bonde · g2 vit bonde · h2 vit bonde · a1 vit torn · d1 vit drottning · e1 vit kung · f1 vit löpare · h1 vit torn | 2 |
| 1 | a8 svart torn · c8 svart löpare · e8 svart kung · f8 svart löpare · h8 svart torn · a7 svart bonde · b7 svart bonde · d7 svart springare · f7 svart bonde · g7 svart bonde · h7 svart bonde · c6 svart bonde · e6 svart bonde · f6 svart springare · a5 svart drottning · d5 svart bonde · g5 vit löpare · c4 vit bonde · d4 vit bonde · c3 vit springare · e3 vit bonde · f3 vit springare · a2 vit bonde · b2 vit bonde · f2 vit bonde · g2 vit bonde · h2 vit bonde · a1 vit torn · d1 vit drottning · e1 vit kung · f1 vit löpare · h1 vit torn | a8 svart torn · c8 svart löpare · e8 svart kung · f8 svart löpare · h8 svart torn · a7 svart bonde · b7 svart bonde · d7 svart springare · f7 svart bonde · g7 svart bonde · h7 svart bonde · c6 svart bonde · e6 svart bonde · f6 svart springare · a5 svart drottning · d5 svart bonde · g5 vit löpare · c4 vit bonde · d4 vit bonde · c3 vit springare · e3 vit bonde · f3 vit springare · a2 vit bonde · b2 vit bonde · f2 vit bonde · g2 vit bonde · h2 vit bonde · a1 vit torn · d1 vit drottning · e1 vit kung · f1 vit löpare · h1 vit torn | a8 svart torn · c8 svart löpare · e8 svart kung · f8 svart löpare · h8 svart torn · a7 svart bonde · b7 svart bonde · d7 svart springare · f7 svart bonde · g7 svart bonde · h7 svart bonde · c6 svart bonde · e6 svart bonde · f6 svart springare · a5 svart drottning · d5 svart bonde · g5 vit löpare · c4 vit bonde · d4 vit bonde · c3 vit springare · e3 vit bonde · f3 vit springare · a2 vit bonde · b2 vit bonde · f2 vit bonde · g2 vit bonde · h2 vit bonde · a1 vit torn · d1 vit drottning · e1 vit kung · f1 vit löpare · h1 vit torn | a8 svart torn · c8 svart löpare · e8 svart kung · f8 svart löpare · h8 svart torn · a7 svart bonde · b7 svart bonde · d7 svart springare · f7 svart bonde · g7 svart bonde · h7 svart bonde · c6 svart bonde · e6 svart bonde · f6 svart springare · a5 svart drottning · d5 svart bonde · g5 vit löpare · c4 vit bonde · d4 vit bonde · c3 vit springare · e3 vit bonde · f3 vit springare · a2 vit bonde · b2 vit bonde · f2 vit bonde · g2 vit bonde · h2 vit bonde · a1 vit torn · d1 vit drottning · e1 vit kung · f1 vit löpare · h1 vit torn | a8 svart torn · c8 svart löpare · e8 svart kung · f8 svart löpare · h8 svart torn · a7 svart bonde · b7 svart bonde · d7 svart springare · f7 svart bonde · g7 svart bonde · h7 svart bonde · c6 svart bonde · e6 svart bonde · f6 svart springare · a5 svart drottning · d5 svart bonde · g5 vit löpare · c4 vit bonde · d4 vit bonde · c3 vit springare · e3 vit bonde · f3 vit springare · a2 vit bonde · b2 vit bonde · f2 vit bonde · g2 vit bonde · h2 vit bonde · a1 vit torn · d1 vit drottning · e1 vit kung · f1 vit löpare · h1 vit torn | a8 svart torn · c8 svart löpare · e8 svart kung · f8 svart löpare · h8 svart torn · a7 svart bonde · b7 svart bonde · d7 svart springare · f7 svart bonde · g7 svart bonde · h7 svart bonde · c6 svart bonde · e6 svart bonde · f6 svart springare · a5 svart drottning · d5 svart bonde · g5 vit löpare · c4 vit bonde · d4 vit bonde · c3 vit springare · e3 vit bonde · f3 vit springare · a2 vit bonde · b2 vit bonde · f2 vit bonde · g2 vit bonde · h2 vit bonde · a1 vit torn · d1 vit drottning · e1 vit kung · f1 vit löpare · h1 vit torn | a8 svart torn · c8 svart löpare · e8 svart kung · f8 svart löpare · h8 svart torn · a7 svart bonde · b7 svart bonde · d7 svart springare · f7 svart bonde · g7 svart bonde · h7 svart bonde · c6 svart bonde · e6 svart bonde · f6 svart springare · a5 svart drottning · d5 svart bonde · g5 vit löpare · c4 vit bonde · d4 vit bonde · c3 vit springare · e3 vit bonde · f3 vit springare · a2 vit bonde · b2 vit bonde · f2 vit bonde · g2 vit bonde · h2 vit bonde · a1 vit torn · d1 vit drottning · e1 vit kung · f1 vit löpare · h1 vit torn | a8 svart torn · c8 svart löpare · e8 svart kung · f8 svart löpare · h8 svart torn · a7 svart bonde · b7 svart bonde · d7 svart springare · f7 svart bonde · g7 svart bonde · h7 svart bonde · c6 svart bonde · e6 svart bonde · f6 svart springare · a5 svart drottning · d5 svart bonde · g5 vit löpare · c4 vit bonde · d4 vit bonde · c3 vit springare · e3 vit bonde · f3 vit springare · a2 vit bonde · b2 vit bonde · f2 vit bonde · g2 vit bonde · h2 vit bonde · a1 vit torn · d1 vit drottning · e1 vit kung · f1 vit löpare · h1 vit torn | 1 |
|   | a | b | c | d | e | f | g | h |   |

Cambridge Springs-varianten är 3.Sc3 Sf6 4.Lg5 Sbd7 5.Sf3 c6 6.e3 Da5 (se diagram). 
Den fick sitt namn efter att den användes flera gånger i en turnering i Cambridge Springs 1904.
Det här är aggressiv fortsättning från svart. Svarts dam går ur bindningen och binder i sin tur springaren på c3 och hotar Se4. Damen hotar också indirekt löparen på g5.
Vit kan fortsätta med 7.Sd2 (för att bryta bindningen av springaren på c3 och försvara e4) 7...Lb4 8.Dc2 eller med 7.cxd5 Sxd5 8.Dd2 som förenklar spelet.
Det finns ett par välkända fällor i varianten som vit måste vara medveten om:
- Efter 3.Sc3 Sf6 4.Lg5 Sbd7 kan det se ut som om vit kan vinna en bonde med 5.cxd5 exd5 6.Sxd5?? eftersom springaren på f6 är bunden. Svart kan emellertid lugnt ta tillbaka med 6...Sxd5! och efter 7.Lxd8 Lb4+ 8.Dd2 Lxd2+ 9.Kxd2 Kxd8 slutar det med att svart vinner en pjäs.

- Den andra fällan uppkommer efter 3.Sc3 Sf6 4.Lg5 Sbd7 5.Sf3 c6 6.e3 Da5 7.Sd2 Lb4 8.Dc2 0–0. Om vit nu skulle spela 9.Ld3?? så förlorar han pjäs efter 9...dxc4 (som hotar båda vits löpare) 10.Lxf6 cxd3. Här är 10.Lxf6 ett försök till mellandrag från vit innan han slår tillbaka på c4 men svart gör i sin tur ett mellandrag (10...cxd3) innan han tar tillbaka på f6.

### Ragozinvarianten
|   | a | b | c | d | e | f | g | h |   |
| 8 | a8 svart torn · b8 svart springare · c8 svart löpare · d8 svart drottning · e8 svart kung · h8 svart torn · a7 svart bonde · b7 svart bonde · c7 svart bonde · f7 svart bonde · g7 svart bonde · h7 svart bonde · e6 svart bonde · f6 svart springare · d5 svart bonde · b4 svart löpare · c4 vit bonde · d4 vit bonde · c3 vit springare · f3 vit springare · a2 vit bonde · b2 vit bonde · e2 vit bonde · f2 vit bonde · g2 vit bonde · h2 vit bonde · a1 vit torn · c1 vit löpare · d1 vit drottning · e1 vit kung · f1 vit löpare · h1 vit torn | a8 svart torn · b8 svart springare · c8 svart löpare · d8 svart drottning · e8 svart kung · h8 svart torn · a7 svart bonde · b7 svart bonde · c7 svart bonde · f7 svart bonde · g7 svart bonde · h7 svart bonde · e6 svart bonde · f6 svart springare · d5 svart bonde · b4 svart löpare · c4 vit bonde · d4 vit bonde · c3 vit springare · f3 vit springare · a2 vit bonde · b2 vit bonde · e2 vit bonde · f2 vit bonde · g2 vit bonde · h2 vit bonde · a1 vit torn · c1 vit löpare · d1 vit drottning · e1 vit kung · f1 vit löpare · h1 vit torn | a8 svart torn · b8 svart springare · c8 svart löpare · d8 svart drottning · e8 svart kung · h8 svart torn · a7 svart bonde · b7 svart bonde · c7 svart bonde · f7 svart bonde · g7 svart bonde · h7 svart bonde · e6 svart bonde · f6 svart springare · d5 svart bonde · b4 svart löpare · c4 vit bonde · d4 vit bonde · c3 vit springare · f3 vit springare · a2 vit bonde · b2 vit bonde · e2 vit bonde · f2 vit bonde · g2 vit bonde · h2 vit bonde · a1 vit torn · c1 vit löpare · d1 vit drottning · e1 vit kung · f1 vit löpare · h1 vit torn | a8 svart torn · b8 svart springare · c8 svart löpare · d8 svart drottning · e8 svart kung · h8 svart torn · a7 svart bonde · b7 svart bonde · c7 svart bonde · f7 svart bonde · g7 svart bonde · h7 svart bonde · e6 svart bonde · f6 svart springare · d5 svart bonde · b4 svart löpare · c4 vit bonde · d4 vit bonde · c3 vit springare · f3 vit springare · a2 vit bonde · b2 vit bonde · e2 vit bonde · f2 vit bonde · g2 vit bonde · h2 vit bonde · a1 vit torn · c1 vit löpare · d1 vit drottning · e1 vit kung · f1 vit löpare · h1 vit torn | a8 svart torn · b8 svart springare · c8 svart löpare · d8 svart drottning · e8 svart kung · h8 svart torn · a7 svart bonde · b7 svart bonde · c7 svart bonde · f7 svart bonde · g7 svart bonde · h7 svart bonde · e6 svart bonde · f6 svart springare · d5 svart bonde · b4 svart löpare · c4 vit bonde · d4 vit bonde · c3 vit springare · f3 vit springare · a2 vit bonde · b2 vit bonde · e2 vit bonde · f2 vit bonde · g2 vit bonde · h2 vit bonde · a1 vit torn · c1 vit löpare · d1 vit drottning · e1 vit kung · f1 vit löpare · h1 vit torn | a8 svart torn · b8 svart springare · c8 svart löpare · d8 svart drottning · e8 svart kung · h8 svart torn · a7 svart bonde · b7 svart bonde · c7 svart bonde · f7 svart bonde · g7 svart bonde · h7 svart bonde · e6 svart bonde · f6 svart springare · d5 svart bonde · b4 svart löpare · c4 vit bonde · d4 vit bonde · c3 vit springare · f3 vit springare · a2 vit bonde · b2 vit bonde · e2 vit bonde · f2 vit bonde · g2 vit bonde · h2 vit bonde · a1 vit torn · c1 vit löpare · d1 vit drottning · e1 vit kung · f1 vit löpare · h1 vit torn | a8 svart torn · b8 svart springare · c8 svart löpare · d8 svart drottning · e8 svart kung · h8 svart torn · a7 svart bonde · b7 svart bonde · c7 svart bonde · f7 svart bonde · g7 svart bonde · h7 svart bonde · e6 svart bonde · f6 svart springare · d5 svart bonde · b4 svart löpare · c4 vit bonde · d4 vit bonde · c3 vit springare · f3 vit springare · a2 vit bonde · b2 vit bonde · e2 vit bonde · f2 vit bonde · g2 vit bonde · h2 vit bonde · a1 vit torn · c1 vit löpare · d1 vit drottning · e1 vit kung · f1 vit löpare · h1 vit torn | a8 svart torn · b8 svart springare · c8 svart löpare · d8 svart drottning · e8 svart kung · h8 svart torn · a7 svart bonde · b7 svart bonde · c7 svart bonde · f7 svart bonde · g7 svart bonde · h7 svart bonde · e6 svart bonde · f6 svart springare · d5 svart bonde · b4 svart löpare · c4 vit bonde · d4 vit bonde · c3 vit springare · f3 vit springare · a2 vit bonde · b2 vit bonde · e2 vit bonde · f2 vit bonde · g2 vit bonde · h2 vit bonde · a1 vit torn · c1 vit löpare · d1 vit drottning · e1 vit kung · f1 vit löpare · h1 vit torn | 8 |
| 7 | a8 svart torn · b8 svart springare · c8 svart löpare · d8 svart drottning · e8 svart kung · h8 svart torn · a7 svart bonde · b7 svart bonde · c7 svart bonde · f7 svart bonde · g7 svart bonde · h7 svart bonde · e6 svart bonde · f6 svart springare · d5 svart bonde · b4 svart löpare · c4 vit bonde · d4 vit bonde · c3 vit springare · f3 vit springare · a2 vit bonde · b2 vit bonde · e2 vit bonde · f2 vit bonde · g2 vit bonde · h2 vit bonde · a1 vit torn · c1 vit löpare · d1 vit drottning · e1 vit kung · f1 vit löpare · h1 vit torn | a8 svart torn · b8 svart springare · c8 svart löpare · d8 svart drottning · e8 svart kung · h8 svart torn · a7 svart bonde · b7 svart bonde · c7 svart bonde · f7 svart bonde · g7 svart bonde · h7 svart bonde · e6 svart bonde · f6 svart springare · d5 svart bonde · b4 svart löpare · c4 vit bonde · d4 vit bonde · c3 vit springare · f3 vit springare · a2 vit bonde · b2 vit bonde · e2 vit bonde · f2 vit bonde · g2 vit bonde · h2 vit bonde · a1 vit torn · c1 vit löpare · d1 vit drottning · e1 vit kung · f1 vit löpare · h1 vit torn | a8 svart torn · b8 svart springare · c8 svart löpare · d8 svart drottning · e8 svart kung · h8 svart torn · a7 svart bonde · b7 svart bonde · c7 svart bonde · f7 svart bonde · g7 svart bonde · h7 svart bonde · e6 svart bonde · f6 svart springare · d5 svart bonde · b4 svart löpare · c4 vit bonde · d4 vit bonde · c3 vit springare · f3 vit springare · a2 vit bonde · b2 vit bonde · e2 vit bonde · f2 vit bonde · g2 vit bonde · h2 vit bonde · a1 vit torn · c1 vit löpare · d1 vit drottning · e1 vit kung · f1 vit löpare · h1 vit torn | a8 svart torn · b8 svart springare · c8 svart löpare · d8 svart drottning · e8 svart kung · h8 svart torn · a7 svart bonde · b7 svart bonde · c7 svart bonde · f7 svart bonde · g7 svart bonde · h7 svart bonde · e6 svart bonde · f6 svart springare · d5 svart bonde · b4 svart löpare · c4 vit bonde · d4 vit bonde · c3 vit springare · f3 vit springare · a2 vit bonde · b2 vit bonde · e2 vit bonde · f2 vit bonde · g2 vit bonde · h2 vit bonde · a1 vit torn · c1 vit löpare · d1 vit drottning · e1 vit kung · f1 vit löpare · h1 vit torn | a8 svart torn · b8 svart springare · c8 svart löpare · d8 svart drottning · e8 svart kung · h8 svart torn · a7 svart bonde · b7 svart bonde · c7 svart bonde · f7 svart bonde · g7 svart bonde · h7 svart bonde · e6 svart bonde · f6 svart springare · d5 svart bonde · b4 svart löpare · c4 vit bonde · d4 vit bonde · c3 vit springare · f3 vit springare · a2 vit bonde · b2 vit bonde · e2 vit bonde · f2 vit bonde · g2 vit bonde · h2 vit bonde · a1 vit torn · c1 vit löpare · d1 vit drottning · e1 vit kung · f1 vit löpare · h1 vit torn | a8 svart torn · b8 svart springare · c8 svart löpare · d8 svart drottning · e8 svart kung · h8 svart torn · a7 svart bonde · b7 svart bonde · c7 svart bonde · f7 svart bonde · g7 svart bonde · h7 svart bonde · e6 svart bonde · f6 svart springare · d5 svart bonde · b4 svart löpare · c4 vit bonde · d4 vit bonde · c3 vit springare · f3 vit springare · a2 vit bonde · b2 vit bonde · e2 vit bonde · f2 vit bonde · g2 vit bonde · h2 vit bonde · a1 vit torn · c1 vit löpare · d1 vit drottning · e1 vit kung · f1 vit löpare · h1 vit torn | a8 svart torn · b8 svart springare · c8 svart löpare · d8 svart drottning · e8 svart kung · h8 svart torn · a7 svart bonde · b7 svart bonde · c7 svart bonde · f7 svart bonde · g7 svart bonde · h7 svart bonde · e6 svart bonde · f6 svart springare · d5 svart bonde · b4 svart löpare · c4 vit bonde · d4 vit bonde · c3 vit springare · f3 vit springare · a2 vit bonde · b2 vit bonde · e2 vit bonde · f2 vit bonde · g2 vit bonde · h2 vit bonde · a1 vit torn · c1 vit löpare · d1 vit drottning · e1 vit kung · f1 vit löpare · h1 vit torn | a8 svart torn · b8 svart springare · c8 svart löpare · d8 svart drottning · e8 svart kung · h8 svart torn · a7 svart bonde · b7 svart bonde · c7 svart bonde · f7 svart bonde · g7 svart bonde · h7 svart bonde · e6 svart bonde · f6 svart springare · d5 svart bonde · b4 svart löpare · c4 vit bonde · d4 vit bonde · c3 vit springare · f3 vit springare · a2 vit bonde · b2 vit bonde · e2 vit bonde · f2 vit bonde · g2 vit bonde · h2 vit bonde · a1 vit torn · c1 vit löpare · d1 vit drottning · e1 vit kung · f1 vit löpare · h1 vit torn | 7 |
| 6 | a8 svart torn · b8 svart springare · c8 svart löpare · d8 svart drottning · e8 svart kung · h8 svart torn · a7 svart bonde · b7 svart bonde · c7 svart bonde · f7 svart bonde · g7 svart bonde · h7 svart bonde · e6 svart bonde · f6 svart springare · d5 svart bonde · b4 svart löpare · c4 vit bonde · d4 vit bonde · c3 vit springare · f3 vit springare · a2 vit bonde · b2 vit bonde · e2 vit bonde · f2 vit bonde · g2 vit bonde · h2 vit bonde · a1 vit torn · c1 vit löpare · d1 vit drottning · e1 vit kung · f1 vit löpare · h1 vit torn | a8 svart torn · b8 svart springare · c8 svart löpare · d8 svart drottning · e8 svart kung · h8 svart torn · a7 svart bonde · b7 svart bonde · c7 svart bonde · f7 svart bonde · g7 svart bonde · h7 svart bonde · e6 svart bonde · f6 svart springare · d5 svart bonde · b4 svart löpare · c4 vit bonde · d4 vit bonde · c3 vit springare · f3 vit springare · a2 vit bonde · b2 vit bonde · e2 vit bonde · f2 vit bonde · g2 vit bonde · h2 vit bonde · a1 vit torn · c1 vit löpare · d1 vit drottning · e1 vit kung · f1 vit löpare · h1 vit torn | a8 svart torn · b8 svart springare · c8 svart löpare · d8 svart drottning · e8 svart kung · h8 svart torn · a7 svart bonde · b7 svart bonde · c7 svart bonde · f7 svart bonde · g7 svart bonde · h7 svart bonde · e6 svart bonde · f6 svart springare · d5 svart bonde · b4 svart löpare · c4 vit bonde · d4 vit bonde · c3 vit springare · f3 vit springare · a2 vit bonde · b2 vit bonde · e2 vit bonde · f2 vit bonde · g2 vit bonde · h2 vit bonde · a1 vit torn · c1 vit löpare · d1 vit drottning · e1 vit kung · f1 vit löpare · h1 vit torn | a8 svart torn · b8 svart springare · c8 svart löpare · d8 svart drottning · e8 svart kung · h8 svart torn · a7 svart bonde · b7 svart bonde · c7 svart bonde · f7 svart bonde · g7 svart bonde · h7 svart bonde · e6 svart bonde · f6 svart springare · d5 svart bonde · b4 svart löpare · c4 vit bonde · d4 vit bonde · c3 vit springare · f3 vit springare · a2 vit bonde · b2 vit bonde · e2 vit bonde · f2 vit bonde · g2 vit bonde · h2 vit bonde · a1 vit torn · c1 vit löpare · d1 vit drottning · e1 vit kung · f1 vit löpare · h1 vit torn | a8 svart torn · b8 svart springare · c8 svart löpare · d8 svart drottning · e8 svart kung · h8 svart torn · a7 svart bonde · b7 svart bonde · c7 svart bonde · f7 svart bonde · g7 svart bonde · h7 svart bonde · e6 svart bonde · f6 svart springare · d5 svart bonde · b4 svart löpare · c4 vit bonde · d4 vit bonde · c3 vit springare · f3 vit springare · a2 vit bonde · b2 vit bonde · e2 vit bonde · f2 vit bonde · g2 vit bonde · h2 vit bonde · a1 vit torn · c1 vit löpare · d1 vit drottning · e1 vit kung · f1 vit löpare · h1 vit torn | a8 svart torn · b8 svart springare · c8 svart löpare · d8 svart drottning · e8 svart kung · h8 svart torn · a7 svart bonde · b7 svart bonde · c7 svart bonde · f7 svart bonde · g7 svart bonde · h7 svart bonde · e6 svart bonde · f6 svart springare · d5 svart bonde · b4 svart löpare · c4 vit bonde · d4 vit bonde · c3 vit springare · f3 vit springare · a2 vit bonde · b2 vit bonde · e2 vit bonde · f2 vit bonde · g2 vit bonde · h2 vit bonde · a1 vit torn · c1 vit löpare · d1 vit drottning · e1 vit kung · f1 vit löpare · h1 vit torn | a8 svart torn · b8 svart springare · c8 svart löpare · d8 svart drottning · e8 svart kung · h8 svart torn · a7 svart bonde · b7 svart bonde · c7 svart bonde · f7 svart bonde · g7 svart bonde · h7 svart bonde · e6 svart bonde · f6 svart springare · d5 svart bonde · b4 svart löpare · c4 vit bonde · d4 vit bonde · c3 vit springare · f3 vit springare · a2 vit bonde · b2 vit bonde · e2 vit bonde · f2 vit bonde · g2 vit bonde · h2 vit bonde · a1 vit torn · c1 vit löpare · d1 vit drottning · e1 vit kung · f1 vit löpare · h1 vit torn | a8 svart torn · b8 svart springare · c8 svart löpare · d8 svart drottning · e8 svart kung · h8 svart torn · a7 svart bonde · b7 svart bonde · c7 svart bonde · f7 svart bonde · g7 svart bonde · h7 svart bonde · e6 svart bonde · f6 svart springare · d5 svart bonde · b4 svart löpare · c4 vit bonde · d4 vit bonde · c3 vit springare · f3 vit springare · a2 vit bonde · b2 vit bonde · e2 vit bonde · f2 vit bonde · g2 vit bonde · h2 vit bonde · a1 vit torn · c1 vit löpare · d1 vit drottning · e1 vit kung · f1 vit löpare · h1 vit torn | 6 |
| 5 | a8 svart torn · b8 svart springare · c8 svart löpare · d8 svart drottning · e8 svart kung · h8 svart torn · a7 svart bonde · b7 svart bonde · c7 svart bonde · f7 svart bonde · g7 svart bonde · h7 svart bonde · e6 svart bonde · f6 svart springare · d5 svart bonde · b4 svart löpare · c4 vit bonde · d4 vit bonde · c3 vit springare · f3 vit springare · a2 vit bonde · b2 vit bonde · e2 vit bonde · f2 vit bonde · g2 vit bonde · h2 vit bonde · a1 vit torn · c1 vit löpare · d1 vit drottning · e1 vit kung · f1 vit löpare · h1 vit torn | a8 svart torn · b8 svart springare · c8 svart löpare · d8 svart drottning · e8 svart kung · h8 svart torn · a7 svart bonde · b7 svart bonde · c7 svart bonde · f7 svart bonde · g7 svart bonde · h7 svart bonde · e6 svart bonde · f6 svart springare · d5 svart bonde · b4 svart löpare · c4 vit bonde · d4 vit bonde · c3 vit springare · f3 vit springare · a2 vit bonde · b2 vit bonde · e2 vit bonde · f2 vit bonde · g2 vit bonde · h2 vit bonde · a1 vit torn · c1 vit löpare · d1 vit drottning · e1 vit kung · f1 vit löpare · h1 vit torn | a8 svart torn · b8 svart springare · c8 svart löpare · d8 svart drottning · e8 svart kung · h8 svart torn · a7 svart bonde · b7 svart bonde · c7 svart bonde · f7 svart bonde · g7 svart bonde · h7 svart bonde · e6 svart bonde · f6 svart springare · d5 svart bonde · b4 svart löpare · c4 vit bonde · d4 vit bonde · c3 vit springare · f3 vit springare · a2 vit bonde · b2 vit bonde · e2 vit bonde · f2 vit bonde · g2 vit bonde · h2 vit bonde · a1 vit torn · c1 vit löpare · d1 vit drottning · e1 vit kung · f1 vit löpare · h1 vit torn | a8 svart torn · b8 svart springare · c8 svart löpare · d8 svart drottning · e8 svart kung · h8 svart torn · a7 svart bonde · b7 svart bonde · c7 svart bonde · f7 svart bonde · g7 svart bonde · h7 svart bonde · e6 svart bonde · f6 svart springare · d5 svart bonde · b4 svart löpare · c4 vit bonde · d4 vit bonde · c3 vit springare · f3 vit springare · a2 vit bonde · b2 vit bonde · e2 vit bonde · f2 vit bonde · g2 vit bonde · h2 vit bonde · a1 vit torn · c1 vit löpare · d1 vit drottning · e1 vit kung · f1 vit löpare · h1 vit torn | a8 svart torn · b8 svart springare · c8 svart löpare · d8 svart drottning · e8 svart kung · h8 svart torn · a7 svart bonde · b7 svart bonde · c7 svart bonde · f7 svart bonde · g7 svart bonde · h7 svart bonde · e6 svart bonde · f6 svart springare · d5 svart bonde · b4 svart löpare · c4 vit bonde · d4 vit bonde · c3 vit springare · f3 vit springare · a2 vit bonde · b2 vit bonde · e2 vit bonde · f2 vit bonde · g2 vit bonde · h2 vit bonde · a1 vit torn · c1 vit löpare · d1 vit drottning · e1 vit kung · f1 vit löpare · h1 vit torn | a8 svart torn · b8 svart springare · c8 svart löpare · d8 svart drottning · e8 svart kung · h8 svart torn · a7 svart bonde · b7 svart bonde · c7 svart bonde · f7 svart bonde · g7 svart bonde · h7 svart bonde · e6 svart bonde · f6 svart springare · d5 svart bonde · b4 svart löpare · c4 vit bonde · d4 vit bonde · c3 vit springare · f3 vit springare · a2 vit bonde · b2 vit bonde · e2 vit bonde · f2 vit bonde · g2 vit bonde · h2 vit bonde · a1 vit torn · c1 vit löpare · d1 vit drottning · e1 vit kung · f1 vit löpare · h1 vit torn | a8 svart torn · b8 svart springare · c8 svart löpare · d8 svart drottning · e8 svart kung · h8 svart torn · a7 svart bonde · b7 svart bonde · c7 svart bonde · f7 svart bonde · g7 svart bonde · h7 svart bonde · e6 svart bonde · f6 svart springare · d5 svart bonde · b4 svart löpare · c4 vit bonde · d4 vit bonde · c3 vit springare · f3 vit springare · a2 vit bonde · b2 vit bonde · e2 vit bonde · f2 vit bonde · g2 vit bonde · h2 vit bonde · a1 vit torn · c1 vit löpare · d1 vit drottning · e1 vit kung · f1 vit löpare · h1 vit torn | a8 svart torn · b8 svart springare · c8 svart löpare · d8 svart drottning · e8 svart kung · h8 svart torn · a7 svart bonde · b7 svart bonde · c7 svart bonde · f7 svart bonde · g7 svart bonde · h7 svart bonde · e6 svart bonde · f6 svart springare · d5 svart bonde · b4 svart löpare · c4 vit bonde · d4 vit bonde · c3 vit springare · f3 vit springare · a2 vit bonde · b2 vit bonde · e2 vit bonde · f2 vit bonde · g2 vit bonde · h2 vit bonde · a1 vit torn · c1 vit löpare · d1 vit drottning · e1 vit kung · f1 vit löpare · h1 vit torn | 5 |
| 4 | a8 svart torn · b8 svart springare · c8 svart löpare · d8 svart drottning · e8 svart kung · h8 svart torn · a7 svart bonde · b7 svart bonde · c7 svart bonde · f7 svart bonde · g7 svart bonde · h7 svart bonde · e6 svart bonde · f6 svart springare · d5 svart bonde · b4 svart löpare · c4 vit bonde · d4 vit bonde · c3 vit springare · f3 vit springare · a2 vit bonde · b2 vit bonde · e2 vit bonde · f2 vit bonde · g2 vit bonde · h2 vit bonde · a1 vit torn · c1 vit löpare · d1 vit drottning · e1 vit kung · f1 vit löpare · h1 vit torn | a8 svart torn · b8 svart springare · c8 svart löpare · d8 svart drottning · e8 svart kung · h8 svart torn · a7 svart bonde · b7 svart bonde · c7 svart bonde · f7 svart bonde · g7 svart bonde · h7 svart bonde · e6 svart bonde · f6 svart springare · d5 svart bonde · b4 svart löpare · c4 vit bonde · d4 vit bonde · c3 vit springare · f3 vit springare · a2 vit bonde · b2 vit bonde · e2 vit bonde · f2 vit bonde · g2 vit bonde · h2 vit bonde · a1 vit torn · c1 vit löpare · d1 vit drottning · e1 vit kung · f1 vit löpare · h1 vit torn | a8 svart torn · b8 svart springare · c8 svart löpare · d8 svart drottning · e8 svart kung · h8 svart torn · a7 svart bonde · b7 svart bonde · c7 svart bonde · f7 svart bonde · g7 svart bonde · h7 svart bonde · e6 svart bonde · f6 svart springare · d5 svart bonde · b4 svart löpare · c4 vit bonde · d4 vit bonde · c3 vit springare · f3 vit springare · a2 vit bonde · b2 vit bonde · e2 vit bonde · f2 vit bonde · g2 vit bonde · h2 vit bonde · a1 vit torn · c1 vit löpare · d1 vit drottning · e1 vit kung · f1 vit löpare · h1 vit torn | a8 svart torn · b8 svart springare · c8 svart löpare · d8 svart drottning · e8 svart kung · h8 svart torn · a7 svart bonde · b7 svart bonde · c7 svart bonde · f7 svart bonde · g7 svart bonde · h7 svart bonde · e6 svart bonde · f6 svart springare · d5 svart bonde · b4 svart löpare · c4 vit bonde · d4 vit bonde · c3 vit springare · f3 vit springare · a2 vit bonde · b2 vit bonde · e2 vit bonde · f2 vit bonde · g2 vit bonde · h2 vit bonde · a1 vit torn · c1 vit löpare · d1 vit drottning · e1 vit kung · f1 vit löpare · h1 vit torn | a8 svart torn · b8 svart springare · c8 svart löpare · d8 svart drottning · e8 svart kung · h8 svart torn · a7 svart bonde · b7 svart bonde · c7 svart bonde · f7 svart bonde · g7 svart bonde · h7 svart bonde · e6 svart bonde · f6 svart springare · d5 svart bonde · b4 svart löpare · c4 vit bonde · d4 vit bonde · c3 vit springare · f3 vit springare · a2 vit bonde · b2 vit bonde · e2 vit bonde · f2 vit bonde · g2 vit bonde · h2 vit bonde · a1 vit torn · c1 vit löpare · d1 vit drottning · e1 vit kung · f1 vit löpare · h1 vit torn | a8 svart torn · b8 svart springare · c8 svart löpare · d8 svart drottning · e8 svart kung · h8 svart torn · a7 svart bonde · b7 svart bonde · c7 svart bonde · f7 svart bonde · g7 svart bonde · h7 svart bonde · e6 svart bonde · f6 svart springare · d5 svart bonde · b4 svart löpare · c4 vit bonde · d4 vit bonde · c3 vit springare · f3 vit springare · a2 vit bonde · b2 vit bonde · e2 vit bonde · f2 vit bonde · g2 vit bonde · h2 vit bonde · a1 vit torn · c1 vit löpare · d1 vit drottning · e1 vit kung · f1 vit löpare · h1 vit torn | a8 svart torn · b8 svart springare · c8 svart löpare · d8 svart drottning · e8 svart kung · h8 svart torn · a7 svart bonde · b7 svart bonde · c7 svart bonde · f7 svart bonde · g7 svart bonde · h7 svart bonde · e6 svart bonde · f6 svart springare · d5 svart bonde · b4 svart löpare · c4 vit bonde · d4 vit bonde · c3 vit springare · f3 vit springare · a2 vit bonde · b2 vit bonde · e2 vit bonde · f2 vit bonde · g2 vit bonde · h2 vit bonde · a1 vit torn · c1 vit löpare · d1 vit drottning · e1 vit kung · f1 vit löpare · h1 vit torn | a8 svart torn · b8 svart springare · c8 svart löpare · d8 svart drottning · e8 svart kung · h8 svart torn · a7 svart bonde · b7 svart bonde · c7 svart bonde · f7 svart bonde · g7 svart bonde · h7 svart bonde · e6 svart bonde · f6 svart springare · d5 svart bonde · b4 svart löpare · c4 vit bonde · d4 vit bonde · c3 vit springare · f3 vit springare · a2 vit bonde · b2 vit bonde · e2 vit bonde · f2 vit bonde · g2 vit bonde · h2 vit bonde · a1 vit torn · c1 vit löpare · d1 vit drottning · e1 vit kung · f1 vit löpare · h1 vit torn | 4 |
| 3 | a8 svart torn · b8 svart springare · c8 svart löpare · d8 svart drottning · e8 svart kung · h8 svart torn · a7 svart bonde · b7 svart bonde · c7 svart bonde · f7 svart bonde · g7 svart bonde · h7 svart bonde · e6 svart bonde · f6 svart springare · d5 svart bonde · b4 svart löpare · c4 vit bonde · d4 vit bonde · c3 vit springare · f3 vit springare · a2 vit bonde · b2 vit bonde · e2 vit bonde · f2 vit bonde · g2 vit bonde · h2 vit bonde · a1 vit torn · c1 vit löpare · d1 vit drottning · e1 vit kung · f1 vit löpare · h1 vit torn | a8 svart torn · b8 svart springare · c8 svart löpare · d8 svart drottning · e8 svart kung · h8 svart torn · a7 svart bonde · b7 svart bonde · c7 svart bonde · f7 svart bonde · g7 svart bonde · h7 svart bonde · e6 svart bonde · f6 svart springare · d5 svart bonde · b4 svart löpare · c4 vit bonde · d4 vit bonde · c3 vit springare · f3 vit springare · a2 vit bonde · b2 vit bonde · e2 vit bonde · f2 vit bonde · g2 vit bonde · h2 vit bonde · a1 vit torn · c1 vit löpare · d1 vit drottning · e1 vit kung · f1 vit löpare · h1 vit torn | a8 svart torn · b8 svart springare · c8 svart löpare · d8 svart drottning · e8 svart kung · h8 svart torn · a7 svart bonde · b7 svart bonde · c7 svart bonde · f7 svart bonde · g7 svart bonde · h7 svart bonde · e6 svart bonde · f6 svart springare · d5 svart bonde · b4 svart löpare · c4 vit bonde · d4 vit bonde · c3 vit springare · f3 vit springare · a2 vit bonde · b2 vit bonde · e2 vit bonde · f2 vit bonde · g2 vit bonde · h2 vit bonde · a1 vit torn · c1 vit löpare · d1 vit drottning · e1 vit kung · f1 vit löpare · h1 vit torn | a8 svart torn · b8 svart springare · c8 svart löpare · d8 svart drottning · e8 svart kung · h8 svart torn · a7 svart bonde · b7 svart bonde · c7 svart bonde · f7 svart bonde · g7 svart bonde · h7 svart bonde · e6 svart bonde · f6 svart springare · d5 svart bonde · b4 svart löpare · c4 vit bonde · d4 vit bonde · c3 vit springare · f3 vit springare · a2 vit bonde · b2 vit bonde · e2 vit bonde · f2 vit bonde · g2 vit bonde · h2 vit bonde · a1 vit torn · c1 vit löpare · d1 vit drottning · e1 vit kung · f1 vit löpare · h1 vit torn | a8 svart torn · b8 svart springare · c8 svart löpare · d8 svart drottning · e8 svart kung · h8 svart torn · a7 svart bonde · b7 svart bonde · c7 svart bonde · f7 svart bonde · g7 svart bonde · h7 svart bonde · e6 svart bonde · f6 svart springare · d5 svart bonde · b4 svart löpare · c4 vit bonde · d4 vit bonde · c3 vit springare · f3 vit springare · a2 vit bonde · b2 vit bonde · e2 vit bonde · f2 vit bonde · g2 vit bonde · h2 vit bonde · a1 vit torn · c1 vit löpare · d1 vit drottning · e1 vit kung · f1 vit löpare · h1 vit torn | a8 svart torn · b8 svart springare · c8 svart löpare · d8 svart drottning · e8 svart kung · h8 svart torn · a7 svart bonde · b7 svart bonde · c7 svart bonde · f7 svart bonde · g7 svart bonde · h7 svart bonde · e6 svart bonde · f6 svart springare · d5 svart bonde · b4 svart löpare · c4 vit bonde · d4 vit bonde · c3 vit springare · f3 vit springare · a2 vit bonde · b2 vit bonde · e2 vit bonde · f2 vit bonde · g2 vit bonde · h2 vit bonde · a1 vit torn · c1 vit löpare · d1 vit drottning · e1 vit kung · f1 vit löpare · h1 vit torn | a8 svart torn · b8 svart springare · c8 svart löpare · d8 svart drottning · e8 svart kung · h8 svart torn · a7 svart bonde · b7 svart bonde · c7 svart bonde · f7 svart bonde · g7 svart bonde · h7 svart bonde · e6 svart bonde · f6 svart springare · d5 svart bonde · b4 svart löpare · c4 vit bonde · d4 vit bonde · c3 vit springare · f3 vit springare · a2 vit bonde · b2 vit bonde · e2 vit bonde · f2 vit bonde · g2 vit bonde · h2 vit bonde · a1 vit torn · c1 vit löpare · d1 vit drottning · e1 vit kung · f1 vit löpare · h1 vit torn | a8 svart torn · b8 svart springare · c8 svart löpare · d8 svart drottning · e8 svart kung · h8 svart torn · a7 svart bonde · b7 svart bonde · c7 svart bonde · f7 svart bonde · g7 svart bonde · h7 svart bonde · e6 svart bonde · f6 svart springare · d5 svart bonde · b4 svart löpare · c4 vit bonde · d4 vit bonde · c3 vit springare · f3 vit springare · a2 vit bonde · b2 vit bonde · e2 vit bonde · f2 vit bonde · g2 vit bonde · h2 vit bonde · a1 vit torn · c1 vit löpare · d1 vit drottning · e1 vit kung · f1 vit löpare · h1 vit torn | 3 |
| 2 | a8 svart torn · b8 svart springare · c8 svart löpare · d8 svart drottning · e8 svart kung · h8 svart torn · a7 svart bonde · b7 svart bonde · c7 svart bonde · f7 svart bonde · g7 svart bonde · h7 svart bonde · e6 svart bonde · f6 svart springare · d5 svart bonde · b4 svart löpare · c4 vit bonde · d4 vit bonde · c3 vit springare · f3 vit springare · a2 vit bonde · b2 vit bonde · e2 vit bonde · f2 vit bonde · g2 vit bonde · h2 vit bonde · a1 vit torn · c1 vit löpare · d1 vit drottning · e1 vit kung · f1 vit löpare · h1 vit torn | a8 svart torn · b8 svart springare · c8 svart löpare · d8 svart drottning · e8 svart kung · h8 svart torn · a7 svart bonde · b7 svart bonde · c7 svart bonde · f7 svart bonde · g7 svart bonde · h7 svart bonde · e6 svart bonde · f6 svart springare · d5 svart bonde · b4 svart löpare · c4 vit bonde · d4 vit bonde · c3 vit springare · f3 vit springare · a2 vit bonde · b2 vit bonde · e2 vit bonde · f2 vit bonde · g2 vit bonde · h2 vit bonde · a1 vit torn · c1 vit löpare · d1 vit drottning · e1 vit kung · f1 vit löpare · h1 vit torn | a8 svart torn · b8 svart springare · c8 svart löpare · d8 svart drottning · e8 svart kung · h8 svart torn · a7 svart bonde · b7 svart bonde · c7 svart bonde · f7 svart bonde · g7 svart bonde · h7 svart bonde · e6 svart bonde · f6 svart springare · d5 svart bonde · b4 svart löpare · c4 vit bonde · d4 vit bonde · c3 vit springare · f3 vit springare · a2 vit bonde · b2 vit bonde · e2 vit bonde · f2 vit bonde · g2 vit bonde · h2 vit bonde · a1 vit torn · c1 vit löpare · d1 vit drottning · e1 vit kung · f1 vit löpare · h1 vit torn | a8 svart torn · b8 svart springare · c8 svart löpare · d8 svart drottning · e8 svart kung · h8 svart torn · a7 svart bonde · b7 svart bonde · c7 svart bonde · f7 svart bonde · g7 svart bonde · h7 svart bonde · e6 svart bonde · f6 svart springare · d5 svart bonde · b4 svart löpare · c4 vit bonde · d4 vit bonde · c3 vit springare · f3 vit springare · a2 vit bonde · b2 vit bonde · e2 vit bonde · f2 vit bonde · g2 vit bonde · h2 vit bonde · a1 vit torn · c1 vit löpare · d1 vit drottning · e1 vit kung · f1 vit löpare · h1 vit torn | a8 svart torn · b8 svart springare · c8 svart löpare · d8 svart drottning · e8 svart kung · h8 svart torn · a7 svart bonde · b7 svart bonde · c7 svart bonde · f7 svart bonde · g7 svart bonde · h7 svart bonde · e6 svart bonde · f6 svart springare · d5 svart bonde · b4 svart löpare · c4 vit bonde · d4 vit bonde · c3 vit springare · f3 vit springare · a2 vit bonde · b2 vit bonde · e2 vit bonde · f2 vit bonde · g2 vit bonde · h2 vit bonde · a1 vit torn · c1 vit löpare · d1 vit drottning · e1 vit kung · f1 vit löpare · h1 vit torn | a8 svart torn · b8 svart springare · c8 svart löpare · d8 svart drottning · e8 svart kung · h8 svart torn · a7 svart bonde · b7 svart bonde · c7 svart bonde · f7 svart bonde · g7 svart bonde · h7 svart bonde · e6 svart bonde · f6 svart springare · d5 svart bonde · b4 svart löpare · c4 vit bonde · d4 vit bonde · c3 vit springare · f3 vit springare · a2 vit bonde · b2 vit bonde · e2 vit bonde · f2 vit bonde · g2 vit bonde · h2 vit bonde · a1 vit torn · c1 vit löpare · d1 vit drottning · e1 vit kung · f1 vit löpare · h1 vit torn | a8 svart torn · b8 svart springare · c8 svart löpare · d8 svart drottning · e8 svart kung · h8 svart torn · a7 svart bonde · b7 svart bonde · c7 svart bonde · f7 svart bonde · g7 svart bonde · h7 svart bonde · e6 svart bonde · f6 svart springare · d5 svart bonde · b4 svart löpare · c4 vit bonde · d4 vit bonde · c3 vit springare · f3 vit springare · a2 vit bonde · b2 vit bonde · e2 vit bonde · f2 vit bonde · g2 vit bonde · h2 vit bonde · a1 vit torn · c1 vit löpare · d1 vit drottning · e1 vit kung · f1 vit löpare · h1 vit torn | a8 svart torn · b8 svart springare · c8 svart löpare · d8 svart drottning · e8 svart kung · h8 svart torn · a7 svart bonde · b7 svart bonde · c7 svart bonde · f7 svart bonde · g7 svart bonde · h7 svart bonde · e6 svart bonde · f6 svart springare · d5 svart bonde · b4 svart löpare · c4 vit bonde · d4 vit bonde · c3 vit springare · f3 vit springare · a2 vit bonde · b2 vit bonde · e2 vit bonde · f2 vit bonde · g2 vit bonde · h2 vit bonde · a1 vit torn · c1 vit löpare · d1 vit drottning · e1 vit kung · f1 vit löpare · h1 vit torn | 2 |
| 1 | a8 svart torn · b8 svart springare · c8 svart löpare · d8 svart drottning · e8 svart kung · h8 svart torn · a7 svart bonde · b7 svart bonde · c7 svart bonde · f7 svart bonde · g7 svart bonde · h7 svart bonde · e6 svart bonde · f6 svart springare · d5 svart bonde · b4 svart löpare · c4 vit bonde · d4 vit bonde · c3 vit springare · f3 vit springare · a2 vit bonde · b2 vit bonde · e2 vit bonde · f2 vit bonde · g2 vit bonde · h2 vit bonde · a1 vit torn · c1 vit löpare · d1 vit drottning · e1 vit kung · f1 vit löpare · h1 vit torn | a8 svart torn · b8 svart springare · c8 svart löpare · d8 svart drottning · e8 svart kung · h8 svart torn · a7 svart bonde · b7 svart bonde · c7 svart bonde · f7 svart bonde · g7 svart bonde · h7 svart bonde · e6 svart bonde · f6 svart springare · d5 svart bonde · b4 svart löpare · c4 vit bonde · d4 vit bonde · c3 vit springare · f3 vit springare · a2 vit bonde · b2 vit bonde · e2 vit bonde · f2 vit bonde · g2 vit bonde · h2 vit bonde · a1 vit torn · c1 vit löpare · d1 vit drottning · e1 vit kung · f1 vit löpare · h1 vit torn | a8 svart torn · b8 svart springare · c8 svart löpare · d8 svart drottning · e8 svart kung · h8 svart torn · a7 svart bonde · b7 svart bonde · c7 svart bonde · f7 svart bonde · g7 svart bonde · h7 svart bonde · e6 svart bonde · f6 svart springare · d5 svart bonde · b4 svart löpare · c4 vit bonde · d4 vit bonde · c3 vit springare · f3 vit springare · a2 vit bonde · b2 vit bonde · e2 vit bonde · f2 vit bonde · g2 vit bonde · h2 vit bonde · a1 vit torn · c1 vit löpare · d1 vit drottning · e1 vit kung · f1 vit löpare · h1 vit torn | a8 svart torn · b8 svart springare · c8 svart löpare · d8 svart drottning · e8 svart kung · h8 svart torn · a7 svart bonde · b7 svart bonde · c7 svart bonde · f7 svart bonde · g7 svart bonde · h7 svart bonde · e6 svart bonde · f6 svart springare · d5 svart bonde · b4 svart löpare · c4 vit bonde · d4 vit bonde · c3 vit springare · f3 vit springare · a2 vit bonde · b2 vit bonde · e2 vit bonde · f2 vit bonde · g2 vit bonde · h2 vit bonde · a1 vit torn · c1 vit löpare · d1 vit drottning · e1 vit kung · f1 vit löpare · h1 vit torn | a8 svart torn · b8 svart springare · c8 svart löpare · d8 svart drottning · e8 svart kung · h8 svart torn · a7 svart bonde · b7 svart bonde · c7 svart bonde · f7 svart bonde · g7 svart bonde · h7 svart bonde · e6 svart bonde · f6 svart springare · d5 svart bonde · b4 svart löpare · c4 vit bonde · d4 vit bonde · c3 vit springare · f3 vit springare · a2 vit bonde · b2 vit bonde · e2 vit bonde · f2 vit bonde · g2 vit bonde · h2 vit bonde · a1 vit torn · c1 vit löpare · d1 vit drottning · e1 vit kung · f1 vit löpare · h1 vit torn | a8 svart torn · b8 svart springare · c8 svart löpare · d8 svart drottning · e8 svart kung · h8 svart torn · a7 svart bonde · b7 svart bonde · c7 svart bonde · f7 svart bonde · g7 svart bonde · h7 svart bonde · e6 svart bonde · f6 svart springare · d5 svart bonde · b4 svart löpare · c4 vit bonde · d4 vit bonde · c3 vit springare · f3 vit springare · a2 vit bonde · b2 vit bonde · e2 vit bonde · f2 vit bonde · g2 vit bonde · h2 vit bonde · a1 vit torn · c1 vit löpare · d1 vit drottning · e1 vit kung · f1 vit löpare · h1 vit torn | a8 svart torn · b8 svart springare · c8 svart löpare · d8 svart drottning · e8 svart kung · h8 svart torn · a7 svart bonde · b7 svart bonde · c7 svart bonde · f7 svart bonde · g7 svart bonde · h7 svart bonde · e6 svart bonde · f6 svart springare · d5 svart bonde · b4 svart löpare · c4 vit bonde · d4 vit bonde · c3 vit springare · f3 vit springare · a2 vit bonde · b2 vit bonde · e2 vit bonde · f2 vit bonde · g2 vit bonde · h2 vit bonde · a1 vit torn · c1 vit löpare · d1 vit drottning · e1 vit kung · f1 vit löpare · h1 vit torn | a8 svart torn · b8 svart springare · c8 svart löpare · d8 svart drottning · e8 svart kung · h8 svart torn · a7 svart bonde · b7 svart bonde · c7 svart bonde · f7 svart bonde · g7 svart bonde · h7 svart bonde · e6 svart bonde · f6 svart springare · d5 svart bonde · b4 svart löpare · c4 vit bonde · d4 vit bonde · c3 vit springare · f3 vit springare · a2 vit bonde · b2 vit bonde · e2 vit bonde · f2 vit bonde · g2 vit bonde · h2 vit bonde · a1 vit torn · c1 vit löpare · d1 vit drottning · e1 vit kung · f1 vit löpare · h1 vit torn | 1 |
|   | a | b | c | d | e | f | g | h |   |

Ragozinvarianten är 3.Sc3 Sf6 4.Sf3 Lb4 (se diagram).
Den är uppkallad efter Vjatjeslav Ragozin och har blivit populär de senaste åren.
Ragozinvarianten påminner om (och kan ibland övergå i) nimzoindiskt försvar.
4...Lb4 är ett mer aktivt drag än 4...Le7.
Vit svarar oftast med 5.Lg5 (även 5.cxd5 spelas) och nu har svart tre vanliga drag:
- 5...h6 6.Lxf6 Dxf6 7.e3 0-0.
- 5...Sbd7 6.cxd5 exd5 7.e3 c5.
- 5...dxc4 kallas Wienervarianten och kan fortsätta 6.e4 c5 7.Lxc4 cxd4 8.Sxd4.

### Harrwitzvarianten
|   | a | b | c | d | e | f | g | h |   |
| 8 | a8 svart torn · b8 svart springare · c8 svart löpare · d8 svart drottning · e8 svart kung · h8 svart torn · a7 svart bonde · b7 svart bonde · c7 svart bonde · e7 svart löpare · f7 svart bonde · g7 svart bonde · h7 svart bonde · e6 svart bonde · f6 svart springare · d5 svart bonde · c4 vit bonde · d4 vit bonde · f4 vit löpare · c3 vit springare · f3 vit springare · a2 vit bonde · b2 vit bonde · e2 vit bonde · f2 vit bonde · g2 vit bonde · h2 vit bonde · a1 vit torn · d1 vit drottning · e1 vit kung · f1 vit löpare · h1 vit torn | a8 svart torn · b8 svart springare · c8 svart löpare · d8 svart drottning · e8 svart kung · h8 svart torn · a7 svart bonde · b7 svart bonde · c7 svart bonde · e7 svart löpare · f7 svart bonde · g7 svart bonde · h7 svart bonde · e6 svart bonde · f6 svart springare · d5 svart bonde · c4 vit bonde · d4 vit bonde · f4 vit löpare · c3 vit springare · f3 vit springare · a2 vit bonde · b2 vit bonde · e2 vit bonde · f2 vit bonde · g2 vit bonde · h2 vit bonde · a1 vit torn · d1 vit drottning · e1 vit kung · f1 vit löpare · h1 vit torn | a8 svart torn · b8 svart springare · c8 svart löpare · d8 svart drottning · e8 svart kung · h8 svart torn · a7 svart bonde · b7 svart bonde · c7 svart bonde · e7 svart löpare · f7 svart bonde · g7 svart bonde · h7 svart bonde · e6 svart bonde · f6 svart springare · d5 svart bonde · c4 vit bonde · d4 vit bonde · f4 vit löpare · c3 vit springare · f3 vit springare · a2 vit bonde · b2 vit bonde · e2 vit bonde · f2 vit bonde · g2 vit bonde · h2 vit bonde · a1 vit torn · d1 vit drottning · e1 vit kung · f1 vit löpare · h1 vit torn | a8 svart torn · b8 svart springare · c8 svart löpare · d8 svart drottning · e8 svart kung · h8 svart torn · a7 svart bonde · b7 svart bonde · c7 svart bonde · e7 svart löpare · f7 svart bonde · g7 svart bonde · h7 svart bonde · e6 svart bonde · f6 svart springare · d5 svart bonde · c4 vit bonde · d4 vit bonde · f4 vit löpare · c3 vit springare · f3 vit springare · a2 vit bonde · b2 vit bonde · e2 vit bonde · f2 vit bonde · g2 vit bonde · h2 vit bonde · a1 vit torn · d1 vit drottning · e1 vit kung · f1 vit löpare · h1 vit torn | a8 svart torn · b8 svart springare · c8 svart löpare · d8 svart drottning · e8 svart kung · h8 svart torn · a7 svart bonde · b7 svart bonde · c7 svart bonde · e7 svart löpare · f7 svart bonde · g7 svart bonde · h7 svart bonde · e6 svart bonde · f6 svart springare · d5 svart bonde · c4 vit bonde · d4 vit bonde · f4 vit löpare · c3 vit springare · f3 vit springare · a2 vit bonde · b2 vit bonde · e2 vit bonde · f2 vit bonde · g2 vit bonde · h2 vit bonde · a1 vit torn · d1 vit drottning · e1 vit kung · f1 vit löpare · h1 vit torn | a8 svart torn · b8 svart springare · c8 svart löpare · d8 svart drottning · e8 svart kung · h8 svart torn · a7 svart bonde · b7 svart bonde · c7 svart bonde · e7 svart löpare · f7 svart bonde · g7 svart bonde · h7 svart bonde · e6 svart bonde · f6 svart springare · d5 svart bonde · c4 vit bonde · d4 vit bonde · f4 vit löpare · c3 vit springare · f3 vit springare · a2 vit bonde · b2 vit bonde · e2 vit bonde · f2 vit bonde · g2 vit bonde · h2 vit bonde · a1 vit torn · d1 vit drottning · e1 vit kung · f1 vit löpare · h1 vit torn | a8 svart torn · b8 svart springare · c8 svart löpare · d8 svart drottning · e8 svart kung · h8 svart torn · a7 svart bonde · b7 svart bonde · c7 svart bonde · e7 svart löpare · f7 svart bonde · g7 svart bonde · h7 svart bonde · e6 svart bonde · f6 svart springare · d5 svart bonde · c4 vit bonde · d4 vit bonde · f4 vit löpare · c3 vit springare · f3 vit springare · a2 vit bonde · b2 vit bonde · e2 vit bonde · f2 vit bonde · g2 vit bonde · h2 vit bonde · a1 vit torn · d1 vit drottning · e1 vit kung · f1 vit löpare · h1 vit torn | a8 svart torn · b8 svart springare · c8 svart löpare · d8 svart drottning · e8 svart kung · h8 svart torn · a7 svart bonde · b7 svart bonde · c7 svart bonde · e7 svart löpare · f7 svart bonde · g7 svart bonde · h7 svart bonde · e6 svart bonde · f6 svart springare · d5 svart bonde · c4 vit bonde · d4 vit bonde · f4 vit löpare · c3 vit springare · f3 vit springare · a2 vit bonde · b2 vit bonde · e2 vit bonde · f2 vit bonde · g2 vit bonde · h2 vit bonde · a1 vit torn · d1 vit drottning · e1 vit kung · f1 vit löpare · h1 vit torn | 8 |
| 7 | a8 svart torn · b8 svart springare · c8 svart löpare · d8 svart drottning · e8 svart kung · h8 svart torn · a7 svart bonde · b7 svart bonde · c7 svart bonde · e7 svart löpare · f7 svart bonde · g7 svart bonde · h7 svart bonde · e6 svart bonde · f6 svart springare · d5 svart bonde · c4 vit bonde · d4 vit bonde · f4 vit löpare · c3 vit springare · f3 vit springare · a2 vit bonde · b2 vit bonde · e2 vit bonde · f2 vit bonde · g2 vit bonde · h2 vit bonde · a1 vit torn · d1 vit drottning · e1 vit kung · f1 vit löpare · h1 vit torn | a8 svart torn · b8 svart springare · c8 svart löpare · d8 svart drottning · e8 svart kung · h8 svart torn · a7 svart bonde · b7 svart bonde · c7 svart bonde · e7 svart löpare · f7 svart bonde · g7 svart bonde · h7 svart bonde · e6 svart bonde · f6 svart springare · d5 svart bonde · c4 vit bonde · d4 vit bonde · f4 vit löpare · c3 vit springare · f3 vit springare · a2 vit bonde · b2 vit bonde · e2 vit bonde · f2 vit bonde · g2 vit bonde · h2 vit bonde · a1 vit torn · d1 vit drottning · e1 vit kung · f1 vit löpare · h1 vit torn | a8 svart torn · b8 svart springare · c8 svart löpare · d8 svart drottning · e8 svart kung · h8 svart torn · a7 svart bonde · b7 svart bonde · c7 svart bonde · e7 svart löpare · f7 svart bonde · g7 svart bonde · h7 svart bonde · e6 svart bonde · f6 svart springare · d5 svart bonde · c4 vit bonde · d4 vit bonde · f4 vit löpare · c3 vit springare · f3 vit springare · a2 vit bonde · b2 vit bonde · e2 vit bonde · f2 vit bonde · g2 vit bonde · h2 vit bonde · a1 vit torn · d1 vit drottning · e1 vit kung · f1 vit löpare · h1 vit torn | a8 svart torn · b8 svart springare · c8 svart löpare · d8 svart drottning · e8 svart kung · h8 svart torn · a7 svart bonde · b7 svart bonde · c7 svart bonde · e7 svart löpare · f7 svart bonde · g7 svart bonde · h7 svart bonde · e6 svart bonde · f6 svart springare · d5 svart bonde · c4 vit bonde · d4 vit bonde · f4 vit löpare · c3 vit springare · f3 vit springare · a2 vit bonde · b2 vit bonde · e2 vit bonde · f2 vit bonde · g2 vit bonde · h2 vit bonde · a1 vit torn · d1 vit drottning · e1 vit kung · f1 vit löpare · h1 vit torn | a8 svart torn · b8 svart springare · c8 svart löpare · d8 svart drottning · e8 svart kung · h8 svart torn · a7 svart bonde · b7 svart bonde · c7 svart bonde · e7 svart löpare · f7 svart bonde · g7 svart bonde · h7 svart bonde · e6 svart bonde · f6 svart springare · d5 svart bonde · c4 vit bonde · d4 vit bonde · f4 vit löpare · c3 vit springare · f3 vit springare · a2 vit bonde · b2 vit bonde · e2 vit bonde · f2 vit bonde · g2 vit bonde · h2 vit bonde · a1 vit torn · d1 vit drottning · e1 vit kung · f1 vit löpare · h1 vit torn | a8 svart torn · b8 svart springare · c8 svart löpare · d8 svart drottning · e8 svart kung · h8 svart torn · a7 svart bonde · b7 svart bonde · c7 svart bonde · e7 svart löpare · f7 svart bonde · g7 svart bonde · h7 svart bonde · e6 svart bonde · f6 svart springare · d5 svart bonde · c4 vit bonde · d4 vit bonde · f4 vit löpare · c3 vit springare · f3 vit springare · a2 vit bonde · b2 vit bonde · e2 vit bonde · f2 vit bonde · g2 vit bonde · h2 vit bonde · a1 vit torn · d1 vit drottning · e1 vit kung · f1 vit löpare · h1 vit torn | a8 svart torn · b8 svart springare · c8 svart löpare · d8 svart drottning · e8 svart kung · h8 svart torn · a7 svart bonde · b7 svart bonde · c7 svart bonde · e7 svart löpare · f7 svart bonde · g7 svart bonde · h7 svart bonde · e6 svart bonde · f6 svart springare · d5 svart bonde · c4 vit bonde · d4 vit bonde · f4 vit löpare · c3 vit springare · f3 vit springare · a2 vit bonde · b2 vit bonde · e2 vit bonde · f2 vit bonde · g2 vit bonde · h2 vit bonde · a1 vit torn · d1 vit drottning · e1 vit kung · f1 vit löpare · h1 vit torn | a8 svart torn · b8 svart springare · c8 svart löpare · d8 svart drottning · e8 svart kung · h8 svart torn · a7 svart bonde · b7 svart bonde · c7 svart bonde · e7 svart löpare · f7 svart bonde · g7 svart bonde · h7 svart bonde · e6 svart bonde · f6 svart springare · d5 svart bonde · c4 vit bonde · d4 vit bonde · f4 vit löpare · c3 vit springare · f3 vit springare · a2 vit bonde · b2 vit bonde · e2 vit bonde · f2 vit bonde · g2 vit bonde · h2 vit bonde · a1 vit torn · d1 vit drottning · e1 vit kung · f1 vit löpare · h1 vit torn | 7 |
| 6 | a8 svart torn · b8 svart springare · c8 svart löpare · d8 svart drottning · e8 svart kung · h8 svart torn · a7 svart bonde · b7 svart bonde · c7 svart bonde · e7 svart löpare · f7 svart bonde · g7 svart bonde · h7 svart bonde · e6 svart bonde · f6 svart springare · d5 svart bonde · c4 vit bonde · d4 vit bonde · f4 vit löpare · c3 vit springare · f3 vit springare · a2 vit bonde · b2 vit bonde · e2 vit bonde · f2 vit bonde · g2 vit bonde · h2 vit bonde · a1 vit torn · d1 vit drottning · e1 vit kung · f1 vit löpare · h1 vit torn | a8 svart torn · b8 svart springare · c8 svart löpare · d8 svart drottning · e8 svart kung · h8 svart torn · a7 svart bonde · b7 svart bonde · c7 svart bonde · e7 svart löpare · f7 svart bonde · g7 svart bonde · h7 svart bonde · e6 svart bonde · f6 svart springare · d5 svart bonde · c4 vit bonde · d4 vit bonde · f4 vit löpare · c3 vit springare · f3 vit springare · a2 vit bonde · b2 vit bonde · e2 vit bonde · f2 vit bonde · g2 vit bonde · h2 vit bonde · a1 vit torn · d1 vit drottning · e1 vit kung · f1 vit löpare · h1 vit torn | a8 svart torn · b8 svart springare · c8 svart löpare · d8 svart drottning · e8 svart kung · h8 svart torn · a7 svart bonde · b7 svart bonde · c7 svart bonde · e7 svart löpare · f7 svart bonde · g7 svart bonde · h7 svart bonde · e6 svart bonde · f6 svart springare · d5 svart bonde · c4 vit bonde · d4 vit bonde · f4 vit löpare · c3 vit springare · f3 vit springare · a2 vit bonde · b2 vit bonde · e2 vit bonde · f2 vit bonde · g2 vit bonde · h2 vit bonde · a1 vit torn · d1 vit drottning · e1 vit kung · f1 vit löpare · h1 vit torn | a8 svart torn · b8 svart springare · c8 svart löpare · d8 svart drottning · e8 svart kung · h8 svart torn · a7 svart bonde · b7 svart bonde · c7 svart bonde · e7 svart löpare · f7 svart bonde · g7 svart bonde · h7 svart bonde · e6 svart bonde · f6 svart springare · d5 svart bonde · c4 vit bonde · d4 vit bonde · f4 vit löpare · c3 vit springare · f3 vit springare · a2 vit bonde · b2 vit bonde · e2 vit bonde · f2 vit bonde · g2 vit bonde · h2 vit bonde · a1 vit torn · d1 vit drottning · e1 vit kung · f1 vit löpare · h1 vit torn | a8 svart torn · b8 svart springare · c8 svart löpare · d8 svart drottning · e8 svart kung · h8 svart torn · a7 svart bonde · b7 svart bonde · c7 svart bonde · e7 svart löpare · f7 svart bonde · g7 svart bonde · h7 svart bonde · e6 svart bonde · f6 svart springare · d5 svart bonde · c4 vit bonde · d4 vit bonde · f4 vit löpare · c3 vit springare · f3 vit springare · a2 vit bonde · b2 vit bonde · e2 vit bonde · f2 vit bonde · g2 vit bonde · h2 vit bonde · a1 vit torn · d1 vit drottning · e1 vit kung · f1 vit löpare · h1 vit torn | a8 svart torn · b8 svart springare · c8 svart löpare · d8 svart drottning · e8 svart kung · h8 svart torn · a7 svart bonde · b7 svart bonde · c7 svart bonde · e7 svart löpare · f7 svart bonde · g7 svart bonde · h7 svart bonde · e6 svart bonde · f6 svart springare · d5 svart bonde · c4 vit bonde · d4 vit bonde · f4 vit löpare · c3 vit springare · f3 vit springare · a2 vit bonde · b2 vit bonde · e2 vit bonde · f2 vit bonde · g2 vit bonde · h2 vit bonde · a1 vit torn · d1 vit drottning · e1 vit kung · f1 vit löpare · h1 vit torn | a8 svart torn · b8 svart springare · c8 svart löpare · d8 svart drottning · e8 svart kung · h8 svart torn · a7 svart bonde · b7 svart bonde · c7 svart bonde · e7 svart löpare · f7 svart bonde · g7 svart bonde · h7 svart bonde · e6 svart bonde · f6 svart springare · d5 svart bonde · c4 vit bonde · d4 vit bonde · f4 vit löpare · c3 vit springare · f3 vit springare · a2 vit bonde · b2 vit bonde · e2 vit bonde · f2 vit bonde · g2 vit bonde · h2 vit bonde · a1 vit torn · d1 vit drottning · e1 vit kung · f1 vit löpare · h1 vit torn | a8 svart torn · b8 svart springare · c8 svart löpare · d8 svart drottning · e8 svart kung · h8 svart torn · a7 svart bonde · b7 svart bonde · c7 svart bonde · e7 svart löpare · f7 svart bonde · g7 svart bonde · h7 svart bonde · e6 svart bonde · f6 svart springare · d5 svart bonde · c4 vit bonde · d4 vit bonde · f4 vit löpare · c3 vit springare · f3 vit springare · a2 vit bonde · b2 vit bonde · e2 vit bonde · f2 vit bonde · g2 vit bonde · h2 vit bonde · a1 vit torn · d1 vit drottning · e1 vit kung · f1 vit löpare · h1 vit torn | 6 |
| 5 | a8 svart torn · b8 svart springare · c8 svart löpare · d8 svart drottning · e8 svart kung · h8 svart torn · a7 svart bonde · b7 svart bonde · c7 svart bonde · e7 svart löpare · f7 svart bonde · g7 svart bonde · h7 svart bonde · e6 svart bonde · f6 svart springare · d5 svart bonde · c4 vit bonde · d4 vit bonde · f4 vit löpare · c3 vit springare · f3 vit springare · a2 vit bonde · b2 vit bonde · e2 vit bonde · f2 vit bonde · g2 vit bonde · h2 vit bonde · a1 vit torn · d1 vit drottning · e1 vit kung · f1 vit löpare · h1 vit torn | a8 svart torn · b8 svart springare · c8 svart löpare · d8 svart drottning · e8 svart kung · h8 svart torn · a7 svart bonde · b7 svart bonde · c7 svart bonde · e7 svart löpare · f7 svart bonde · g7 svart bonde · h7 svart bonde · e6 svart bonde · f6 svart springare · d5 svart bonde · c4 vit bonde · d4 vit bonde · f4 vit löpare · c3 vit springare · f3 vit springare · a2 vit bonde · b2 vit bonde · e2 vit bonde · f2 vit bonde · g2 vit bonde · h2 vit bonde · a1 vit torn · d1 vit drottning · e1 vit kung · f1 vit löpare · h1 vit torn | a8 svart torn · b8 svart springare · c8 svart löpare · d8 svart drottning · e8 svart kung · h8 svart torn · a7 svart bonde · b7 svart bonde · c7 svart bonde · e7 svart löpare · f7 svart bonde · g7 svart bonde · h7 svart bonde · e6 svart bonde · f6 svart springare · d5 svart bonde · c4 vit bonde · d4 vit bonde · f4 vit löpare · c3 vit springare · f3 vit springare · a2 vit bonde · b2 vit bonde · e2 vit bonde · f2 vit bonde · g2 vit bonde · h2 vit bonde · a1 vit torn · d1 vit drottning · e1 vit kung · f1 vit löpare · h1 vit torn | a8 svart torn · b8 svart springare · c8 svart löpare · d8 svart drottning · e8 svart kung · h8 svart torn · a7 svart bonde · b7 svart bonde · c7 svart bonde · e7 svart löpare · f7 svart bonde · g7 svart bonde · h7 svart bonde · e6 svart bonde · f6 svart springare · d5 svart bonde · c4 vit bonde · d4 vit bonde · f4 vit löpare · c3 vit springare · f3 vit springare · a2 vit bonde · b2 vit bonde · e2 vit bonde · f2 vit bonde · g2 vit bonde · h2 vit bonde · a1 vit torn · d1 vit drottning · e1 vit kung · f1 vit löpare · h1 vit torn | a8 svart torn · b8 svart springare · c8 svart löpare · d8 svart drottning · e8 svart kung · h8 svart torn · a7 svart bonde · b7 svart bonde · c7 svart bonde · e7 svart löpare · f7 svart bonde · g7 svart bonde · h7 svart bonde · e6 svart bonde · f6 svart springare · d5 svart bonde · c4 vit bonde · d4 vit bonde · f4 vit löpare · c3 vit springare · f3 vit springare · a2 vit bonde · b2 vit bonde · e2 vit bonde · f2 vit bonde · g2 vit bonde · h2 vit bonde · a1 vit torn · d1 vit drottning · e1 vit kung · f1 vit löpare · h1 vit torn | a8 svart torn · b8 svart springare · c8 svart löpare · d8 svart drottning · e8 svart kung · h8 svart torn · a7 svart bonde · b7 svart bonde · c7 svart bonde · e7 svart löpare · f7 svart bonde · g7 svart bonde · h7 svart bonde · e6 svart bonde · f6 svart springare · d5 svart bonde · c4 vit bonde · d4 vit bonde · f4 vit löpare · c3 vit springare · f3 vit springare · a2 vit bonde · b2 vit bonde · e2 vit bonde · f2 vit bonde · g2 vit bonde · h2 vit bonde · a1 vit torn · d1 vit drottning · e1 vit kung · f1 vit löpare · h1 vit torn | a8 svart torn · b8 svart springare · c8 svart löpare · d8 svart drottning · e8 svart kung · h8 svart torn · a7 svart bonde · b7 svart bonde · c7 svart bonde · e7 svart löpare · f7 svart bonde · g7 svart bonde · h7 svart bonde · e6 svart bonde · f6 svart springare · d5 svart bonde · c4 vit bonde · d4 vit bonde · f4 vit löpare · c3 vit springare · f3 vit springare · a2 vit bonde · b2 vit bonde · e2 vit bonde · f2 vit bonde · g2 vit bonde · h2 vit bonde · a1 vit torn · d1 vit drottning · e1 vit kung · f1 vit löpare · h1 vit torn | a8 svart torn · b8 svart springare · c8 svart löpare · d8 svart drottning · e8 svart kung · h8 svart torn · a7 svart bonde · b7 svart bonde · c7 svart bonde · e7 svart löpare · f7 svart bonde · g7 svart bonde · h7 svart bonde · e6 svart bonde · f6 svart springare · d5 svart bonde · c4 vit bonde · d4 vit bonde · f4 vit löpare · c3 vit springare · f3 vit springare · a2 vit bonde · b2 vit bonde · e2 vit bonde · f2 vit bonde · g2 vit bonde · h2 vit bonde · a1 vit torn · d1 vit drottning · e1 vit kung · f1 vit löpare · h1 vit torn | 5 |
| 4 | a8 svart torn · b8 svart springare · c8 svart löpare · d8 svart drottning · e8 svart kung · h8 svart torn · a7 svart bonde · b7 svart bonde · c7 svart bonde · e7 svart löpare · f7 svart bonde · g7 svart bonde · h7 svart bonde · e6 svart bonde · f6 svart springare · d5 svart bonde · c4 vit bonde · d4 vit bonde · f4 vit löpare · c3 vit springare · f3 vit springare · a2 vit bonde · b2 vit bonde · e2 vit bonde · f2 vit bonde · g2 vit bonde · h2 vit bonde · a1 vit torn · d1 vit drottning · e1 vit kung · f1 vit löpare · h1 vit torn | a8 svart torn · b8 svart springare · c8 svart löpare · d8 svart drottning · e8 svart kung · h8 svart torn · a7 svart bonde · b7 svart bonde · c7 svart bonde · e7 svart löpare · f7 svart bonde · g7 svart bonde · h7 svart bonde · e6 svart bonde · f6 svart springare · d5 svart bonde · c4 vit bonde · d4 vit bonde · f4 vit löpare · c3 vit springare · f3 vit springare · a2 vit bonde · b2 vit bonde · e2 vit bonde · f2 vit bonde · g2 vit bonde · h2 vit bonde · a1 vit torn · d1 vit drottning · e1 vit kung · f1 vit löpare · h1 vit torn | a8 svart torn · b8 svart springare · c8 svart löpare · d8 svart drottning · e8 svart kung · h8 svart torn · a7 svart bonde · b7 svart bonde · c7 svart bonde · e7 svart löpare · f7 svart bonde · g7 svart bonde · h7 svart bonde · e6 svart bonde · f6 svart springare · d5 svart bonde · c4 vit bonde · d4 vit bonde · f4 vit löpare · c3 vit springare · f3 vit springare · a2 vit bonde · b2 vit bonde · e2 vit bonde · f2 vit bonde · g2 vit bonde · h2 vit bonde · a1 vit torn · d1 vit drottning · e1 vit kung · f1 vit löpare · h1 vit torn | a8 svart torn · b8 svart springare · c8 svart löpare · d8 svart drottning · e8 svart kung · h8 svart torn · a7 svart bonde · b7 svart bonde · c7 svart bonde · e7 svart löpare · f7 svart bonde · g7 svart bonde · h7 svart bonde · e6 svart bonde · f6 svart springare · d5 svart bonde · c4 vit bonde · d4 vit bonde · f4 vit löpare · c3 vit springare · f3 vit springare · a2 vit bonde · b2 vit bonde · e2 vit bonde · f2 vit bonde · g2 vit bonde · h2 vit bonde · a1 vit torn · d1 vit drottning · e1 vit kung · f1 vit löpare · h1 vit torn | a8 svart torn · b8 svart springare · c8 svart löpare · d8 svart drottning · e8 svart kung · h8 svart torn · a7 svart bonde · b7 svart bonde · c7 svart bonde · e7 svart löpare · f7 svart bonde · g7 svart bonde · h7 svart bonde · e6 svart bonde · f6 svart springare · d5 svart bonde · c4 vit bonde · d4 vit bonde · f4 vit löpare · c3 vit springare · f3 vit springare · a2 vit bonde · b2 vit bonde · e2 vit bonde · f2 vit bonde · g2 vit bonde · h2 vit bonde · a1 vit torn · d1 vit drottning · e1 vit kung · f1 vit löpare · h1 vit torn | a8 svart torn · b8 svart springare · c8 svart löpare · d8 svart drottning · e8 svart kung · h8 svart torn · a7 svart bonde · b7 svart bonde · c7 svart bonde · e7 svart löpare · f7 svart bonde · g7 svart bonde · h7 svart bonde · e6 svart bonde · f6 svart springare · d5 svart bonde · c4 vit bonde · d4 vit bonde · f4 vit löpare · c3 vit springare · f3 vit springare · a2 vit bonde · b2 vit bonde · e2 vit bonde · f2 vit bonde · g2 vit bonde · h2 vit bonde · a1 vit torn · d1 vit drottning · e1 vit kung · f1 vit löpare · h1 vit torn | a8 svart torn · b8 svart springare · c8 svart löpare · d8 svart drottning · e8 svart kung · h8 svart torn · a7 svart bonde · b7 svart bonde · c7 svart bonde · e7 svart löpare · f7 svart bonde · g7 svart bonde · h7 svart bonde · e6 svart bonde · f6 svart springare · d5 svart bonde · c4 vit bonde · d4 vit bonde · f4 vit löpare · c3 vit springare · f3 vit springare · a2 vit bonde · b2 vit bonde · e2 vit bonde · f2 vit bonde · g2 vit bonde · h2 vit bonde · a1 vit torn · d1 vit drottning · e1 vit kung · f1 vit löpare · h1 vit torn | a8 svart torn · b8 svart springare · c8 svart löpare · d8 svart drottning · e8 svart kung · h8 svart torn · a7 svart bonde · b7 svart bonde · c7 svart bonde · e7 svart löpare · f7 svart bonde · g7 svart bonde · h7 svart bonde · e6 svart bonde · f6 svart springare · d5 svart bonde · c4 vit bonde · d4 vit bonde · f4 vit löpare · c3 vit springare · f3 vit springare · a2 vit bonde · b2 vit bonde · e2 vit bonde · f2 vit bonde · g2 vit bonde · h2 vit bonde · a1 vit torn · d1 vit drottning · e1 vit kung · f1 vit löpare · h1 vit torn | 4 |
| 3 | a8 svart torn · b8 svart springare · c8 svart löpare · d8 svart drottning · e8 svart kung · h8 svart torn · a7 svart bonde · b7 svart bonde · c7 svart bonde · e7 svart löpare · f7 svart bonde · g7 svart bonde · h7 svart bonde · e6 svart bonde · f6 svart springare · d5 svart bonde · c4 vit bonde · d4 vit bonde · f4 vit löpare · c3 vit springare · f3 vit springare · a2 vit bonde · b2 vit bonde · e2 vit bonde · f2 vit bonde · g2 vit bonde · h2 vit bonde · a1 vit torn · d1 vit drottning · e1 vit kung · f1 vit löpare · h1 vit torn | a8 svart torn · b8 svart springare · c8 svart löpare · d8 svart drottning · e8 svart kung · h8 svart torn · a7 svart bonde · b7 svart bonde · c7 svart bonde · e7 svart löpare · f7 svart bonde · g7 svart bonde · h7 svart bonde · e6 svart bonde · f6 svart springare · d5 svart bonde · c4 vit bonde · d4 vit bonde · f4 vit löpare · c3 vit springare · f3 vit springare · a2 vit bonde · b2 vit bonde · e2 vit bonde · f2 vit bonde · g2 vit bonde · h2 vit bonde · a1 vit torn · d1 vit drottning · e1 vit kung · f1 vit löpare · h1 vit torn | a8 svart torn · b8 svart springare · c8 svart löpare · d8 svart drottning · e8 svart kung · h8 svart torn · a7 svart bonde · b7 svart bonde · c7 svart bonde · e7 svart löpare · f7 svart bonde · g7 svart bonde · h7 svart bonde · e6 svart bonde · f6 svart springare · d5 svart bonde · c4 vit bonde · d4 vit bonde · f4 vit löpare · c3 vit springare · f3 vit springare · a2 vit bonde · b2 vit bonde · e2 vit bonde · f2 vit bonde · g2 vit bonde · h2 vit bonde · a1 vit torn · d1 vit drottning · e1 vit kung · f1 vit löpare · h1 vit torn | a8 svart torn · b8 svart springare · c8 svart löpare · d8 svart drottning · e8 svart kung · h8 svart torn · a7 svart bonde · b7 svart bonde · c7 svart bonde · e7 svart löpare · f7 svart bonde · g7 svart bonde · h7 svart bonde · e6 svart bonde · f6 svart springare · d5 svart bonde · c4 vit bonde · d4 vit bonde · f4 vit löpare · c3 vit springare · f3 vit springare · a2 vit bonde · b2 vit bonde · e2 vit bonde · f2 vit bonde · g2 vit bonde · h2 vit bonde · a1 vit torn · d1 vit drottning · e1 vit kung · f1 vit löpare · h1 vit torn | a8 svart torn · b8 svart springare · c8 svart löpare · d8 svart drottning · e8 svart kung · h8 svart torn · a7 svart bonde · b7 svart bonde · c7 svart bonde · e7 svart löpare · f7 svart bonde · g7 svart bonde · h7 svart bonde · e6 svart bonde · f6 svart springare · d5 svart bonde · c4 vit bonde · d4 vit bonde · f4 vit löpare · c3 vit springare · f3 vit springare · a2 vit bonde · b2 vit bonde · e2 vit bonde · f2 vit bonde · g2 vit bonde · h2 vit bonde · a1 vit torn · d1 vit drottning · e1 vit kung · f1 vit löpare · h1 vit torn | a8 svart torn · b8 svart springare · c8 svart löpare · d8 svart drottning · e8 svart kung · h8 svart torn · a7 svart bonde · b7 svart bonde · c7 svart bonde · e7 svart löpare · f7 svart bonde · g7 svart bonde · h7 svart bonde · e6 svart bonde · f6 svart springare · d5 svart bonde · c4 vit bonde · d4 vit bonde · f4 vit löpare · c3 vit springare · f3 vit springare · a2 vit bonde · b2 vit bonde · e2 vit bonde · f2 vit bonde · g2 vit bonde · h2 vit bonde · a1 vit torn · d1 vit drottning · e1 vit kung · f1 vit löpare · h1 vit torn | a8 svart torn · b8 svart springare · c8 svart löpare · d8 svart drottning · e8 svart kung · h8 svart torn · a7 svart bonde · b7 svart bonde · c7 svart bonde · e7 svart löpare · f7 svart bonde · g7 svart bonde · h7 svart bonde · e6 svart bonde · f6 svart springare · d5 svart bonde · c4 vit bonde · d4 vit bonde · f4 vit löpare · c3 vit springare · f3 vit springare · a2 vit bonde · b2 vit bonde · e2 vit bonde · f2 vit bonde · g2 vit bonde · h2 vit bonde · a1 vit torn · d1 vit drottning · e1 vit kung · f1 vit löpare · h1 vit torn | a8 svart torn · b8 svart springare · c8 svart löpare · d8 svart drottning · e8 svart kung · h8 svart torn · a7 svart bonde · b7 svart bonde · c7 svart bonde · e7 svart löpare · f7 svart bonde · g7 svart bonde · h7 svart bonde · e6 svart bonde · f6 svart springare · d5 svart bonde · c4 vit bonde · d4 vit bonde · f4 vit löpare · c3 vit springare · f3 vit springare · a2 vit bonde · b2 vit bonde · e2 vit bonde · f2 vit bonde · g2 vit bonde · h2 vit bonde · a1 vit torn · d1 vit drottning · e1 vit kung · f1 vit löpare · h1 vit torn | 3 |
| 2 | a8 svart torn · b8 svart springare · c8 svart löpare · d8 svart drottning · e8 svart kung · h8 svart torn · a7 svart bonde · b7 svart bonde · c7 svart bonde · e7 svart löpare · f7 svart bonde · g7 svart bonde · h7 svart bonde · e6 svart bonde · f6 svart springare · d5 svart bonde · c4 vit bonde · d4 vit bonde · f4 vit löpare · c3 vit springare · f3 vit springare · a2 vit bonde · b2 vit bonde · e2 vit bonde · f2 vit bonde · g2 vit bonde · h2 vit bonde · a1 vit torn · d1 vit drottning · e1 vit kung · f1 vit löpare · h1 vit torn | a8 svart torn · b8 svart springare · c8 svart löpare · d8 svart drottning · e8 svart kung · h8 svart torn · a7 svart bonde · b7 svart bonde · c7 svart bonde · e7 svart löpare · f7 svart bonde · g7 svart bonde · h7 svart bonde · e6 svart bonde · f6 svart springare · d5 svart bonde · c4 vit bonde · d4 vit bonde · f4 vit löpare · c3 vit springare · f3 vit springare · a2 vit bonde · b2 vit bonde · e2 vit bonde · f2 vit bonde · g2 vit bonde · h2 vit bonde · a1 vit torn · d1 vit drottning · e1 vit kung · f1 vit löpare · h1 vit torn | a8 svart torn · b8 svart springare · c8 svart löpare · d8 svart drottning · e8 svart kung · h8 svart torn · a7 svart bonde · b7 svart bonde · c7 svart bonde · e7 svart löpare · f7 svart bonde · g7 svart bonde · h7 svart bonde · e6 svart bonde · f6 svart springare · d5 svart bonde · c4 vit bonde · d4 vit bonde · f4 vit löpare · c3 vit springare · f3 vit springare · a2 vit bonde · b2 vit bonde · e2 vit bonde · f2 vit bonde · g2 vit bonde · h2 vit bonde · a1 vit torn · d1 vit drottning · e1 vit kung · f1 vit löpare · h1 vit torn | a8 svart torn · b8 svart springare · c8 svart löpare · d8 svart drottning · e8 svart kung · h8 svart torn · a7 svart bonde · b7 svart bonde · c7 svart bonde · e7 svart löpare · f7 svart bonde · g7 svart bonde · h7 svart bonde · e6 svart bonde · f6 svart springare · d5 svart bonde · c4 vit bonde · d4 vit bonde · f4 vit löpare · c3 vit springare · f3 vit springare · a2 vit bonde · b2 vit bonde · e2 vit bonde · f2 vit bonde · g2 vit bonde · h2 vit bonde · a1 vit torn · d1 vit drottning · e1 vit kung · f1 vit löpare · h1 vit torn | a8 svart torn · b8 svart springare · c8 svart löpare · d8 svart drottning · e8 svart kung · h8 svart torn · a7 svart bonde · b7 svart bonde · c7 svart bonde · e7 svart löpare · f7 svart bonde · g7 svart bonde · h7 svart bonde · e6 svart bonde · f6 svart springare · d5 svart bonde · c4 vit bonde · d4 vit bonde · f4 vit löpare · c3 vit springare · f3 vit springare · a2 vit bonde · b2 vit bonde · e2 vit bonde · f2 vit bonde · g2 vit bonde · h2 vit bonde · a1 vit torn · d1 vit drottning · e1 vit kung · f1 vit löpare · h1 vit torn | a8 svart torn · b8 svart springare · c8 svart löpare · d8 svart drottning · e8 svart kung · h8 svart torn · a7 svart bonde · b7 svart bonde · c7 svart bonde · e7 svart löpare · f7 svart bonde · g7 svart bonde · h7 svart bonde · e6 svart bonde · f6 svart springare · d5 svart bonde · c4 vit bonde · d4 vit bonde · f4 vit löpare · c3 vit springare · f3 vit springare · a2 vit bonde · b2 vit bonde · e2 vit bonde · f2 vit bonde · g2 vit bonde · h2 vit bonde · a1 vit torn · d1 vit drottning · e1 vit kung · f1 vit löpare · h1 vit torn | a8 svart torn · b8 svart springare · c8 svart löpare · d8 svart drottning · e8 svart kung · h8 svart torn · a7 svart bonde · b7 svart bonde · c7 svart bonde · e7 svart löpare · f7 svart bonde · g7 svart bonde · h7 svart bonde · e6 svart bonde · f6 svart springare · d5 svart bonde · c4 vit bonde · d4 vit bonde · f4 vit löpare · c3 vit springare · f3 vit springare · a2 vit bonde · b2 vit bonde · e2 vit bonde · f2 vit bonde · g2 vit bonde · h2 vit bonde · a1 vit torn · d1 vit drottning · e1 vit kung · f1 vit löpare · h1 vit torn | a8 svart torn · b8 svart springare · c8 svart löpare · d8 svart drottning · e8 svart kung · h8 svart torn · a7 svart bonde · b7 svart bonde · c7 svart bonde · e7 svart löpare · f7 svart bonde · g7 svart bonde · h7 svart bonde · e6 svart bonde · f6 svart springare · d5 svart bonde · c4 vit bonde · d4 vit bonde · f4 vit löpare · c3 vit springare · f3 vit springare · a2 vit bonde · b2 vit bonde · e2 vit bonde · f2 vit bonde · g2 vit bonde · h2 vit bonde · a1 vit torn · d1 vit drottning · e1 vit kung · f1 vit löpare · h1 vit torn | 2 |
| 1 | a8 svart torn · b8 svart springare · c8 svart löpare · d8 svart drottning · e8 svart kung · h8 svart torn · a7 svart bonde · b7 svart bonde · c7 svart bonde · e7 svart löpare · f7 svart bonde · g7 svart bonde · h7 svart bonde · e6 svart bonde · f6 svart springare · d5 svart bonde · c4 vit bonde · d4 vit bonde · f4 vit löpare · c3 vit springare · f3 vit springare · a2 vit bonde · b2 vit bonde · e2 vit bonde · f2 vit bonde · g2 vit bonde · h2 vit bonde · a1 vit torn · d1 vit drottning · e1 vit kung · f1 vit löpare · h1 vit torn | a8 svart torn · b8 svart springare · c8 svart löpare · d8 svart drottning · e8 svart kung · h8 svart torn · a7 svart bonde · b7 svart bonde · c7 svart bonde · e7 svart löpare · f7 svart bonde · g7 svart bonde · h7 svart bonde · e6 svart bonde · f6 svart springare · d5 svart bonde · c4 vit bonde · d4 vit bonde · f4 vit löpare · c3 vit springare · f3 vit springare · a2 vit bonde · b2 vit bonde · e2 vit bonde · f2 vit bonde · g2 vit bonde · h2 vit bonde · a1 vit torn · d1 vit drottning · e1 vit kung · f1 vit löpare · h1 vit torn | a8 svart torn · b8 svart springare · c8 svart löpare · d8 svart drottning · e8 svart kung · h8 svart torn · a7 svart bonde · b7 svart bonde · c7 svart bonde · e7 svart löpare · f7 svart bonde · g7 svart bonde · h7 svart bonde · e6 svart bonde · f6 svart springare · d5 svart bonde · c4 vit bonde · d4 vit bonde · f4 vit löpare · c3 vit springare · f3 vit springare · a2 vit bonde · b2 vit bonde · e2 vit bonde · f2 vit bonde · g2 vit bonde · h2 vit bonde · a1 vit torn · d1 vit drottning · e1 vit kung · f1 vit löpare · h1 vit torn | a8 svart torn · b8 svart springare · c8 svart löpare · d8 svart drottning · e8 svart kung · h8 svart torn · a7 svart bonde · b7 svart bonde · c7 svart bonde · e7 svart löpare · f7 svart bonde · g7 svart bonde · h7 svart bonde · e6 svart bonde · f6 svart springare · d5 svart bonde · c4 vit bonde · d4 vit bonde · f4 vit löpare · c3 vit springare · f3 vit springare · a2 vit bonde · b2 vit bonde · e2 vit bonde · f2 vit bonde · g2 vit bonde · h2 vit bonde · a1 vit torn · d1 vit drottning · e1 vit kung · f1 vit löpare · h1 vit torn | a8 svart torn · b8 svart springare · c8 svart löpare · d8 svart drottning · e8 svart kung · h8 svart torn · a7 svart bonde · b7 svart bonde · c7 svart bonde · e7 svart löpare · f7 svart bonde · g7 svart bonde · h7 svart bonde · e6 svart bonde · f6 svart springare · d5 svart bonde · c4 vit bonde · d4 vit bonde · f4 vit löpare · c3 vit springare · f3 vit springare · a2 vit bonde · b2 vit bonde · e2 vit bonde · f2 vit bonde · g2 vit bonde · h2 vit bonde · a1 vit torn · d1 vit drottning · e1 vit kung · f1 vit löpare · h1 vit torn | a8 svart torn · b8 svart springare · c8 svart löpare · d8 svart drottning · e8 svart kung · h8 svart torn · a7 svart bonde · b7 svart bonde · c7 svart bonde · e7 svart löpare · f7 svart bonde · g7 svart bonde · h7 svart bonde · e6 svart bonde · f6 svart springare · d5 svart bonde · c4 vit bonde · d4 vit bonde · f4 vit löpare · c3 vit springare · f3 vit springare · a2 vit bonde · b2 vit bonde · e2 vit bonde · f2 vit bonde · g2 vit bonde · h2 vit bonde · a1 vit torn · d1 vit drottning · e1 vit kung · f1 vit löpare · h1 vit torn | a8 svart torn · b8 svart springare · c8 svart löpare · d8 svart drottning · e8 svart kung · h8 svart torn · a7 svart bonde · b7 svart bonde · c7 svart bonde · e7 svart löpare · f7 svart bonde · g7 svart bonde · h7 svart bonde · e6 svart bonde · f6 svart springare · d5 svart bonde · c4 vit bonde · d4 vit bonde · f4 vit löpare · c3 vit springare · f3 vit springare · a2 vit bonde · b2 vit bonde · e2 vit bonde · f2 vit bonde · g2 vit bonde · h2 vit bonde · a1 vit torn · d1 vit drottning · e1 vit kung · f1 vit löpare · h1 vit torn | a8 svart torn · b8 svart springare · c8 svart löpare · d8 svart drottning · e8 svart kung · h8 svart torn · a7 svart bonde · b7 svart bonde · c7 svart bonde · e7 svart löpare · f7 svart bonde · g7 svart bonde · h7 svart bonde · e6 svart bonde · f6 svart springare · d5 svart bonde · c4 vit bonde · d4 vit bonde · f4 vit löpare · c3 vit springare · f3 vit springare · a2 vit bonde · b2 vit bonde · e2 vit bonde · f2 vit bonde · g2 vit bonde · h2 vit bonde · a1 vit torn · d1 vit drottning · e1 vit kung · f1 vit löpare · h1 vit torn | 1 |
|   | a | b | c | d | e | f | g | h |   |

Ett annat spelsätt som ökat kraftigt i popularitet är att utveckla löparen till f4 i stället för g5 med till exempel 3.Sc3 Sf6 4.Sf3 Le7 5.Lf4 (se diagram). 
Varianten är uppkallad efter Daniel Harrwitz. 
Vit undviker de avbyten som ofta sker efter Lg5. 
Efter det vanliga 5...0-0 6. e3 kan svart fortsätta med 6...Sbd7 7. c5 c6 eller 6... c5 7. dxc5 Lxc5.

### Avbytesvarianten
Avbytesvarianten är 3.Sc3 Sf6 4.cxd5 exd5.
Den leder till en bondeställning där vit har en liten långsiktig fördel och kan genomföra ett minoritetsangrepp på damflygeln. En fördel för svart är att hans löpare på c8 kommer ut och svart bör spela aktivt på kungsflygeln och i centrum.
En typisk fortsättning är 5.Lg5 c6 6.e3 Le7 7.Dc2 Sbd7 8.Ld3 0-0 9.Sf3 Te8.

### Tarraschförsvaret
|   | a | b | c | d | e | f | g | h |   |
| 8 | a8 svart torn · b8 svart springare · c8 svart löpare · d8 svart drottning · e8 svart kung · f8 svart löpare · g8 svart springare · h8 svart torn · a7 svart bonde · b7 svart bonde · f7 svart bonde · g7 svart bonde · h7 svart bonde · e6 svart bonde · c5 svart bonde · d5 svart bonde · c4 vit bonde · d4 vit bonde · c3 vit springare · a2 vit bonde · b2 vit bonde · e2 vit bonde · f2 vit bonde · g2 vit bonde · h2 vit bonde · a1 vit torn · c1 vit löpare · d1 vit drottning · e1 vit kung · f1 vit löpare · g1 vit springare · h1 vit torn | a8 svart torn · b8 svart springare · c8 svart löpare · d8 svart drottning · e8 svart kung · f8 svart löpare · g8 svart springare · h8 svart torn · a7 svart bonde · b7 svart bonde · f7 svart bonde · g7 svart bonde · h7 svart bonde · e6 svart bonde · c5 svart bonde · d5 svart bonde · c4 vit bonde · d4 vit bonde · c3 vit springare · a2 vit bonde · b2 vit bonde · e2 vit bonde · f2 vit bonde · g2 vit bonde · h2 vit bonde · a1 vit torn · c1 vit löpare · d1 vit drottning · e1 vit kung · f1 vit löpare · g1 vit springare · h1 vit torn | a8 svart torn · b8 svart springare · c8 svart löpare · d8 svart drottning · e8 svart kung · f8 svart löpare · g8 svart springare · h8 svart torn · a7 svart bonde · b7 svart bonde · f7 svart bonde · g7 svart bonde · h7 svart bonde · e6 svart bonde · c5 svart bonde · d5 svart bonde · c4 vit bonde · d4 vit bonde · c3 vit springare · a2 vit bonde · b2 vit bonde · e2 vit bonde · f2 vit bonde · g2 vit bonde · h2 vit bonde · a1 vit torn · c1 vit löpare · d1 vit drottning · e1 vit kung · f1 vit löpare · g1 vit springare · h1 vit torn | a8 svart torn · b8 svart springare · c8 svart löpare · d8 svart drottning · e8 svart kung · f8 svart löpare · g8 svart springare · h8 svart torn · a7 svart bonde · b7 svart bonde · f7 svart bonde · g7 svart bonde · h7 svart bonde · e6 svart bonde · c5 svart bonde · d5 svart bonde · c4 vit bonde · d4 vit bonde · c3 vit springare · a2 vit bonde · b2 vit bonde · e2 vit bonde · f2 vit bonde · g2 vit bonde · h2 vit bonde · a1 vit torn · c1 vit löpare · d1 vit drottning · e1 vit kung · f1 vit löpare · g1 vit springare · h1 vit torn | a8 svart torn · b8 svart springare · c8 svart löpare · d8 svart drottning · e8 svart kung · f8 svart löpare · g8 svart springare · h8 svart torn · a7 svart bonde · b7 svart bonde · f7 svart bonde · g7 svart bonde · h7 svart bonde · e6 svart bonde · c5 svart bonde · d5 svart bonde · c4 vit bonde · d4 vit bonde · c3 vit springare · a2 vit bonde · b2 vit bonde · e2 vit bonde · f2 vit bonde · g2 vit bonde · h2 vit bonde · a1 vit torn · c1 vit löpare · d1 vit drottning · e1 vit kung · f1 vit löpare · g1 vit springare · h1 vit torn | a8 svart torn · b8 svart springare · c8 svart löpare · d8 svart drottning · e8 svart kung · f8 svart löpare · g8 svart springare · h8 svart torn · a7 svart bonde · b7 svart bonde · f7 svart bonde · g7 svart bonde · h7 svart bonde · e6 svart bonde · c5 svart bonde · d5 svart bonde · c4 vit bonde · d4 vit bonde · c3 vit springare · a2 vit bonde · b2 vit bonde · e2 vit bonde · f2 vit bonde · g2 vit bonde · h2 vit bonde · a1 vit torn · c1 vit löpare · d1 vit drottning · e1 vit kung · f1 vit löpare · g1 vit springare · h1 vit torn | a8 svart torn · b8 svart springare · c8 svart löpare · d8 svart drottning · e8 svart kung · f8 svart löpare · g8 svart springare · h8 svart torn · a7 svart bonde · b7 svart bonde · f7 svart bonde · g7 svart bonde · h7 svart bonde · e6 svart bonde · c5 svart bonde · d5 svart bonde · c4 vit bonde · d4 vit bonde · c3 vit springare · a2 vit bonde · b2 vit bonde · e2 vit bonde · f2 vit bonde · g2 vit bonde · h2 vit bonde · a1 vit torn · c1 vit löpare · d1 vit drottning · e1 vit kung · f1 vit löpare · g1 vit springare · h1 vit torn | a8 svart torn · b8 svart springare · c8 svart löpare · d8 svart drottning · e8 svart kung · f8 svart löpare · g8 svart springare · h8 svart torn · a7 svart bonde · b7 svart bonde · f7 svart bonde · g7 svart bonde · h7 svart bonde · e6 svart bonde · c5 svart bonde · d5 svart bonde · c4 vit bonde · d4 vit bonde · c3 vit springare · a2 vit bonde · b2 vit bonde · e2 vit bonde · f2 vit bonde · g2 vit bonde · h2 vit bonde · a1 vit torn · c1 vit löpare · d1 vit drottning · e1 vit kung · f1 vit löpare · g1 vit springare · h1 vit torn | 8 |
| 7 | a8 svart torn · b8 svart springare · c8 svart löpare · d8 svart drottning · e8 svart kung · f8 svart löpare · g8 svart springare · h8 svart torn · a7 svart bonde · b7 svart bonde · f7 svart bonde · g7 svart bonde · h7 svart bonde · e6 svart bonde · c5 svart bonde · d5 svart bonde · c4 vit bonde · d4 vit bonde · c3 vit springare · a2 vit bonde · b2 vit bonde · e2 vit bonde · f2 vit bonde · g2 vit bonde · h2 vit bonde · a1 vit torn · c1 vit löpare · d1 vit drottning · e1 vit kung · f1 vit löpare · g1 vit springare · h1 vit torn | a8 svart torn · b8 svart springare · c8 svart löpare · d8 svart drottning · e8 svart kung · f8 svart löpare · g8 svart springare · h8 svart torn · a7 svart bonde · b7 svart bonde · f7 svart bonde · g7 svart bonde · h7 svart bonde · e6 svart bonde · c5 svart bonde · d5 svart bonde · c4 vit bonde · d4 vit bonde · c3 vit springare · a2 vit bonde · b2 vit bonde · e2 vit bonde · f2 vit bonde · g2 vit bonde · h2 vit bonde · a1 vit torn · c1 vit löpare · d1 vit drottning · e1 vit kung · f1 vit löpare · g1 vit springare · h1 vit torn | a8 svart torn · b8 svart springare · c8 svart löpare · d8 svart drottning · e8 svart kung · f8 svart löpare · g8 svart springare · h8 svart torn · a7 svart bonde · b7 svart bonde · f7 svart bonde · g7 svart bonde · h7 svart bonde · e6 svart bonde · c5 svart bonde · d5 svart bonde · c4 vit bonde · d4 vit bonde · c3 vit springare · a2 vit bonde · b2 vit bonde · e2 vit bonde · f2 vit bonde · g2 vit bonde · h2 vit bonde · a1 vit torn · c1 vit löpare · d1 vit drottning · e1 vit kung · f1 vit löpare · g1 vit springare · h1 vit torn | a8 svart torn · b8 svart springare · c8 svart löpare · d8 svart drottning · e8 svart kung · f8 svart löpare · g8 svart springare · h8 svart torn · a7 svart bonde · b7 svart bonde · f7 svart bonde · g7 svart bonde · h7 svart bonde · e6 svart bonde · c5 svart bonde · d5 svart bonde · c4 vit bonde · d4 vit bonde · c3 vit springare · a2 vit bonde · b2 vit bonde · e2 vit bonde · f2 vit bonde · g2 vit bonde · h2 vit bonde · a1 vit torn · c1 vit löpare · d1 vit drottning · e1 vit kung · f1 vit löpare · g1 vit springare · h1 vit torn | a8 svart torn · b8 svart springare · c8 svart löpare · d8 svart drottning · e8 svart kung · f8 svart löpare · g8 svart springare · h8 svart torn · a7 svart bonde · b7 svart bonde · f7 svart bonde · g7 svart bonde · h7 svart bonde · e6 svart bonde · c5 svart bonde · d5 svart bonde · c4 vit bonde · d4 vit bonde · c3 vit springare · a2 vit bonde · b2 vit bonde · e2 vit bonde · f2 vit bonde · g2 vit bonde · h2 vit bonde · a1 vit torn · c1 vit löpare · d1 vit drottning · e1 vit kung · f1 vit löpare · g1 vit springare · h1 vit torn | a8 svart torn · b8 svart springare · c8 svart löpare · d8 svart drottning · e8 svart kung · f8 svart löpare · g8 svart springare · h8 svart torn · a7 svart bonde · b7 svart bonde · f7 svart bonde · g7 svart bonde · h7 svart bonde · e6 svart bonde · c5 svart bonde · d5 svart bonde · c4 vit bonde · d4 vit bonde · c3 vit springare · a2 vit bonde · b2 vit bonde · e2 vit bonde · f2 vit bonde · g2 vit bonde · h2 vit bonde · a1 vit torn · c1 vit löpare · d1 vit drottning · e1 vit kung · f1 vit löpare · g1 vit springare · h1 vit torn | a8 svart torn · b8 svart springare · c8 svart löpare · d8 svart drottning · e8 svart kung · f8 svart löpare · g8 svart springare · h8 svart torn · a7 svart bonde · b7 svart bonde · f7 svart bonde · g7 svart bonde · h7 svart bonde · e6 svart bonde · c5 svart bonde · d5 svart bonde · c4 vit bonde · d4 vit bonde · c3 vit springare · a2 vit bonde · b2 vit bonde · e2 vit bonde · f2 vit bonde · g2 vit bonde · h2 vit bonde · a1 vit torn · c1 vit löpare · d1 vit drottning · e1 vit kung · f1 vit löpare · g1 vit springare · h1 vit torn | a8 svart torn · b8 svart springare · c8 svart löpare · d8 svart drottning · e8 svart kung · f8 svart löpare · g8 svart springare · h8 svart torn · a7 svart bonde · b7 svart bonde · f7 svart bonde · g7 svart bonde · h7 svart bonde · e6 svart bonde · c5 svart bonde · d5 svart bonde · c4 vit bonde · d4 vit bonde · c3 vit springare · a2 vit bonde · b2 vit bonde · e2 vit bonde · f2 vit bonde · g2 vit bonde · h2 vit bonde · a1 vit torn · c1 vit löpare · d1 vit drottning · e1 vit kung · f1 vit löpare · g1 vit springare · h1 vit torn | 7 |
| 6 | a8 svart torn · b8 svart springare · c8 svart löpare · d8 svart drottning · e8 svart kung · f8 svart löpare · g8 svart springare · h8 svart torn · a7 svart bonde · b7 svart bonde · f7 svart bonde · g7 svart bonde · h7 svart bonde · e6 svart bonde · c5 svart bonde · d5 svart bonde · c4 vit bonde · d4 vit bonde · c3 vit springare · a2 vit bonde · b2 vit bonde · e2 vit bonde · f2 vit bonde · g2 vit bonde · h2 vit bonde · a1 vit torn · c1 vit löpare · d1 vit drottning · e1 vit kung · f1 vit löpare · g1 vit springare · h1 vit torn | a8 svart torn · b8 svart springare · c8 svart löpare · d8 svart drottning · e8 svart kung · f8 svart löpare · g8 svart springare · h8 svart torn · a7 svart bonde · b7 svart bonde · f7 svart bonde · g7 svart bonde · h7 svart bonde · e6 svart bonde · c5 svart bonde · d5 svart bonde · c4 vit bonde · d4 vit bonde · c3 vit springare · a2 vit bonde · b2 vit bonde · e2 vit bonde · f2 vit bonde · g2 vit bonde · h2 vit bonde · a1 vit torn · c1 vit löpare · d1 vit drottning · e1 vit kung · f1 vit löpare · g1 vit springare · h1 vit torn | a8 svart torn · b8 svart springare · c8 svart löpare · d8 svart drottning · e8 svart kung · f8 svart löpare · g8 svart springare · h8 svart torn · a7 svart bonde · b7 svart bonde · f7 svart bonde · g7 svart bonde · h7 svart bonde · e6 svart bonde · c5 svart bonde · d5 svart bonde · c4 vit bonde · d4 vit bonde · c3 vit springare · a2 vit bonde · b2 vit bonde · e2 vit bonde · f2 vit bonde · g2 vit bonde · h2 vit bonde · a1 vit torn · c1 vit löpare · d1 vit drottning · e1 vit kung · f1 vit löpare · g1 vit springare · h1 vit torn | a8 svart torn · b8 svart springare · c8 svart löpare · d8 svart drottning · e8 svart kung · f8 svart löpare · g8 svart springare · h8 svart torn · a7 svart bonde · b7 svart bonde · f7 svart bonde · g7 svart bonde · h7 svart bonde · e6 svart bonde · c5 svart bonde · d5 svart bonde · c4 vit bonde · d4 vit bonde · c3 vit springare · a2 vit bonde · b2 vit bonde · e2 vit bonde · f2 vit bonde · g2 vit bonde · h2 vit bonde · a1 vit torn · c1 vit löpare · d1 vit drottning · e1 vit kung · f1 vit löpare · g1 vit springare · h1 vit torn | a8 svart torn · b8 svart springare · c8 svart löpare · d8 svart drottning · e8 svart kung · f8 svart löpare · g8 svart springare · h8 svart torn · a7 svart bonde · b7 svart bonde · f7 svart bonde · g7 svart bonde · h7 svart bonde · e6 svart bonde · c5 svart bonde · d5 svart bonde · c4 vit bonde · d4 vit bonde · c3 vit springare · a2 vit bonde · b2 vit bonde · e2 vit bonde · f2 vit bonde · g2 vit bonde · h2 vit bonde · a1 vit torn · c1 vit löpare · d1 vit drottning · e1 vit kung · f1 vit löpare · g1 vit springare · h1 vit torn | a8 svart torn · b8 svart springare · c8 svart löpare · d8 svart drottning · e8 svart kung · f8 svart löpare · g8 svart springare · h8 svart torn · a7 svart bonde · b7 svart bonde · f7 svart bonde · g7 svart bonde · h7 svart bonde · e6 svart bonde · c5 svart bonde · d5 svart bonde · c4 vit bonde · d4 vit bonde · c3 vit springare · a2 vit bonde · b2 vit bonde · e2 vit bonde · f2 vit bonde · g2 vit bonde · h2 vit bonde · a1 vit torn · c1 vit löpare · d1 vit drottning · e1 vit kung · f1 vit löpare · g1 vit springare · h1 vit torn | a8 svart torn · b8 svart springare · c8 svart löpare · d8 svart drottning · e8 svart kung · f8 svart löpare · g8 svart springare · h8 svart torn · a7 svart bonde · b7 svart bonde · f7 svart bonde · g7 svart bonde · h7 svart bonde · e6 svart bonde · c5 svart bonde · d5 svart bonde · c4 vit bonde · d4 vit bonde · c3 vit springare · a2 vit bonde · b2 vit bonde · e2 vit bonde · f2 vit bonde · g2 vit bonde · h2 vit bonde · a1 vit torn · c1 vit löpare · d1 vit drottning · e1 vit kung · f1 vit löpare · g1 vit springare · h1 vit torn | a8 svart torn · b8 svart springare · c8 svart löpare · d8 svart drottning · e8 svart kung · f8 svart löpare · g8 svart springare · h8 svart torn · a7 svart bonde · b7 svart bonde · f7 svart bonde · g7 svart bonde · h7 svart bonde · e6 svart bonde · c5 svart bonde · d5 svart bonde · c4 vit bonde · d4 vit bonde · c3 vit springare · a2 vit bonde · b2 vit bonde · e2 vit bonde · f2 vit bonde · g2 vit bonde · h2 vit bonde · a1 vit torn · c1 vit löpare · d1 vit drottning · e1 vit kung · f1 vit löpare · g1 vit springare · h1 vit torn | 6 |
| 5 | a8 svart torn · b8 svart springare · c8 svart löpare · d8 svart drottning · e8 svart kung · f8 svart löpare · g8 svart springare · h8 svart torn · a7 svart bonde · b7 svart bonde · f7 svart bonde · g7 svart bonde · h7 svart bonde · e6 svart bonde · c5 svart bonde · d5 svart bonde · c4 vit bonde · d4 vit bonde · c3 vit springare · a2 vit bonde · b2 vit bonde · e2 vit bonde · f2 vit bonde · g2 vit bonde · h2 vit bonde · a1 vit torn · c1 vit löpare · d1 vit drottning · e1 vit kung · f1 vit löpare · g1 vit springare · h1 vit torn | a8 svart torn · b8 svart springare · c8 svart löpare · d8 svart drottning · e8 svart kung · f8 svart löpare · g8 svart springare · h8 svart torn · a7 svart bonde · b7 svart bonde · f7 svart bonde · g7 svart bonde · h7 svart bonde · e6 svart bonde · c5 svart bonde · d5 svart bonde · c4 vit bonde · d4 vit bonde · c3 vit springare · a2 vit bonde · b2 vit bonde · e2 vit bonde · f2 vit bonde · g2 vit bonde · h2 vit bonde · a1 vit torn · c1 vit löpare · d1 vit drottning · e1 vit kung · f1 vit löpare · g1 vit springare · h1 vit torn | a8 svart torn · b8 svart springare · c8 svart löpare · d8 svart drottning · e8 svart kung · f8 svart löpare · g8 svart springare · h8 svart torn · a7 svart bonde · b7 svart bonde · f7 svart bonde · g7 svart bonde · h7 svart bonde · e6 svart bonde · c5 svart bonde · d5 svart bonde · c4 vit bonde · d4 vit bonde · c3 vit springare · a2 vit bonde · b2 vit bonde · e2 vit bonde · f2 vit bonde · g2 vit bonde · h2 vit bonde · a1 vit torn · c1 vit löpare · d1 vit drottning · e1 vit kung · f1 vit löpare · g1 vit springare · h1 vit torn | a8 svart torn · b8 svart springare · c8 svart löpare · d8 svart drottning · e8 svart kung · f8 svart löpare · g8 svart springare · h8 svart torn · a7 svart bonde · b7 svart bonde · f7 svart bonde · g7 svart bonde · h7 svart bonde · e6 svart bonde · c5 svart bonde · d5 svart bonde · c4 vit bonde · d4 vit bonde · c3 vit springare · a2 vit bonde · b2 vit bonde · e2 vit bonde · f2 vit bonde · g2 vit bonde · h2 vit bonde · a1 vit torn · c1 vit löpare · d1 vit drottning · e1 vit kung · f1 vit löpare · g1 vit springare · h1 vit torn | a8 svart torn · b8 svart springare · c8 svart löpare · d8 svart drottning · e8 svart kung · f8 svart löpare · g8 svart springare · h8 svart torn · a7 svart bonde · b7 svart bonde · f7 svart bonde · g7 svart bonde · h7 svart bonde · e6 svart bonde · c5 svart bonde · d5 svart bonde · c4 vit bonde · d4 vit bonde · c3 vit springare · a2 vit bonde · b2 vit bonde · e2 vit bonde · f2 vit bonde · g2 vit bonde · h2 vit bonde · a1 vit torn · c1 vit löpare · d1 vit drottning · e1 vit kung · f1 vit löpare · g1 vit springare · h1 vit torn | a8 svart torn · b8 svart springare · c8 svart löpare · d8 svart drottning · e8 svart kung · f8 svart löpare · g8 svart springare · h8 svart torn · a7 svart bonde · b7 svart bonde · f7 svart bonde · g7 svart bonde · h7 svart bonde · e6 svart bonde · c5 svart bonde · d5 svart bonde · c4 vit bonde · d4 vit bonde · c3 vit springare · a2 vit bonde · b2 vit bonde · e2 vit bonde · f2 vit bonde · g2 vit bonde · h2 vit bonde · a1 vit torn · c1 vit löpare · d1 vit drottning · e1 vit kung · f1 vit löpare · g1 vit springare · h1 vit torn | a8 svart torn · b8 svart springare · c8 svart löpare · d8 svart drottning · e8 svart kung · f8 svart löpare · g8 svart springare · h8 svart torn · a7 svart bonde · b7 svart bonde · f7 svart bonde · g7 svart bonde · h7 svart bonde · e6 svart bonde · c5 svart bonde · d5 svart bonde · c4 vit bonde · d4 vit bonde · c3 vit springare · a2 vit bonde · b2 vit bonde · e2 vit bonde · f2 vit bonde · g2 vit bonde · h2 vit bonde · a1 vit torn · c1 vit löpare · d1 vit drottning · e1 vit kung · f1 vit löpare · g1 vit springare · h1 vit torn | a8 svart torn · b8 svart springare · c8 svart löpare · d8 svart drottning · e8 svart kung · f8 svart löpare · g8 svart springare · h8 svart torn · a7 svart bonde · b7 svart bonde · f7 svart bonde · g7 svart bonde · h7 svart bonde · e6 svart bonde · c5 svart bonde · d5 svart bonde · c4 vit bonde · d4 vit bonde · c3 vit springare · a2 vit bonde · b2 vit bonde · e2 vit bonde · f2 vit bonde · g2 vit bonde · h2 vit bonde · a1 vit torn · c1 vit löpare · d1 vit drottning · e1 vit kung · f1 vit löpare · g1 vit springare · h1 vit torn | 5 |
| 4 | a8 svart torn · b8 svart springare · c8 svart löpare · d8 svart drottning · e8 svart kung · f8 svart löpare · g8 svart springare · h8 svart torn · a7 svart bonde · b7 svart bonde · f7 svart bonde · g7 svart bonde · h7 svart bonde · e6 svart bonde · c5 svart bonde · d5 svart bonde · c4 vit bonde · d4 vit bonde · c3 vit springare · a2 vit bonde · b2 vit bonde · e2 vit bonde · f2 vit bonde · g2 vit bonde · h2 vit bonde · a1 vit torn · c1 vit löpare · d1 vit drottning · e1 vit kung · f1 vit löpare · g1 vit springare · h1 vit torn | a8 svart torn · b8 svart springare · c8 svart löpare · d8 svart drottning · e8 svart kung · f8 svart löpare · g8 svart springare · h8 svart torn · a7 svart bonde · b7 svart bonde · f7 svart bonde · g7 svart bonde · h7 svart bonde · e6 svart bonde · c5 svart bonde · d5 svart bonde · c4 vit bonde · d4 vit bonde · c3 vit springare · a2 vit bonde · b2 vit bonde · e2 vit bonde · f2 vit bonde · g2 vit bonde · h2 vit bonde · a1 vit torn · c1 vit löpare · d1 vit drottning · e1 vit kung · f1 vit löpare · g1 vit springare · h1 vit torn | a8 svart torn · b8 svart springare · c8 svart löpare · d8 svart drottning · e8 svart kung · f8 svart löpare · g8 svart springare · h8 svart torn · a7 svart bonde · b7 svart bonde · f7 svart bonde · g7 svart bonde · h7 svart bonde · e6 svart bonde · c5 svart bonde · d5 svart bonde · c4 vit bonde · d4 vit bonde · c3 vit springare · a2 vit bonde · b2 vit bonde · e2 vit bonde · f2 vit bonde · g2 vit bonde · h2 vit bonde · a1 vit torn · c1 vit löpare · d1 vit drottning · e1 vit kung · f1 vit löpare · g1 vit springare · h1 vit torn | a8 svart torn · b8 svart springare · c8 svart löpare · d8 svart drottning · e8 svart kung · f8 svart löpare · g8 svart springare · h8 svart torn · a7 svart bonde · b7 svart bonde · f7 svart bonde · g7 svart bonde · h7 svart bonde · e6 svart bonde · c5 svart bonde · d5 svart bonde · c4 vit bonde · d4 vit bonde · c3 vit springare · a2 vit bonde · b2 vit bonde · e2 vit bonde · f2 vit bonde · g2 vit bonde · h2 vit bonde · a1 vit torn · c1 vit löpare · d1 vit drottning · e1 vit kung · f1 vit löpare · g1 vit springare · h1 vit torn | a8 svart torn · b8 svart springare · c8 svart löpare · d8 svart drottning · e8 svart kung · f8 svart löpare · g8 svart springare · h8 svart torn · a7 svart bonde · b7 svart bonde · f7 svart bonde · g7 svart bonde · h7 svart bonde · e6 svart bonde · c5 svart bonde · d5 svart bonde · c4 vit bonde · d4 vit bonde · c3 vit springare · a2 vit bonde · b2 vit bonde · e2 vit bonde · f2 vit bonde · g2 vit bonde · h2 vit bonde · a1 vit torn · c1 vit löpare · d1 vit drottning · e1 vit kung · f1 vit löpare · g1 vit springare · h1 vit torn | a8 svart torn · b8 svart springare · c8 svart löpare · d8 svart drottning · e8 svart kung · f8 svart löpare · g8 svart springare · h8 svart torn · a7 svart bonde · b7 svart bonde · f7 svart bonde · g7 svart bonde · h7 svart bonde · e6 svart bonde · c5 svart bonde · d5 svart bonde · c4 vit bonde · d4 vit bonde · c3 vit springare · a2 vit bonde · b2 vit bonde · e2 vit bonde · f2 vit bonde · g2 vit bonde · h2 vit bonde · a1 vit torn · c1 vit löpare · d1 vit drottning · e1 vit kung · f1 vit löpare · g1 vit springare · h1 vit torn | a8 svart torn · b8 svart springare · c8 svart löpare · d8 svart drottning · e8 svart kung · f8 svart löpare · g8 svart springare · h8 svart torn · a7 svart bonde · b7 svart bonde · f7 svart bonde · g7 svart bonde · h7 svart bonde · e6 svart bonde · c5 svart bonde · d5 svart bonde · c4 vit bonde · d4 vit bonde · c3 vit springare · a2 vit bonde · b2 vit bonde · e2 vit bonde · f2 vit bonde · g2 vit bonde · h2 vit bonde · a1 vit torn · c1 vit löpare · d1 vit drottning · e1 vit kung · f1 vit löpare · g1 vit springare · h1 vit torn | a8 svart torn · b8 svart springare · c8 svart löpare · d8 svart drottning · e8 svart kung · f8 svart löpare · g8 svart springare · h8 svart torn · a7 svart bonde · b7 svart bonde · f7 svart bonde · g7 svart bonde · h7 svart bonde · e6 svart bonde · c5 svart bonde · d5 svart bonde · c4 vit bonde · d4 vit bonde · c3 vit springare · a2 vit bonde · b2 vit bonde · e2 vit bonde · f2 vit bonde · g2 vit bonde · h2 vit bonde · a1 vit torn · c1 vit löpare · d1 vit drottning · e1 vit kung · f1 vit löpare · g1 vit springare · h1 vit torn | 4 |
| 3 | a8 svart torn · b8 svart springare · c8 svart löpare · d8 svart drottning · e8 svart kung · f8 svart löpare · g8 svart springare · h8 svart torn · a7 svart bonde · b7 svart bonde · f7 svart bonde · g7 svart bonde · h7 svart bonde · e6 svart bonde · c5 svart bonde · d5 svart bonde · c4 vit bonde · d4 vit bonde · c3 vit springare · a2 vit bonde · b2 vit bonde · e2 vit bonde · f2 vit bonde · g2 vit bonde · h2 vit bonde · a1 vit torn · c1 vit löpare · d1 vit drottning · e1 vit kung · f1 vit löpare · g1 vit springare · h1 vit torn | a8 svart torn · b8 svart springare · c8 svart löpare · d8 svart drottning · e8 svart kung · f8 svart löpare · g8 svart springare · h8 svart torn · a7 svart bonde · b7 svart bonde · f7 svart bonde · g7 svart bonde · h7 svart bonde · e6 svart bonde · c5 svart bonde · d5 svart bonde · c4 vit bonde · d4 vit bonde · c3 vit springare · a2 vit bonde · b2 vit bonde · e2 vit bonde · f2 vit bonde · g2 vit bonde · h2 vit bonde · a1 vit torn · c1 vit löpare · d1 vit drottning · e1 vit kung · f1 vit löpare · g1 vit springare · h1 vit torn | a8 svart torn · b8 svart springare · c8 svart löpare · d8 svart drottning · e8 svart kung · f8 svart löpare · g8 svart springare · h8 svart torn · a7 svart bonde · b7 svart bonde · f7 svart bonde · g7 svart bonde · h7 svart bonde · e6 svart bonde · c5 svart bonde · d5 svart bonde · c4 vit bonde · d4 vit bonde · c3 vit springare · a2 vit bonde · b2 vit bonde · e2 vit bonde · f2 vit bonde · g2 vit bonde · h2 vit bonde · a1 vit torn · c1 vit löpare · d1 vit drottning · e1 vit kung · f1 vit löpare · g1 vit springare · h1 vit torn | a8 svart torn · b8 svart springare · c8 svart löpare · d8 svart drottning · e8 svart kung · f8 svart löpare · g8 svart springare · h8 svart torn · a7 svart bonde · b7 svart bonde · f7 svart bonde · g7 svart bonde · h7 svart bonde · e6 svart bonde · c5 svart bonde · d5 svart bonde · c4 vit bonde · d4 vit bonde · c3 vit springare · a2 vit bonde · b2 vit bonde · e2 vit bonde · f2 vit bonde · g2 vit bonde · h2 vit bonde · a1 vit torn · c1 vit löpare · d1 vit drottning · e1 vit kung · f1 vit löpare · g1 vit springare · h1 vit torn | a8 svart torn · b8 svart springare · c8 svart löpare · d8 svart drottning · e8 svart kung · f8 svart löpare · g8 svart springare · h8 svart torn · a7 svart bonde · b7 svart bonde · f7 svart bonde · g7 svart bonde · h7 svart bonde · e6 svart bonde · c5 svart bonde · d5 svart bonde · c4 vit bonde · d4 vit bonde · c3 vit springare · a2 vit bonde · b2 vit bonde · e2 vit bonde · f2 vit bonde · g2 vit bonde · h2 vit bonde · a1 vit torn · c1 vit löpare · d1 vit drottning · e1 vit kung · f1 vit löpare · g1 vit springare · h1 vit torn | a8 svart torn · b8 svart springare · c8 svart löpare · d8 svart drottning · e8 svart kung · f8 svart löpare · g8 svart springare · h8 svart torn · a7 svart bonde · b7 svart bonde · f7 svart bonde · g7 svart bonde · h7 svart bonde · e6 svart bonde · c5 svart bonde · d5 svart bonde · c4 vit bonde · d4 vit bonde · c3 vit springare · a2 vit bonde · b2 vit bonde · e2 vit bonde · f2 vit bonde · g2 vit bonde · h2 vit bonde · a1 vit torn · c1 vit löpare · d1 vit drottning · e1 vit kung · f1 vit löpare · g1 vit springare · h1 vit torn | a8 svart torn · b8 svart springare · c8 svart löpare · d8 svart drottning · e8 svart kung · f8 svart löpare · g8 svart springare · h8 svart torn · a7 svart bonde · b7 svart bonde · f7 svart bonde · g7 svart bonde · h7 svart bonde · e6 svart bonde · c5 svart bonde · d5 svart bonde · c4 vit bonde · d4 vit bonde · c3 vit springare · a2 vit bonde · b2 vit bonde · e2 vit bonde · f2 vit bonde · g2 vit bonde · h2 vit bonde · a1 vit torn · c1 vit löpare · d1 vit drottning · e1 vit kung · f1 vit löpare · g1 vit springare · h1 vit torn | a8 svart torn · b8 svart springare · c8 svart löpare · d8 svart drottning · e8 svart kung · f8 svart löpare · g8 svart springare · h8 svart torn · a7 svart bonde · b7 svart bonde · f7 svart bonde · g7 svart bonde · h7 svart bonde · e6 svart bonde · c5 svart bonde · d5 svart bonde · c4 vit bonde · d4 vit bonde · c3 vit springare · a2 vit bonde · b2 vit bonde · e2 vit bonde · f2 vit bonde · g2 vit bonde · h2 vit bonde · a1 vit torn · c1 vit löpare · d1 vit drottning · e1 vit kung · f1 vit löpare · g1 vit springare · h1 vit torn | 3 |
| 2 | a8 svart torn · b8 svart springare · c8 svart löpare · d8 svart drottning · e8 svart kung · f8 svart löpare · g8 svart springare · h8 svart torn · a7 svart bonde · b7 svart bonde · f7 svart bonde · g7 svart bonde · h7 svart bonde · e6 svart bonde · c5 svart bonde · d5 svart bonde · c4 vit bonde · d4 vit bonde · c3 vit springare · a2 vit bonde · b2 vit bonde · e2 vit bonde · f2 vit bonde · g2 vit bonde · h2 vit bonde · a1 vit torn · c1 vit löpare · d1 vit drottning · e1 vit kung · f1 vit löpare · g1 vit springare · h1 vit torn | a8 svart torn · b8 svart springare · c8 svart löpare · d8 svart drottning · e8 svart kung · f8 svart löpare · g8 svart springare · h8 svart torn · a7 svart bonde · b7 svart bonde · f7 svart bonde · g7 svart bonde · h7 svart bonde · e6 svart bonde · c5 svart bonde · d5 svart bonde · c4 vit bonde · d4 vit bonde · c3 vit springare · a2 vit bonde · b2 vit bonde · e2 vit bonde · f2 vit bonde · g2 vit bonde · h2 vit bonde · a1 vit torn · c1 vit löpare · d1 vit drottning · e1 vit kung · f1 vit löpare · g1 vit springare · h1 vit torn | a8 svart torn · b8 svart springare · c8 svart löpare · d8 svart drottning · e8 svart kung · f8 svart löpare · g8 svart springare · h8 svart torn · a7 svart bonde · b7 svart bonde · f7 svart bonde · g7 svart bonde · h7 svart bonde · e6 svart bonde · c5 svart bonde · d5 svart bonde · c4 vit bonde · d4 vit bonde · c3 vit springare · a2 vit bonde · b2 vit bonde · e2 vit bonde · f2 vit bonde · g2 vit bonde · h2 vit bonde · a1 vit torn · c1 vit löpare · d1 vit drottning · e1 vit kung · f1 vit löpare · g1 vit springare · h1 vit torn | a8 svart torn · b8 svart springare · c8 svart löpare · d8 svart drottning · e8 svart kung · f8 svart löpare · g8 svart springare · h8 svart torn · a7 svart bonde · b7 svart bonde · f7 svart bonde · g7 svart bonde · h7 svart bonde · e6 svart bonde · c5 svart bonde · d5 svart bonde · c4 vit bonde · d4 vit bonde · c3 vit springare · a2 vit bonde · b2 vit bonde · e2 vit bonde · f2 vit bonde · g2 vit bonde · h2 vit bonde · a1 vit torn · c1 vit löpare · d1 vit drottning · e1 vit kung · f1 vit löpare · g1 vit springare · h1 vit torn | a8 svart torn · b8 svart springare · c8 svart löpare · d8 svart drottning · e8 svart kung · f8 svart löpare · g8 svart springare · h8 svart torn · a7 svart bonde · b7 svart bonde · f7 svart bonde · g7 svart bonde · h7 svart bonde · e6 svart bonde · c5 svart bonde · d5 svart bonde · c4 vit bonde · d4 vit bonde · c3 vit springare · a2 vit bonde · b2 vit bonde · e2 vit bonde · f2 vit bonde · g2 vit bonde · h2 vit bonde · a1 vit torn · c1 vit löpare · d1 vit drottning · e1 vit kung · f1 vit löpare · g1 vit springare · h1 vit torn | a8 svart torn · b8 svart springare · c8 svart löpare · d8 svart drottning · e8 svart kung · f8 svart löpare · g8 svart springare · h8 svart torn · a7 svart bonde · b7 svart bonde · f7 svart bonde · g7 svart bonde · h7 svart bonde · e6 svart bonde · c5 svart bonde · d5 svart bonde · c4 vit bonde · d4 vit bonde · c3 vit springare · a2 vit bonde · b2 vit bonde · e2 vit bonde · f2 vit bonde · g2 vit bonde · h2 vit bonde · a1 vit torn · c1 vit löpare · d1 vit drottning · e1 vit kung · f1 vit löpare · g1 vit springare · h1 vit torn | a8 svart torn · b8 svart springare · c8 svart löpare · d8 svart drottning · e8 svart kung · f8 svart löpare · g8 svart springare · h8 svart torn · a7 svart bonde · b7 svart bonde · f7 svart bonde · g7 svart bonde · h7 svart bonde · e6 svart bonde · c5 svart bonde · d5 svart bonde · c4 vit bonde · d4 vit bonde · c3 vit springare · a2 vit bonde · b2 vit bonde · e2 vit bonde · f2 vit bonde · g2 vit bonde · h2 vit bonde · a1 vit torn · c1 vit löpare · d1 vit drottning · e1 vit kung · f1 vit löpare · g1 vit springare · h1 vit torn | a8 svart torn · b8 svart springare · c8 svart löpare · d8 svart drottning · e8 svart kung · f8 svart löpare · g8 svart springare · h8 svart torn · a7 svart bonde · b7 svart bonde · f7 svart bonde · g7 svart bonde · h7 svart bonde · e6 svart bonde · c5 svart bonde · d5 svart bonde · c4 vit bonde · d4 vit bonde · c3 vit springare · a2 vit bonde · b2 vit bonde · e2 vit bonde · f2 vit bonde · g2 vit bonde · h2 vit bonde · a1 vit torn · c1 vit löpare · d1 vit drottning · e1 vit kung · f1 vit löpare · g1 vit springare · h1 vit torn | 2 |
| 1 | a8 svart torn · b8 svart springare · c8 svart löpare · d8 svart drottning · e8 svart kung · f8 svart löpare · g8 svart springare · h8 svart torn · a7 svart bonde · b7 svart bonde · f7 svart bonde · g7 svart bonde · h7 svart bonde · e6 svart bonde · c5 svart bonde · d5 svart bonde · c4 vit bonde · d4 vit bonde · c3 vit springare · a2 vit bonde · b2 vit bonde · e2 vit bonde · f2 vit bonde · g2 vit bonde · h2 vit bonde · a1 vit torn · c1 vit löpare · d1 vit drottning · e1 vit kung · f1 vit löpare · g1 vit springare · h1 vit torn | a8 svart torn · b8 svart springare · c8 svart löpare · d8 svart drottning · e8 svart kung · f8 svart löpare · g8 svart springare · h8 svart torn · a7 svart bonde · b7 svart bonde · f7 svart bonde · g7 svart bonde · h7 svart bonde · e6 svart bonde · c5 svart bonde · d5 svart bonde · c4 vit bonde · d4 vit bonde · c3 vit springare · a2 vit bonde · b2 vit bonde · e2 vit bonde · f2 vit bonde · g2 vit bonde · h2 vit bonde · a1 vit torn · c1 vit löpare · d1 vit drottning · e1 vit kung · f1 vit löpare · g1 vit springare · h1 vit torn | a8 svart torn · b8 svart springare · c8 svart löpare · d8 svart drottning · e8 svart kung · f8 svart löpare · g8 svart springare · h8 svart torn · a7 svart bonde · b7 svart bonde · f7 svart bonde · g7 svart bonde · h7 svart bonde · e6 svart bonde · c5 svart bonde · d5 svart bonde · c4 vit bonde · d4 vit bonde · c3 vit springare · a2 vit bonde · b2 vit bonde · e2 vit bonde · f2 vit bonde · g2 vit bonde · h2 vit bonde · a1 vit torn · c1 vit löpare · d1 vit drottning · e1 vit kung · f1 vit löpare · g1 vit springare · h1 vit torn | a8 svart torn · b8 svart springare · c8 svart löpare · d8 svart drottning · e8 svart kung · f8 svart löpare · g8 svart springare · h8 svart torn · a7 svart bonde · b7 svart bonde · f7 svart bonde · g7 svart bonde · h7 svart bonde · e6 svart bonde · c5 svart bonde · d5 svart bonde · c4 vit bonde · d4 vit bonde · c3 vit springare · a2 vit bonde · b2 vit bonde · e2 vit bonde · f2 vit bonde · g2 vit bonde · h2 vit bonde · a1 vit torn · c1 vit löpare · d1 vit drottning · e1 vit kung · f1 vit löpare · g1 vit springare · h1 vit torn | a8 svart torn · b8 svart springare · c8 svart löpare · d8 svart drottning · e8 svart kung · f8 svart löpare · g8 svart springare · h8 svart torn · a7 svart bonde · b7 svart bonde · f7 svart bonde · g7 svart bonde · h7 svart bonde · e6 svart bonde · c5 svart bonde · d5 svart bonde · c4 vit bonde · d4 vit bonde · c3 vit springare · a2 vit bonde · b2 vit bonde · e2 vit bonde · f2 vit bonde · g2 vit bonde · h2 vit bonde · a1 vit torn · c1 vit löpare · d1 vit drottning · e1 vit kung · f1 vit löpare · g1 vit springare · h1 vit torn | a8 svart torn · b8 svart springare · c8 svart löpare · d8 svart drottning · e8 svart kung · f8 svart löpare · g8 svart springare · h8 svart torn · a7 svart bonde · b7 svart bonde · f7 svart bonde · g7 svart bonde · h7 svart bonde · e6 svart bonde · c5 svart bonde · d5 svart bonde · c4 vit bonde · d4 vit bonde · c3 vit springare · a2 vit bonde · b2 vit bonde · e2 vit bonde · f2 vit bonde · g2 vit bonde · h2 vit bonde · a1 vit torn · c1 vit löpare · d1 vit drottning · e1 vit kung · f1 vit löpare · g1 vit springare · h1 vit torn | a8 svart torn · b8 svart springare · c8 svart löpare · d8 svart drottning · e8 svart kung · f8 svart löpare · g8 svart springare · h8 svart torn · a7 svart bonde · b7 svart bonde · f7 svart bonde · g7 svart bonde · h7 svart bonde · e6 svart bonde · c5 svart bonde · d5 svart bonde · c4 vit bonde · d4 vit bonde · c3 vit springare · a2 vit bonde · b2 vit bonde · e2 vit bonde · f2 vit bonde · g2 vit bonde · h2 vit bonde · a1 vit torn · c1 vit löpare · d1 vit drottning · e1 vit kung · f1 vit löpare · g1 vit springare · h1 vit torn | a8 svart torn · b8 svart springare · c8 svart löpare · d8 svart drottning · e8 svart kung · f8 svart löpare · g8 svart springare · h8 svart torn · a7 svart bonde · b7 svart bonde · f7 svart bonde · g7 svart bonde · h7 svart bonde · e6 svart bonde · c5 svart bonde · d5 svart bonde · c4 vit bonde · d4 vit bonde · c3 vit springare · a2 vit bonde · b2 vit bonde · e2 vit bonde · f2 vit bonde · g2 vit bonde · h2 vit bonde · a1 vit torn · c1 vit löpare · d1 vit drottning · e1 vit kung · f1 vit löpare · g1 vit springare · h1 vit torn | 1 |
|   | a | b | c | d | e | f | g | h |   |

I Tarraschförsvaret (som förespråkades av Siegbert Tarrasch) tar svart genast upp kampen om centrum med 3.Sc3 c5 (se diagram). Nackdelen är att svart i regel drar på sig en isolerad d-bonde som långsiktigt kan ge vit en liten fördel.
Vits bästa strategi är att fianchettera löparen till g2. Därifrån trycker den mot den isolerade bonden som förr eller senare dyker upp på d5. Det ger också vit en solid kungsställning som neutraliserar det angrepp svart kan få som kompensation för den isolerade bonden.
Den vanligaste fortsättningen är 4.cxd5 exd5 5.Sf3 Sc6 6.g3 Sf6 7.Lg2 Le7 8.0–0 0–0.
6...c4 är det svenska försvaret (eller svenska varianten) som numera anses lite tveksamt.
Det heter så för att det analyserades av framför allt Gösta Stoltz och användes av det svenska laget i schack-OS 1933.

### Semi-Tarrasch
|   | a | b | c | d | e | f | g | h |   |
| 8 | a8 svart torn · b8 svart springare · c8 svart löpare · d8 svart drottning · e8 svart kung · f8 svart löpare · h8 svart torn · a7 svart bonde · b7 svart bonde · f7 svart bonde · g7 svart bonde · h7 svart bonde · e6 svart bonde · f6 svart springare · c5 svart bonde · d5 svart bonde · c4 vit bonde · d4 vit bonde · c3 vit springare · f3 vit springare · a2 vit bonde · b2 vit bonde · e2 vit bonde · f2 vit bonde · g2 vit bonde · h2 vit bonde · a1 vit torn · c1 vit löpare · d1 vit drottning · e1 vit kung · f1 vit löpare · h1 vit torn | a8 svart torn · b8 svart springare · c8 svart löpare · d8 svart drottning · e8 svart kung · f8 svart löpare · h8 svart torn · a7 svart bonde · b7 svart bonde · f7 svart bonde · g7 svart bonde · h7 svart bonde · e6 svart bonde · f6 svart springare · c5 svart bonde · d5 svart bonde · c4 vit bonde · d4 vit bonde · c3 vit springare · f3 vit springare · a2 vit bonde · b2 vit bonde · e2 vit bonde · f2 vit bonde · g2 vit bonde · h2 vit bonde · a1 vit torn · c1 vit löpare · d1 vit drottning · e1 vit kung · f1 vit löpare · h1 vit torn | a8 svart torn · b8 svart springare · c8 svart löpare · d8 svart drottning · e8 svart kung · f8 svart löpare · h8 svart torn · a7 svart bonde · b7 svart bonde · f7 svart bonde · g7 svart bonde · h7 svart bonde · e6 svart bonde · f6 svart springare · c5 svart bonde · d5 svart bonde · c4 vit bonde · d4 vit bonde · c3 vit springare · f3 vit springare · a2 vit bonde · b2 vit bonde · e2 vit bonde · f2 vit bonde · g2 vit bonde · h2 vit bonde · a1 vit torn · c1 vit löpare · d1 vit drottning · e1 vit kung · f1 vit löpare · h1 vit torn | a8 svart torn · b8 svart springare · c8 svart löpare · d8 svart drottning · e8 svart kung · f8 svart löpare · h8 svart torn · a7 svart bonde · b7 svart bonde · f7 svart bonde · g7 svart bonde · h7 svart bonde · e6 svart bonde · f6 svart springare · c5 svart bonde · d5 svart bonde · c4 vit bonde · d4 vit bonde · c3 vit springare · f3 vit springare · a2 vit bonde · b2 vit bonde · e2 vit bonde · f2 vit bonde · g2 vit bonde · h2 vit bonde · a1 vit torn · c1 vit löpare · d1 vit drottning · e1 vit kung · f1 vit löpare · h1 vit torn | a8 svart torn · b8 svart springare · c8 svart löpare · d8 svart drottning · e8 svart kung · f8 svart löpare · h8 svart torn · a7 svart bonde · b7 svart bonde · f7 svart bonde · g7 svart bonde · h7 svart bonde · e6 svart bonde · f6 svart springare · c5 svart bonde · d5 svart bonde · c4 vit bonde · d4 vit bonde · c3 vit springare · f3 vit springare · a2 vit bonde · b2 vit bonde · e2 vit bonde · f2 vit bonde · g2 vit bonde · h2 vit bonde · a1 vit torn · c1 vit löpare · d1 vit drottning · e1 vit kung · f1 vit löpare · h1 vit torn | a8 svart torn · b8 svart springare · c8 svart löpare · d8 svart drottning · e8 svart kung · f8 svart löpare · h8 svart torn · a7 svart bonde · b7 svart bonde · f7 svart bonde · g7 svart bonde · h7 svart bonde · e6 svart bonde · f6 svart springare · c5 svart bonde · d5 svart bonde · c4 vit bonde · d4 vit bonde · c3 vit springare · f3 vit springare · a2 vit bonde · b2 vit bonde · e2 vit bonde · f2 vit bonde · g2 vit bonde · h2 vit bonde · a1 vit torn · c1 vit löpare · d1 vit drottning · e1 vit kung · f1 vit löpare · h1 vit torn | a8 svart torn · b8 svart springare · c8 svart löpare · d8 svart drottning · e8 svart kung · f8 svart löpare · h8 svart torn · a7 svart bonde · b7 svart bonde · f7 svart bonde · g7 svart bonde · h7 svart bonde · e6 svart bonde · f6 svart springare · c5 svart bonde · d5 svart bonde · c4 vit bonde · d4 vit bonde · c3 vit springare · f3 vit springare · a2 vit bonde · b2 vit bonde · e2 vit bonde · f2 vit bonde · g2 vit bonde · h2 vit bonde · a1 vit torn · c1 vit löpare · d1 vit drottning · e1 vit kung · f1 vit löpare · h1 vit torn | a8 svart torn · b8 svart springare · c8 svart löpare · d8 svart drottning · e8 svart kung · f8 svart löpare · h8 svart torn · a7 svart bonde · b7 svart bonde · f7 svart bonde · g7 svart bonde · h7 svart bonde · e6 svart bonde · f6 svart springare · c5 svart bonde · d5 svart bonde · c4 vit bonde · d4 vit bonde · c3 vit springare · f3 vit springare · a2 vit bonde · b2 vit bonde · e2 vit bonde · f2 vit bonde · g2 vit bonde · h2 vit bonde · a1 vit torn · c1 vit löpare · d1 vit drottning · e1 vit kung · f1 vit löpare · h1 vit torn | 8 |
| 7 | a8 svart torn · b8 svart springare · c8 svart löpare · d8 svart drottning · e8 svart kung · f8 svart löpare · h8 svart torn · a7 svart bonde · b7 svart bonde · f7 svart bonde · g7 svart bonde · h7 svart bonde · e6 svart bonde · f6 svart springare · c5 svart bonde · d5 svart bonde · c4 vit bonde · d4 vit bonde · c3 vit springare · f3 vit springare · a2 vit bonde · b2 vit bonde · e2 vit bonde · f2 vit bonde · g2 vit bonde · h2 vit bonde · a1 vit torn · c1 vit löpare · d1 vit drottning · e1 vit kung · f1 vit löpare · h1 vit torn | a8 svart torn · b8 svart springare · c8 svart löpare · d8 svart drottning · e8 svart kung · f8 svart löpare · h8 svart torn · a7 svart bonde · b7 svart bonde · f7 svart bonde · g7 svart bonde · h7 svart bonde · e6 svart bonde · f6 svart springare · c5 svart bonde · d5 svart bonde · c4 vit bonde · d4 vit bonde · c3 vit springare · f3 vit springare · a2 vit bonde · b2 vit bonde · e2 vit bonde · f2 vit bonde · g2 vit bonde · h2 vit bonde · a1 vit torn · c1 vit löpare · d1 vit drottning · e1 vit kung · f1 vit löpare · h1 vit torn | a8 svart torn · b8 svart springare · c8 svart löpare · d8 svart drottning · e8 svart kung · f8 svart löpare · h8 svart torn · a7 svart bonde · b7 svart bonde · f7 svart bonde · g7 svart bonde · h7 svart bonde · e6 svart bonde · f6 svart springare · c5 svart bonde · d5 svart bonde · c4 vit bonde · d4 vit bonde · c3 vit springare · f3 vit springare · a2 vit bonde · b2 vit bonde · e2 vit bonde · f2 vit bonde · g2 vit bonde · h2 vit bonde · a1 vit torn · c1 vit löpare · d1 vit drottning · e1 vit kung · f1 vit löpare · h1 vit torn | a8 svart torn · b8 svart springare · c8 svart löpare · d8 svart drottning · e8 svart kung · f8 svart löpare · h8 svart torn · a7 svart bonde · b7 svart bonde · f7 svart bonde · g7 svart bonde · h7 svart bonde · e6 svart bonde · f6 svart springare · c5 svart bonde · d5 svart bonde · c4 vit bonde · d4 vit bonde · c3 vit springare · f3 vit springare · a2 vit bonde · b2 vit bonde · e2 vit bonde · f2 vit bonde · g2 vit bonde · h2 vit bonde · a1 vit torn · c1 vit löpare · d1 vit drottning · e1 vit kung · f1 vit löpare · h1 vit torn | a8 svart torn · b8 svart springare · c8 svart löpare · d8 svart drottning · e8 svart kung · f8 svart löpare · h8 svart torn · a7 svart bonde · b7 svart bonde · f7 svart bonde · g7 svart bonde · h7 svart bonde · e6 svart bonde · f6 svart springare · c5 svart bonde · d5 svart bonde · c4 vit bonde · d4 vit bonde · c3 vit springare · f3 vit springare · a2 vit bonde · b2 vit bonde · e2 vit bonde · f2 vit bonde · g2 vit bonde · h2 vit bonde · a1 vit torn · c1 vit löpare · d1 vit drottning · e1 vit kung · f1 vit löpare · h1 vit torn | a8 svart torn · b8 svart springare · c8 svart löpare · d8 svart drottning · e8 svart kung · f8 svart löpare · h8 svart torn · a7 svart bonde · b7 svart bonde · f7 svart bonde · g7 svart bonde · h7 svart bonde · e6 svart bonde · f6 svart springare · c5 svart bonde · d5 svart bonde · c4 vit bonde · d4 vit bonde · c3 vit springare · f3 vit springare · a2 vit bonde · b2 vit bonde · e2 vit bonde · f2 vit bonde · g2 vit bonde · h2 vit bonde · a1 vit torn · c1 vit löpare · d1 vit drottning · e1 vit kung · f1 vit löpare · h1 vit torn | a8 svart torn · b8 svart springare · c8 svart löpare · d8 svart drottning · e8 svart kung · f8 svart löpare · h8 svart torn · a7 svart bonde · b7 svart bonde · f7 svart bonde · g7 svart bonde · h7 svart bonde · e6 svart bonde · f6 svart springare · c5 svart bonde · d5 svart bonde · c4 vit bonde · d4 vit bonde · c3 vit springare · f3 vit springare · a2 vit bonde · b2 vit bonde · e2 vit bonde · f2 vit bonde · g2 vit bonde · h2 vit bonde · a1 vit torn · c1 vit löpare · d1 vit drottning · e1 vit kung · f1 vit löpare · h1 vit torn | a8 svart torn · b8 svart springare · c8 svart löpare · d8 svart drottning · e8 svart kung · f8 svart löpare · h8 svart torn · a7 svart bonde · b7 svart bonde · f7 svart bonde · g7 svart bonde · h7 svart bonde · e6 svart bonde · f6 svart springare · c5 svart bonde · d5 svart bonde · c4 vit bonde · d4 vit bonde · c3 vit springare · f3 vit springare · a2 vit bonde · b2 vit bonde · e2 vit bonde · f2 vit bonde · g2 vit bonde · h2 vit bonde · a1 vit torn · c1 vit löpare · d1 vit drottning · e1 vit kung · f1 vit löpare · h1 vit torn | 7 |
| 6 | a8 svart torn · b8 svart springare · c8 svart löpare · d8 svart drottning · e8 svart kung · f8 svart löpare · h8 svart torn · a7 svart bonde · b7 svart bonde · f7 svart bonde · g7 svart bonde · h7 svart bonde · e6 svart bonde · f6 svart springare · c5 svart bonde · d5 svart bonde · c4 vit bonde · d4 vit bonde · c3 vit springare · f3 vit springare · a2 vit bonde · b2 vit bonde · e2 vit bonde · f2 vit bonde · g2 vit bonde · h2 vit bonde · a1 vit torn · c1 vit löpare · d1 vit drottning · e1 vit kung · f1 vit löpare · h1 vit torn | a8 svart torn · b8 svart springare · c8 svart löpare · d8 svart drottning · e8 svart kung · f8 svart löpare · h8 svart torn · a7 svart bonde · b7 svart bonde · f7 svart bonde · g7 svart bonde · h7 svart bonde · e6 svart bonde · f6 svart springare · c5 svart bonde · d5 svart bonde · c4 vit bonde · d4 vit bonde · c3 vit springare · f3 vit springare · a2 vit bonde · b2 vit bonde · e2 vit bonde · f2 vit bonde · g2 vit bonde · h2 vit bonde · a1 vit torn · c1 vit löpare · d1 vit drottning · e1 vit kung · f1 vit löpare · h1 vit torn | a8 svart torn · b8 svart springare · c8 svart löpare · d8 svart drottning · e8 svart kung · f8 svart löpare · h8 svart torn · a7 svart bonde · b7 svart bonde · f7 svart bonde · g7 svart bonde · h7 svart bonde · e6 svart bonde · f6 svart springare · c5 svart bonde · d5 svart bonde · c4 vit bonde · d4 vit bonde · c3 vit springare · f3 vit springare · a2 vit bonde · b2 vit bonde · e2 vit bonde · f2 vit bonde · g2 vit bonde · h2 vit bonde · a1 vit torn · c1 vit löpare · d1 vit drottning · e1 vit kung · f1 vit löpare · h1 vit torn | a8 svart torn · b8 svart springare · c8 svart löpare · d8 svart drottning · e8 svart kung · f8 svart löpare · h8 svart torn · a7 svart bonde · b7 svart bonde · f7 svart bonde · g7 svart bonde · h7 svart bonde · e6 svart bonde · f6 svart springare · c5 svart bonde · d5 svart bonde · c4 vit bonde · d4 vit bonde · c3 vit springare · f3 vit springare · a2 vit bonde · b2 vit bonde · e2 vit bonde · f2 vit bonde · g2 vit bonde · h2 vit bonde · a1 vit torn · c1 vit löpare · d1 vit drottning · e1 vit kung · f1 vit löpare · h1 vit torn | a8 svart torn · b8 svart springare · c8 svart löpare · d8 svart drottning · e8 svart kung · f8 svart löpare · h8 svart torn · a7 svart bonde · b7 svart bonde · f7 svart bonde · g7 svart bonde · h7 svart bonde · e6 svart bonde · f6 svart springare · c5 svart bonde · d5 svart bonde · c4 vit bonde · d4 vit bonde · c3 vit springare · f3 vit springare · a2 vit bonde · b2 vit bonde · e2 vit bonde · f2 vit bonde · g2 vit bonde · h2 vit bonde · a1 vit torn · c1 vit löpare · d1 vit drottning · e1 vit kung · f1 vit löpare · h1 vit torn | a8 svart torn · b8 svart springare · c8 svart löpare · d8 svart drottning · e8 svart kung · f8 svart löpare · h8 svart torn · a7 svart bonde · b7 svart bonde · f7 svart bonde · g7 svart bonde · h7 svart bonde · e6 svart bonde · f6 svart springare · c5 svart bonde · d5 svart bonde · c4 vit bonde · d4 vit bonde · c3 vit springare · f3 vit springare · a2 vit bonde · b2 vit bonde · e2 vit bonde · f2 vit bonde · g2 vit bonde · h2 vit bonde · a1 vit torn · c1 vit löpare · d1 vit drottning · e1 vit kung · f1 vit löpare · h1 vit torn | a8 svart torn · b8 svart springare · c8 svart löpare · d8 svart drottning · e8 svart kung · f8 svart löpare · h8 svart torn · a7 svart bonde · b7 svart bonde · f7 svart bonde · g7 svart bonde · h7 svart bonde · e6 svart bonde · f6 svart springare · c5 svart bonde · d5 svart bonde · c4 vit bonde · d4 vit bonde · c3 vit springare · f3 vit springare · a2 vit bonde · b2 vit bonde · e2 vit bonde · f2 vit bonde · g2 vit bonde · h2 vit bonde · a1 vit torn · c1 vit löpare · d1 vit drottning · e1 vit kung · f1 vit löpare · h1 vit torn | a8 svart torn · b8 svart springare · c8 svart löpare · d8 svart drottning · e8 svart kung · f8 svart löpare · h8 svart torn · a7 svart bonde · b7 svart bonde · f7 svart bonde · g7 svart bonde · h7 svart bonde · e6 svart bonde · f6 svart springare · c5 svart bonde · d5 svart bonde · c4 vit bonde · d4 vit bonde · c3 vit springare · f3 vit springare · a2 vit bonde · b2 vit bonde · e2 vit bonde · f2 vit bonde · g2 vit bonde · h2 vit bonde · a1 vit torn · c1 vit löpare · d1 vit drottning · e1 vit kung · f1 vit löpare · h1 vit torn | 6 |
| 5 | a8 svart torn · b8 svart springare · c8 svart löpare · d8 svart drottning · e8 svart kung · f8 svart löpare · h8 svart torn · a7 svart bonde · b7 svart bonde · f7 svart bonde · g7 svart bonde · h7 svart bonde · e6 svart bonde · f6 svart springare · c5 svart bonde · d5 svart bonde · c4 vit bonde · d4 vit bonde · c3 vit springare · f3 vit springare · a2 vit bonde · b2 vit bonde · e2 vit bonde · f2 vit bonde · g2 vit bonde · h2 vit bonde · a1 vit torn · c1 vit löpare · d1 vit drottning · e1 vit kung · f1 vit löpare · h1 vit torn | a8 svart torn · b8 svart springare · c8 svart löpare · d8 svart drottning · e8 svart kung · f8 svart löpare · h8 svart torn · a7 svart bonde · b7 svart bonde · f7 svart bonde · g7 svart bonde · h7 svart bonde · e6 svart bonde · f6 svart springare · c5 svart bonde · d5 svart bonde · c4 vit bonde · d4 vit bonde · c3 vit springare · f3 vit springare · a2 vit bonde · b2 vit bonde · e2 vit bonde · f2 vit bonde · g2 vit bonde · h2 vit bonde · a1 vit torn · c1 vit löpare · d1 vit drottning · e1 vit kung · f1 vit löpare · h1 vit torn | a8 svart torn · b8 svart springare · c8 svart löpare · d8 svart drottning · e8 svart kung · f8 svart löpare · h8 svart torn · a7 svart bonde · b7 svart bonde · f7 svart bonde · g7 svart bonde · h7 svart bonde · e6 svart bonde · f6 svart springare · c5 svart bonde · d5 svart bonde · c4 vit bonde · d4 vit bonde · c3 vit springare · f3 vit springare · a2 vit bonde · b2 vit bonde · e2 vit bonde · f2 vit bonde · g2 vit bonde · h2 vit bonde · a1 vit torn · c1 vit löpare · d1 vit drottning · e1 vit kung · f1 vit löpare · h1 vit torn | a8 svart torn · b8 svart springare · c8 svart löpare · d8 svart drottning · e8 svart kung · f8 svart löpare · h8 svart torn · a7 svart bonde · b7 svart bonde · f7 svart bonde · g7 svart bonde · h7 svart bonde · e6 svart bonde · f6 svart springare · c5 svart bonde · d5 svart bonde · c4 vit bonde · d4 vit bonde · c3 vit springare · f3 vit springare · a2 vit bonde · b2 vit bonde · e2 vit bonde · f2 vit bonde · g2 vit bonde · h2 vit bonde · a1 vit torn · c1 vit löpare · d1 vit drottning · e1 vit kung · f1 vit löpare · h1 vit torn | a8 svart torn · b8 svart springare · c8 svart löpare · d8 svart drottning · e8 svart kung · f8 svart löpare · h8 svart torn · a7 svart bonde · b7 svart bonde · f7 svart bonde · g7 svart bonde · h7 svart bonde · e6 svart bonde · f6 svart springare · c5 svart bonde · d5 svart bonde · c4 vit bonde · d4 vit bonde · c3 vit springare · f3 vit springare · a2 vit bonde · b2 vit bonde · e2 vit bonde · f2 vit bonde · g2 vit bonde · h2 vit bonde · a1 vit torn · c1 vit löpare · d1 vit drottning · e1 vit kung · f1 vit löpare · h1 vit torn | a8 svart torn · b8 svart springare · c8 svart löpare · d8 svart drottning · e8 svart kung · f8 svart löpare · h8 svart torn · a7 svart bonde · b7 svart bonde · f7 svart bonde · g7 svart bonde · h7 svart bonde · e6 svart bonde · f6 svart springare · c5 svart bonde · d5 svart bonde · c4 vit bonde · d4 vit bonde · c3 vit springare · f3 vit springare · a2 vit bonde · b2 vit bonde · e2 vit bonde · f2 vit bonde · g2 vit bonde · h2 vit bonde · a1 vit torn · c1 vit löpare · d1 vit drottning · e1 vit kung · f1 vit löpare · h1 vit torn | a8 svart torn · b8 svart springare · c8 svart löpare · d8 svart drottning · e8 svart kung · f8 svart löpare · h8 svart torn · a7 svart bonde · b7 svart bonde · f7 svart bonde · g7 svart bonde · h7 svart bonde · e6 svart bonde · f6 svart springare · c5 svart bonde · d5 svart bonde · c4 vit bonde · d4 vit bonde · c3 vit springare · f3 vit springare · a2 vit bonde · b2 vit bonde · e2 vit bonde · f2 vit bonde · g2 vit bonde · h2 vit bonde · a1 vit torn · c1 vit löpare · d1 vit drottning · e1 vit kung · f1 vit löpare · h1 vit torn | a8 svart torn · b8 svart springare · c8 svart löpare · d8 svart drottning · e8 svart kung · f8 svart löpare · h8 svart torn · a7 svart bonde · b7 svart bonde · f7 svart bonde · g7 svart bonde · h7 svart bonde · e6 svart bonde · f6 svart springare · c5 svart bonde · d5 svart bonde · c4 vit bonde · d4 vit bonde · c3 vit springare · f3 vit springare · a2 vit bonde · b2 vit bonde · e2 vit bonde · f2 vit bonde · g2 vit bonde · h2 vit bonde · a1 vit torn · c1 vit löpare · d1 vit drottning · e1 vit kung · f1 vit löpare · h1 vit torn | 5 |
| 4 | a8 svart torn · b8 svart springare · c8 svart löpare · d8 svart drottning · e8 svart kung · f8 svart löpare · h8 svart torn · a7 svart bonde · b7 svart bonde · f7 svart bonde · g7 svart bonde · h7 svart bonde · e6 svart bonde · f6 svart springare · c5 svart bonde · d5 svart bonde · c4 vit bonde · d4 vit bonde · c3 vit springare · f3 vit springare · a2 vit bonde · b2 vit bonde · e2 vit bonde · f2 vit bonde · g2 vit bonde · h2 vit bonde · a1 vit torn · c1 vit löpare · d1 vit drottning · e1 vit kung · f1 vit löpare · h1 vit torn | a8 svart torn · b8 svart springare · c8 svart löpare · d8 svart drottning · e8 svart kung · f8 svart löpare · h8 svart torn · a7 svart bonde · b7 svart bonde · f7 svart bonde · g7 svart bonde · h7 svart bonde · e6 svart bonde · f6 svart springare · c5 svart bonde · d5 svart bonde · c4 vit bonde · d4 vit bonde · c3 vit springare · f3 vit springare · a2 vit bonde · b2 vit bonde · e2 vit bonde · f2 vit bonde · g2 vit bonde · h2 vit bonde · a1 vit torn · c1 vit löpare · d1 vit drottning · e1 vit kung · f1 vit löpare · h1 vit torn | a8 svart torn · b8 svart springare · c8 svart löpare · d8 svart drottning · e8 svart kung · f8 svart löpare · h8 svart torn · a7 svart bonde · b7 svart bonde · f7 svart bonde · g7 svart bonde · h7 svart bonde · e6 svart bonde · f6 svart springare · c5 svart bonde · d5 svart bonde · c4 vit bonde · d4 vit bonde · c3 vit springare · f3 vit springare · a2 vit bonde · b2 vit bonde · e2 vit bonde · f2 vit bonde · g2 vit bonde · h2 vit bonde · a1 vit torn · c1 vit löpare · d1 vit drottning · e1 vit kung · f1 vit löpare · h1 vit torn | a8 svart torn · b8 svart springare · c8 svart löpare · d8 svart drottning · e8 svart kung · f8 svart löpare · h8 svart torn · a7 svart bonde · b7 svart bonde · f7 svart bonde · g7 svart bonde · h7 svart bonde · e6 svart bonde · f6 svart springare · c5 svart bonde · d5 svart bonde · c4 vit bonde · d4 vit bonde · c3 vit springare · f3 vit springare · a2 vit bonde · b2 vit bonde · e2 vit bonde · f2 vit bonde · g2 vit bonde · h2 vit bonde · a1 vit torn · c1 vit löpare · d1 vit drottning · e1 vit kung · f1 vit löpare · h1 vit torn | a8 svart torn · b8 svart springare · c8 svart löpare · d8 svart drottning · e8 svart kung · f8 svart löpare · h8 svart torn · a7 svart bonde · b7 svart bonde · f7 svart bonde · g7 svart bonde · h7 svart bonde · e6 svart bonde · f6 svart springare · c5 svart bonde · d5 svart bonde · c4 vit bonde · d4 vit bonde · c3 vit springare · f3 vit springare · a2 vit bonde · b2 vit bonde · e2 vit bonde · f2 vit bonde · g2 vit bonde · h2 vit bonde · a1 vit torn · c1 vit löpare · d1 vit drottning · e1 vit kung · f1 vit löpare · h1 vit torn | a8 svart torn · b8 svart springare · c8 svart löpare · d8 svart drottning · e8 svart kung · f8 svart löpare · h8 svart torn · a7 svart bonde · b7 svart bonde · f7 svart bonde · g7 svart bonde · h7 svart bonde · e6 svart bonde · f6 svart springare · c5 svart bonde · d5 svart bonde · c4 vit bonde · d4 vit bonde · c3 vit springare · f3 vit springare · a2 vit bonde · b2 vit bonde · e2 vit bonde · f2 vit bonde · g2 vit bonde · h2 vit bonde · a1 vit torn · c1 vit löpare · d1 vit drottning · e1 vit kung · f1 vit löpare · h1 vit torn | a8 svart torn · b8 svart springare · c8 svart löpare · d8 svart drottning · e8 svart kung · f8 svart löpare · h8 svart torn · a7 svart bonde · b7 svart bonde · f7 svart bonde · g7 svart bonde · h7 svart bonde · e6 svart bonde · f6 svart springare · c5 svart bonde · d5 svart bonde · c4 vit bonde · d4 vit bonde · c3 vit springare · f3 vit springare · a2 vit bonde · b2 vit bonde · e2 vit bonde · f2 vit bonde · g2 vit bonde · h2 vit bonde · a1 vit torn · c1 vit löpare · d1 vit drottning · e1 vit kung · f1 vit löpare · h1 vit torn | a8 svart torn · b8 svart springare · c8 svart löpare · d8 svart drottning · e8 svart kung · f8 svart löpare · h8 svart torn · a7 svart bonde · b7 svart bonde · f7 svart bonde · g7 svart bonde · h7 svart bonde · e6 svart bonde · f6 svart springare · c5 svart bonde · d5 svart bonde · c4 vit bonde · d4 vit bonde · c3 vit springare · f3 vit springare · a2 vit bonde · b2 vit bonde · e2 vit bonde · f2 vit bonde · g2 vit bonde · h2 vit bonde · a1 vit torn · c1 vit löpare · d1 vit drottning · e1 vit kung · f1 vit löpare · h1 vit torn | 4 |
| 3 | a8 svart torn · b8 svart springare · c8 svart löpare · d8 svart drottning · e8 svart kung · f8 svart löpare · h8 svart torn · a7 svart bonde · b7 svart bonde · f7 svart bonde · g7 svart bonde · h7 svart bonde · e6 svart bonde · f6 svart springare · c5 svart bonde · d5 svart bonde · c4 vit bonde · d4 vit bonde · c3 vit springare · f3 vit springare · a2 vit bonde · b2 vit bonde · e2 vit bonde · f2 vit bonde · g2 vit bonde · h2 vit bonde · a1 vit torn · c1 vit löpare · d1 vit drottning · e1 vit kung · f1 vit löpare · h1 vit torn | a8 svart torn · b8 svart springare · c8 svart löpare · d8 svart drottning · e8 svart kung · f8 svart löpare · h8 svart torn · a7 svart bonde · b7 svart bonde · f7 svart bonde · g7 svart bonde · h7 svart bonde · e6 svart bonde · f6 svart springare · c5 svart bonde · d5 svart bonde · c4 vit bonde · d4 vit bonde · c3 vit springare · f3 vit springare · a2 vit bonde · b2 vit bonde · e2 vit bonde · f2 vit bonde · g2 vit bonde · h2 vit bonde · a1 vit torn · c1 vit löpare · d1 vit drottning · e1 vit kung · f1 vit löpare · h1 vit torn | a8 svart torn · b8 svart springare · c8 svart löpare · d8 svart drottning · e8 svart kung · f8 svart löpare · h8 svart torn · a7 svart bonde · b7 svart bonde · f7 svart bonde · g7 svart bonde · h7 svart bonde · e6 svart bonde · f6 svart springare · c5 svart bonde · d5 svart bonde · c4 vit bonde · d4 vit bonde · c3 vit springare · f3 vit springare · a2 vit bonde · b2 vit bonde · e2 vit bonde · f2 vit bonde · g2 vit bonde · h2 vit bonde · a1 vit torn · c1 vit löpare · d1 vit drottning · e1 vit kung · f1 vit löpare · h1 vit torn | a8 svart torn · b8 svart springare · c8 svart löpare · d8 svart drottning · e8 svart kung · f8 svart löpare · h8 svart torn · a7 svart bonde · b7 svart bonde · f7 svart bonde · g7 svart bonde · h7 svart bonde · e6 svart bonde · f6 svart springare · c5 svart bonde · d5 svart bonde · c4 vit bonde · d4 vit bonde · c3 vit springare · f3 vit springare · a2 vit bonde · b2 vit bonde · e2 vit bonde · f2 vit bonde · g2 vit bonde · h2 vit bonde · a1 vit torn · c1 vit löpare · d1 vit drottning · e1 vit kung · f1 vit löpare · h1 vit torn | a8 svart torn · b8 svart springare · c8 svart löpare · d8 svart drottning · e8 svart kung · f8 svart löpare · h8 svart torn · a7 svart bonde · b7 svart bonde · f7 svart bonde · g7 svart bonde · h7 svart bonde · e6 svart bonde · f6 svart springare · c5 svart bonde · d5 svart bonde · c4 vit bonde · d4 vit bonde · c3 vit springare · f3 vit springare · a2 vit bonde · b2 vit bonde · e2 vit bonde · f2 vit bonde · g2 vit bonde · h2 vit bonde · a1 vit torn · c1 vit löpare · d1 vit drottning · e1 vit kung · f1 vit löpare · h1 vit torn | a8 svart torn · b8 svart springare · c8 svart löpare · d8 svart drottning · e8 svart kung · f8 svart löpare · h8 svart torn · a7 svart bonde · b7 svart bonde · f7 svart bonde · g7 svart bonde · h7 svart bonde · e6 svart bonde · f6 svart springare · c5 svart bonde · d5 svart bonde · c4 vit bonde · d4 vit bonde · c3 vit springare · f3 vit springare · a2 vit bonde · b2 vit bonde · e2 vit bonde · f2 vit bonde · g2 vit bonde · h2 vit bonde · a1 vit torn · c1 vit löpare · d1 vit drottning · e1 vit kung · f1 vit löpare · h1 vit torn | a8 svart torn · b8 svart springare · c8 svart löpare · d8 svart drottning · e8 svart kung · f8 svart löpare · h8 svart torn · a7 svart bonde · b7 svart bonde · f7 svart bonde · g7 svart bonde · h7 svart bonde · e6 svart bonde · f6 svart springare · c5 svart bonde · d5 svart bonde · c4 vit bonde · d4 vit bonde · c3 vit springare · f3 vit springare · a2 vit bonde · b2 vit bonde · e2 vit bonde · f2 vit bonde · g2 vit bonde · h2 vit bonde · a1 vit torn · c1 vit löpare · d1 vit drottning · e1 vit kung · f1 vit löpare · h1 vit torn | a8 svart torn · b8 svart springare · c8 svart löpare · d8 svart drottning · e8 svart kung · f8 svart löpare · h8 svart torn · a7 svart bonde · b7 svart bonde · f7 svart bonde · g7 svart bonde · h7 svart bonde · e6 svart bonde · f6 svart springare · c5 svart bonde · d5 svart bonde · c4 vit bonde · d4 vit bonde · c3 vit springare · f3 vit springare · a2 vit bonde · b2 vit bonde · e2 vit bonde · f2 vit bonde · g2 vit bonde · h2 vit bonde · a1 vit torn · c1 vit löpare · d1 vit drottning · e1 vit kung · f1 vit löpare · h1 vit torn | 3 |
| 2 | a8 svart torn · b8 svart springare · c8 svart löpare · d8 svart drottning · e8 svart kung · f8 svart löpare · h8 svart torn · a7 svart bonde · b7 svart bonde · f7 svart bonde · g7 svart bonde · h7 svart bonde · e6 svart bonde · f6 svart springare · c5 svart bonde · d5 svart bonde · c4 vit bonde · d4 vit bonde · c3 vit springare · f3 vit springare · a2 vit bonde · b2 vit bonde · e2 vit bonde · f2 vit bonde · g2 vit bonde · h2 vit bonde · a1 vit torn · c1 vit löpare · d1 vit drottning · e1 vit kung · f1 vit löpare · h1 vit torn | a8 svart torn · b8 svart springare · c8 svart löpare · d8 svart drottning · e8 svart kung · f8 svart löpare · h8 svart torn · a7 svart bonde · b7 svart bonde · f7 svart bonde · g7 svart bonde · h7 svart bonde · e6 svart bonde · f6 svart springare · c5 svart bonde · d5 svart bonde · c4 vit bonde · d4 vit bonde · c3 vit springare · f3 vit springare · a2 vit bonde · b2 vit bonde · e2 vit bonde · f2 vit bonde · g2 vit bonde · h2 vit bonde · a1 vit torn · c1 vit löpare · d1 vit drottning · e1 vit kung · f1 vit löpare · h1 vit torn | a8 svart torn · b8 svart springare · c8 svart löpare · d8 svart drottning · e8 svart kung · f8 svart löpare · h8 svart torn · a7 svart bonde · b7 svart bonde · f7 svart bonde · g7 svart bonde · h7 svart bonde · e6 svart bonde · f6 svart springare · c5 svart bonde · d5 svart bonde · c4 vit bonde · d4 vit bonde · c3 vit springare · f3 vit springare · a2 vit bonde · b2 vit bonde · e2 vit bonde · f2 vit bonde · g2 vit bonde · h2 vit bonde · a1 vit torn · c1 vit löpare · d1 vit drottning · e1 vit kung · f1 vit löpare · h1 vit torn | a8 svart torn · b8 svart springare · c8 svart löpare · d8 svart drottning · e8 svart kung · f8 svart löpare · h8 svart torn · a7 svart bonde · b7 svart bonde · f7 svart bonde · g7 svart bonde · h7 svart bonde · e6 svart bonde · f6 svart springare · c5 svart bonde · d5 svart bonde · c4 vit bonde · d4 vit bonde · c3 vit springare · f3 vit springare · a2 vit bonde · b2 vit bonde · e2 vit bonde · f2 vit bonde · g2 vit bonde · h2 vit bonde · a1 vit torn · c1 vit löpare · d1 vit drottning · e1 vit kung · f1 vit löpare · h1 vit torn | a8 svart torn · b8 svart springare · c8 svart löpare · d8 svart drottning · e8 svart kung · f8 svart löpare · h8 svart torn · a7 svart bonde · b7 svart bonde · f7 svart bonde · g7 svart bonde · h7 svart bonde · e6 svart bonde · f6 svart springare · c5 svart bonde · d5 svart bonde · c4 vit bonde · d4 vit bonde · c3 vit springare · f3 vit springare · a2 vit bonde · b2 vit bonde · e2 vit bonde · f2 vit bonde · g2 vit bonde · h2 vit bonde · a1 vit torn · c1 vit löpare · d1 vit drottning · e1 vit kung · f1 vit löpare · h1 vit torn | a8 svart torn · b8 svart springare · c8 svart löpare · d8 svart drottning · e8 svart kung · f8 svart löpare · h8 svart torn · a7 svart bonde · b7 svart bonde · f7 svart bonde · g7 svart bonde · h7 svart bonde · e6 svart bonde · f6 svart springare · c5 svart bonde · d5 svart bonde · c4 vit bonde · d4 vit bonde · c3 vit springare · f3 vit springare · a2 vit bonde · b2 vit bonde · e2 vit bonde · f2 vit bonde · g2 vit bonde · h2 vit bonde · a1 vit torn · c1 vit löpare · d1 vit drottning · e1 vit kung · f1 vit löpare · h1 vit torn | a8 svart torn · b8 svart springare · c8 svart löpare · d8 svart drottning · e8 svart kung · f8 svart löpare · h8 svart torn · a7 svart bonde · b7 svart bonde · f7 svart bonde · g7 svart bonde · h7 svart bonde · e6 svart bonde · f6 svart springare · c5 svart bonde · d5 svart bonde · c4 vit bonde · d4 vit bonde · c3 vit springare · f3 vit springare · a2 vit bonde · b2 vit bonde · e2 vit bonde · f2 vit bonde · g2 vit bonde · h2 vit bonde · a1 vit torn · c1 vit löpare · d1 vit drottning · e1 vit kung · f1 vit löpare · h1 vit torn | a8 svart torn · b8 svart springare · c8 svart löpare · d8 svart drottning · e8 svart kung · f8 svart löpare · h8 svart torn · a7 svart bonde · b7 svart bonde · f7 svart bonde · g7 svart bonde · h7 svart bonde · e6 svart bonde · f6 svart springare · c5 svart bonde · d5 svart bonde · c4 vit bonde · d4 vit bonde · c3 vit springare · f3 vit springare · a2 vit bonde · b2 vit bonde · e2 vit bonde · f2 vit bonde · g2 vit bonde · h2 vit bonde · a1 vit torn · c1 vit löpare · d1 vit drottning · e1 vit kung · f1 vit löpare · h1 vit torn | 2 |
| 1 | a8 svart torn · b8 svart springare · c8 svart löpare · d8 svart drottning · e8 svart kung · f8 svart löpare · h8 svart torn · a7 svart bonde · b7 svart bonde · f7 svart bonde · g7 svart bonde · h7 svart bonde · e6 svart bonde · f6 svart springare · c5 svart bonde · d5 svart bonde · c4 vit bonde · d4 vit bonde · c3 vit springare · f3 vit springare · a2 vit bonde · b2 vit bonde · e2 vit bonde · f2 vit bonde · g2 vit bonde · h2 vit bonde · a1 vit torn · c1 vit löpare · d1 vit drottning · e1 vit kung · f1 vit löpare · h1 vit torn | a8 svart torn · b8 svart springare · c8 svart löpare · d8 svart drottning · e8 svart kung · f8 svart löpare · h8 svart torn · a7 svart bonde · b7 svart bonde · f7 svart bonde · g7 svart bonde · h7 svart bonde · e6 svart bonde · f6 svart springare · c5 svart bonde · d5 svart bonde · c4 vit bonde · d4 vit bonde · c3 vit springare · f3 vit springare · a2 vit bonde · b2 vit bonde · e2 vit bonde · f2 vit bonde · g2 vit bonde · h2 vit bonde · a1 vit torn · c1 vit löpare · d1 vit drottning · e1 vit kung · f1 vit löpare · h1 vit torn | a8 svart torn · b8 svart springare · c8 svart löpare · d8 svart drottning · e8 svart kung · f8 svart löpare · h8 svart torn · a7 svart bonde · b7 svart bonde · f7 svart bonde · g7 svart bonde · h7 svart bonde · e6 svart bonde · f6 svart springare · c5 svart bonde · d5 svart bonde · c4 vit bonde · d4 vit bonde · c3 vit springare · f3 vit springare · a2 vit bonde · b2 vit bonde · e2 vit bonde · f2 vit bonde · g2 vit bonde · h2 vit bonde · a1 vit torn · c1 vit löpare · d1 vit drottning · e1 vit kung · f1 vit löpare · h1 vit torn | a8 svart torn · b8 svart springare · c8 svart löpare · d8 svart drottning · e8 svart kung · f8 svart löpare · h8 svart torn · a7 svart bonde · b7 svart bonde · f7 svart bonde · g7 svart bonde · h7 svart bonde · e6 svart bonde · f6 svart springare · c5 svart bonde · d5 svart bonde · c4 vit bonde · d4 vit bonde · c3 vit springare · f3 vit springare · a2 vit bonde · b2 vit bonde · e2 vit bonde · f2 vit bonde · g2 vit bonde · h2 vit bonde · a1 vit torn · c1 vit löpare · d1 vit drottning · e1 vit kung · f1 vit löpare · h1 vit torn | a8 svart torn · b8 svart springare · c8 svart löpare · d8 svart drottning · e8 svart kung · f8 svart löpare · h8 svart torn · a7 svart bonde · b7 svart bonde · f7 svart bonde · g7 svart bonde · h7 svart bonde · e6 svart bonde · f6 svart springare · c5 svart bonde · d5 svart bonde · c4 vit bonde · d4 vit bonde · c3 vit springare · f3 vit springare · a2 vit bonde · b2 vit bonde · e2 vit bonde · f2 vit bonde · g2 vit bonde · h2 vit bonde · a1 vit torn · c1 vit löpare · d1 vit drottning · e1 vit kung · f1 vit löpare · h1 vit torn | a8 svart torn · b8 svart springare · c8 svart löpare · d8 svart drottning · e8 svart kung · f8 svart löpare · h8 svart torn · a7 svart bonde · b7 svart bonde · f7 svart bonde · g7 svart bonde · h7 svart bonde · e6 svart bonde · f6 svart springare · c5 svart bonde · d5 svart bonde · c4 vit bonde · d4 vit bonde · c3 vit springare · f3 vit springare · a2 vit bonde · b2 vit bonde · e2 vit bonde · f2 vit bonde · g2 vit bonde · h2 vit bonde · a1 vit torn · c1 vit löpare · d1 vit drottning · e1 vit kung · f1 vit löpare · h1 vit torn | a8 svart torn · b8 svart springare · c8 svart löpare · d8 svart drottning · e8 svart kung · f8 svart löpare · h8 svart torn · a7 svart bonde · b7 svart bonde · f7 svart bonde · g7 svart bonde · h7 svart bonde · e6 svart bonde · f6 svart springare · c5 svart bonde · d5 svart bonde · c4 vit bonde · d4 vit bonde · c3 vit springare · f3 vit springare · a2 vit bonde · b2 vit bonde · e2 vit bonde · f2 vit bonde · g2 vit bonde · h2 vit bonde · a1 vit torn · c1 vit löpare · d1 vit drottning · e1 vit kung · f1 vit löpare · h1 vit torn | a8 svart torn · b8 svart springare · c8 svart löpare · d8 svart drottning · e8 svart kung · f8 svart löpare · h8 svart torn · a7 svart bonde · b7 svart bonde · f7 svart bonde · g7 svart bonde · h7 svart bonde · e6 svart bonde · f6 svart springare · c5 svart bonde · d5 svart bonde · c4 vit bonde · d4 vit bonde · c3 vit springare · f3 vit springare · a2 vit bonde · b2 vit bonde · e2 vit bonde · f2 vit bonde · g2 vit bonde · h2 vit bonde · a1 vit torn · c1 vit löpare · d1 vit drottning · e1 vit kung · f1 vit löpare · h1 vit torn | 1 |
|   | a | b | c | d | e | f | g | h |   |

Semi-Tarrasch, även kallat det förbättrade Tarraschförsvaret, definieras av 3.Sc3 Sf6 4.Sf3 c5 (se diagram). 
Den här varianten är besläktad med Tarraschförsvaret men har den viktiga skillnaden att svart inte får en isolerad d-bonde eftersom han kan ta tillbaka på d5 med springaren. Vit kan i stället skaffa sig en terrängfördel. 
Spelet fortsätter vanligen 5.cxd5 Sxd5 och vit kan välja mellan 6.e3 Sc6 7.Ld3 och 6.e4 Sxc3 7.bxc3 cxd4 8.cxd4 Lb4+ 9.Ld2 Lxd2+ 10.Dxd2.
Vit kan också välja den symmetriska varianten med 5.e3. En typisk fortsättning är 5...Sc6 6.a3 a6 7.dxc5 Lxc5 8.b4. 

## Antagen damgambit
|   | a | b | c | d | e | f | g | h |   |
| 8 | a8 svart torn · b8 svart springare · c8 svart löpare · d8 svart drottning · e8 svart kung · f8 svart löpare · g8 svart springare · h8 svart torn · a7 svart bonde · b7 svart bonde · c7 svart bonde · e7 svart bonde · f7 svart bonde · g7 svart bonde · h7 svart bonde · c4 svart bonde · d4 vit bonde · a2 vit bonde · b2 vit bonde · e2 vit bonde · f2 vit bonde · g2 vit bonde · h2 vit bonde · a1 vit torn · b1 vit springare · c1 vit löpare · d1 vit drottning · e1 vit kung · f1 vit löpare · g1 vit springare · h1 vit torn | a8 svart torn · b8 svart springare · c8 svart löpare · d8 svart drottning · e8 svart kung · f8 svart löpare · g8 svart springare · h8 svart torn · a7 svart bonde · b7 svart bonde · c7 svart bonde · e7 svart bonde · f7 svart bonde · g7 svart bonde · h7 svart bonde · c4 svart bonde · d4 vit bonde · a2 vit bonde · b2 vit bonde · e2 vit bonde · f2 vit bonde · g2 vit bonde · h2 vit bonde · a1 vit torn · b1 vit springare · c1 vit löpare · d1 vit drottning · e1 vit kung · f1 vit löpare · g1 vit springare · h1 vit torn | a8 svart torn · b8 svart springare · c8 svart löpare · d8 svart drottning · e8 svart kung · f8 svart löpare · g8 svart springare · h8 svart torn · a7 svart bonde · b7 svart bonde · c7 svart bonde · e7 svart bonde · f7 svart bonde · g7 svart bonde · h7 svart bonde · c4 svart bonde · d4 vit bonde · a2 vit bonde · b2 vit bonde · e2 vit bonde · f2 vit bonde · g2 vit bonde · h2 vit bonde · a1 vit torn · b1 vit springare · c1 vit löpare · d1 vit drottning · e1 vit kung · f1 vit löpare · g1 vit springare · h1 vit torn | a8 svart torn · b8 svart springare · c8 svart löpare · d8 svart drottning · e8 svart kung · f8 svart löpare · g8 svart springare · h8 svart torn · a7 svart bonde · b7 svart bonde · c7 svart bonde · e7 svart bonde · f7 svart bonde · g7 svart bonde · h7 svart bonde · c4 svart bonde · d4 vit bonde · a2 vit bonde · b2 vit bonde · e2 vit bonde · f2 vit bonde · g2 vit bonde · h2 vit bonde · a1 vit torn · b1 vit springare · c1 vit löpare · d1 vit drottning · e1 vit kung · f1 vit löpare · g1 vit springare · h1 vit torn | a8 svart torn · b8 svart springare · c8 svart löpare · d8 svart drottning · e8 svart kung · f8 svart löpare · g8 svart springare · h8 svart torn · a7 svart bonde · b7 svart bonde · c7 svart bonde · e7 svart bonde · f7 svart bonde · g7 svart bonde · h7 svart bonde · c4 svart bonde · d4 vit bonde · a2 vit bonde · b2 vit bonde · e2 vit bonde · f2 vit bonde · g2 vit bonde · h2 vit bonde · a1 vit torn · b1 vit springare · c1 vit löpare · d1 vit drottning · e1 vit kung · f1 vit löpare · g1 vit springare · h1 vit torn | a8 svart torn · b8 svart springare · c8 svart löpare · d8 svart drottning · e8 svart kung · f8 svart löpare · g8 svart springare · h8 svart torn · a7 svart bonde · b7 svart bonde · c7 svart bonde · e7 svart bonde · f7 svart bonde · g7 svart bonde · h7 svart bonde · c4 svart bonde · d4 vit bonde · a2 vit bonde · b2 vit bonde · e2 vit bonde · f2 vit bonde · g2 vit bonde · h2 vit bonde · a1 vit torn · b1 vit springare · c1 vit löpare · d1 vit drottning · e1 vit kung · f1 vit löpare · g1 vit springare · h1 vit torn | a8 svart torn · b8 svart springare · c8 svart löpare · d8 svart drottning · e8 svart kung · f8 svart löpare · g8 svart springare · h8 svart torn · a7 svart bonde · b7 svart bonde · c7 svart bonde · e7 svart bonde · f7 svart bonde · g7 svart bonde · h7 svart bonde · c4 svart bonde · d4 vit bonde · a2 vit bonde · b2 vit bonde · e2 vit bonde · f2 vit bonde · g2 vit bonde · h2 vit bonde · a1 vit torn · b1 vit springare · c1 vit löpare · d1 vit drottning · e1 vit kung · f1 vit löpare · g1 vit springare · h1 vit torn | a8 svart torn · b8 svart springare · c8 svart löpare · d8 svart drottning · e8 svart kung · f8 svart löpare · g8 svart springare · h8 svart torn · a7 svart bonde · b7 svart bonde · c7 svart bonde · e7 svart bonde · f7 svart bonde · g7 svart bonde · h7 svart bonde · c4 svart bonde · d4 vit bonde · a2 vit bonde · b2 vit bonde · e2 vit bonde · f2 vit bonde · g2 vit bonde · h2 vit bonde · a1 vit torn · b1 vit springare · c1 vit löpare · d1 vit drottning · e1 vit kung · f1 vit löpare · g1 vit springare · h1 vit torn | 8 |
| 7 | a8 svart torn · b8 svart springare · c8 svart löpare · d8 svart drottning · e8 svart kung · f8 svart löpare · g8 svart springare · h8 svart torn · a7 svart bonde · b7 svart bonde · c7 svart bonde · e7 svart bonde · f7 svart bonde · g7 svart bonde · h7 svart bonde · c4 svart bonde · d4 vit bonde · a2 vit bonde · b2 vit bonde · e2 vit bonde · f2 vit bonde · g2 vit bonde · h2 vit bonde · a1 vit torn · b1 vit springare · c1 vit löpare · d1 vit drottning · e1 vit kung · f1 vit löpare · g1 vit springare · h1 vit torn | a8 svart torn · b8 svart springare · c8 svart löpare · d8 svart drottning · e8 svart kung · f8 svart löpare · g8 svart springare · h8 svart torn · a7 svart bonde · b7 svart bonde · c7 svart bonde · e7 svart bonde · f7 svart bonde · g7 svart bonde · h7 svart bonde · c4 svart bonde · d4 vit bonde · a2 vit bonde · b2 vit bonde · e2 vit bonde · f2 vit bonde · g2 vit bonde · h2 vit bonde · a1 vit torn · b1 vit springare · c1 vit löpare · d1 vit drottning · e1 vit kung · f1 vit löpare · g1 vit springare · h1 vit torn | a8 svart torn · b8 svart springare · c8 svart löpare · d8 svart drottning · e8 svart kung · f8 svart löpare · g8 svart springare · h8 svart torn · a7 svart bonde · b7 svart bonde · c7 svart bonde · e7 svart bonde · f7 svart bonde · g7 svart bonde · h7 svart bonde · c4 svart bonde · d4 vit bonde · a2 vit bonde · b2 vit bonde · e2 vit bonde · f2 vit bonde · g2 vit bonde · h2 vit bonde · a1 vit torn · b1 vit springare · c1 vit löpare · d1 vit drottning · e1 vit kung · f1 vit löpare · g1 vit springare · h1 vit torn | a8 svart torn · b8 svart springare · c8 svart löpare · d8 svart drottning · e8 svart kung · f8 svart löpare · g8 svart springare · h8 svart torn · a7 svart bonde · b7 svart bonde · c7 svart bonde · e7 svart bonde · f7 svart bonde · g7 svart bonde · h7 svart bonde · c4 svart bonde · d4 vit bonde · a2 vit bonde · b2 vit bonde · e2 vit bonde · f2 vit bonde · g2 vit bonde · h2 vit bonde · a1 vit torn · b1 vit springare · c1 vit löpare · d1 vit drottning · e1 vit kung · f1 vit löpare · g1 vit springare · h1 vit torn | a8 svart torn · b8 svart springare · c8 svart löpare · d8 svart drottning · e8 svart kung · f8 svart löpare · g8 svart springare · h8 svart torn · a7 svart bonde · b7 svart bonde · c7 svart bonde · e7 svart bonde · f7 svart bonde · g7 svart bonde · h7 svart bonde · c4 svart bonde · d4 vit bonde · a2 vit bonde · b2 vit bonde · e2 vit bonde · f2 vit bonde · g2 vit bonde · h2 vit bonde · a1 vit torn · b1 vit springare · c1 vit löpare · d1 vit drottning · e1 vit kung · f1 vit löpare · g1 vit springare · h1 vit torn | a8 svart torn · b8 svart springare · c8 svart löpare · d8 svart drottning · e8 svart kung · f8 svart löpare · g8 svart springare · h8 svart torn · a7 svart bonde · b7 svart bonde · c7 svart bonde · e7 svart bonde · f7 svart bonde · g7 svart bonde · h7 svart bonde · c4 svart bonde · d4 vit bonde · a2 vit bonde · b2 vit bonde · e2 vit bonde · f2 vit bonde · g2 vit bonde · h2 vit bonde · a1 vit torn · b1 vit springare · c1 vit löpare · d1 vit drottning · e1 vit kung · f1 vit löpare · g1 vit springare · h1 vit torn | a8 svart torn · b8 svart springare · c8 svart löpare · d8 svart drottning · e8 svart kung · f8 svart löpare · g8 svart springare · h8 svart torn · a7 svart bonde · b7 svart bonde · c7 svart bonde · e7 svart bonde · f7 svart bonde · g7 svart bonde · h7 svart bonde · c4 svart bonde · d4 vit bonde · a2 vit bonde · b2 vit bonde · e2 vit bonde · f2 vit bonde · g2 vit bonde · h2 vit bonde · a1 vit torn · b1 vit springare · c1 vit löpare · d1 vit drottning · e1 vit kung · f1 vit löpare · g1 vit springare · h1 vit torn | a8 svart torn · b8 svart springare · c8 svart löpare · d8 svart drottning · e8 svart kung · f8 svart löpare · g8 svart springare · h8 svart torn · a7 svart bonde · b7 svart bonde · c7 svart bonde · e7 svart bonde · f7 svart bonde · g7 svart bonde · h7 svart bonde · c4 svart bonde · d4 vit bonde · a2 vit bonde · b2 vit bonde · e2 vit bonde · f2 vit bonde · g2 vit bonde · h2 vit bonde · a1 vit torn · b1 vit springare · c1 vit löpare · d1 vit drottning · e1 vit kung · f1 vit löpare · g1 vit springare · h1 vit torn | 7 |
| 6 | a8 svart torn · b8 svart springare · c8 svart löpare · d8 svart drottning · e8 svart kung · f8 svart löpare · g8 svart springare · h8 svart torn · a7 svart bonde · b7 svart bonde · c7 svart bonde · e7 svart bonde · f7 svart bonde · g7 svart bonde · h7 svart bonde · c4 svart bonde · d4 vit bonde · a2 vit bonde · b2 vit bonde · e2 vit bonde · f2 vit bonde · g2 vit bonde · h2 vit bonde · a1 vit torn · b1 vit springare · c1 vit löpare · d1 vit drottning · e1 vit kung · f1 vit löpare · g1 vit springare · h1 vit torn | a8 svart torn · b8 svart springare · c8 svart löpare · d8 svart drottning · e8 svart kung · f8 svart löpare · g8 svart springare · h8 svart torn · a7 svart bonde · b7 svart bonde · c7 svart bonde · e7 svart bonde · f7 svart bonde · g7 svart bonde · h7 svart bonde · c4 svart bonde · d4 vit bonde · a2 vit bonde · b2 vit bonde · e2 vit bonde · f2 vit bonde · g2 vit bonde · h2 vit bonde · a1 vit torn · b1 vit springare · c1 vit löpare · d1 vit drottning · e1 vit kung · f1 vit löpare · g1 vit springare · h1 vit torn | a8 svart torn · b8 svart springare · c8 svart löpare · d8 svart drottning · e8 svart kung · f8 svart löpare · g8 svart springare · h8 svart torn · a7 svart bonde · b7 svart bonde · c7 svart bonde · e7 svart bonde · f7 svart bonde · g7 svart bonde · h7 svart bonde · c4 svart bonde · d4 vit bonde · a2 vit bonde · b2 vit bonde · e2 vit bonde · f2 vit bonde · g2 vit bonde · h2 vit bonde · a1 vit torn · b1 vit springare · c1 vit löpare · d1 vit drottning · e1 vit kung · f1 vit löpare · g1 vit springare · h1 vit torn | a8 svart torn · b8 svart springare · c8 svart löpare · d8 svart drottning · e8 svart kung · f8 svart löpare · g8 svart springare · h8 svart torn · a7 svart bonde · b7 svart bonde · c7 svart bonde · e7 svart bonde · f7 svart bonde · g7 svart bonde · h7 svart bonde · c4 svart bonde · d4 vit bonde · a2 vit bonde · b2 vit bonde · e2 vit bonde · f2 vit bonde · g2 vit bonde · h2 vit bonde · a1 vit torn · b1 vit springare · c1 vit löpare · d1 vit drottning · e1 vit kung · f1 vit löpare · g1 vit springare · h1 vit torn | a8 svart torn · b8 svart springare · c8 svart löpare · d8 svart drottning · e8 svart kung · f8 svart löpare · g8 svart springare · h8 svart torn · a7 svart bonde · b7 svart bonde · c7 svart bonde · e7 svart bonde · f7 svart bonde · g7 svart bonde · h7 svart bonde · c4 svart bonde · d4 vit bonde · a2 vit bonde · b2 vit bonde · e2 vit bonde · f2 vit bonde · g2 vit bonde · h2 vit bonde · a1 vit torn · b1 vit springare · c1 vit löpare · d1 vit drottning · e1 vit kung · f1 vit löpare · g1 vit springare · h1 vit torn | a8 svart torn · b8 svart springare · c8 svart löpare · d8 svart drottning · e8 svart kung · f8 svart löpare · g8 svart springare · h8 svart torn · a7 svart bonde · b7 svart bonde · c7 svart bonde · e7 svart bonde · f7 svart bonde · g7 svart bonde · h7 svart bonde · c4 svart bonde · d4 vit bonde · a2 vit bonde · b2 vit bonde · e2 vit bonde · f2 vit bonde · g2 vit bonde · h2 vit bonde · a1 vit torn · b1 vit springare · c1 vit löpare · d1 vit drottning · e1 vit kung · f1 vit löpare · g1 vit springare · h1 vit torn | a8 svart torn · b8 svart springare · c8 svart löpare · d8 svart drottning · e8 svart kung · f8 svart löpare · g8 svart springare · h8 svart torn · a7 svart bonde · b7 svart bonde · c7 svart bonde · e7 svart bonde · f7 svart bonde · g7 svart bonde · h7 svart bonde · c4 svart bonde · d4 vit bonde · a2 vit bonde · b2 vit bonde · e2 vit bonde · f2 vit bonde · g2 vit bonde · h2 vit bonde · a1 vit torn · b1 vit springare · c1 vit löpare · d1 vit drottning · e1 vit kung · f1 vit löpare · g1 vit springare · h1 vit torn | a8 svart torn · b8 svart springare · c8 svart löpare · d8 svart drottning · e8 svart kung · f8 svart löpare · g8 svart springare · h8 svart torn · a7 svart bonde · b7 svart bonde · c7 svart bonde · e7 svart bonde · f7 svart bonde · g7 svart bonde · h7 svart bonde · c4 svart bonde · d4 vit bonde · a2 vit bonde · b2 vit bonde · e2 vit bonde · f2 vit bonde · g2 vit bonde · h2 vit bonde · a1 vit torn · b1 vit springare · c1 vit löpare · d1 vit drottning · e1 vit kung · f1 vit löpare · g1 vit springare · h1 vit torn | 6 |
| 5 | a8 svart torn · b8 svart springare · c8 svart löpare · d8 svart drottning · e8 svart kung · f8 svart löpare · g8 svart springare · h8 svart torn · a7 svart bonde · b7 svart bonde · c7 svart bonde · e7 svart bonde · f7 svart bonde · g7 svart bonde · h7 svart bonde · c4 svart bonde · d4 vit bonde · a2 vit bonde · b2 vit bonde · e2 vit bonde · f2 vit bonde · g2 vit bonde · h2 vit bonde · a1 vit torn · b1 vit springare · c1 vit löpare · d1 vit drottning · e1 vit kung · f1 vit löpare · g1 vit springare · h1 vit torn | a8 svart torn · b8 svart springare · c8 svart löpare · d8 svart drottning · e8 svart kung · f8 svart löpare · g8 svart springare · h8 svart torn · a7 svart bonde · b7 svart bonde · c7 svart bonde · e7 svart bonde · f7 svart bonde · g7 svart bonde · h7 svart bonde · c4 svart bonde · d4 vit bonde · a2 vit bonde · b2 vit bonde · e2 vit bonde · f2 vit bonde · g2 vit bonde · h2 vit bonde · a1 vit torn · b1 vit springare · c1 vit löpare · d1 vit drottning · e1 vit kung · f1 vit löpare · g1 vit springare · h1 vit torn | a8 svart torn · b8 svart springare · c8 svart löpare · d8 svart drottning · e8 svart kung · f8 svart löpare · g8 svart springare · h8 svart torn · a7 svart bonde · b7 svart bonde · c7 svart bonde · e7 svart bonde · f7 svart bonde · g7 svart bonde · h7 svart bonde · c4 svart bonde · d4 vit bonde · a2 vit bonde · b2 vit bonde · e2 vit bonde · f2 vit bonde · g2 vit bonde · h2 vit bonde · a1 vit torn · b1 vit springare · c1 vit löpare · d1 vit drottning · e1 vit kung · f1 vit löpare · g1 vit springare · h1 vit torn | a8 svart torn · b8 svart springare · c8 svart löpare · d8 svart drottning · e8 svart kung · f8 svart löpare · g8 svart springare · h8 svart torn · a7 svart bonde · b7 svart bonde · c7 svart bonde · e7 svart bonde · f7 svart bonde · g7 svart bonde · h7 svart bonde · c4 svart bonde · d4 vit bonde · a2 vit bonde · b2 vit bonde · e2 vit bonde · f2 vit bonde · g2 vit bonde · h2 vit bonde · a1 vit torn · b1 vit springare · c1 vit löpare · d1 vit drottning · e1 vit kung · f1 vit löpare · g1 vit springare · h1 vit torn | a8 svart torn · b8 svart springare · c8 svart löpare · d8 svart drottning · e8 svart kung · f8 svart löpare · g8 svart springare · h8 svart torn · a7 svart bonde · b7 svart bonde · c7 svart bonde · e7 svart bonde · f7 svart bonde · g7 svart bonde · h7 svart bonde · c4 svart bonde · d4 vit bonde · a2 vit bonde · b2 vit bonde · e2 vit bonde · f2 vit bonde · g2 vit bonde · h2 vit bonde · a1 vit torn · b1 vit springare · c1 vit löpare · d1 vit drottning · e1 vit kung · f1 vit löpare · g1 vit springare · h1 vit torn | a8 svart torn · b8 svart springare · c8 svart löpare · d8 svart drottning · e8 svart kung · f8 svart löpare · g8 svart springare · h8 svart torn · a7 svart bonde · b7 svart bonde · c7 svart bonde · e7 svart bonde · f7 svart bonde · g7 svart bonde · h7 svart bonde · c4 svart bonde · d4 vit bonde · a2 vit bonde · b2 vit bonde · e2 vit bonde · f2 vit bonde · g2 vit bonde · h2 vit bonde · a1 vit torn · b1 vit springare · c1 vit löpare · d1 vit drottning · e1 vit kung · f1 vit löpare · g1 vit springare · h1 vit torn | a8 svart torn · b8 svart springare · c8 svart löpare · d8 svart drottning · e8 svart kung · f8 svart löpare · g8 svart springare · h8 svart torn · a7 svart bonde · b7 svart bonde · c7 svart bonde · e7 svart bonde · f7 svart bonde · g7 svart bonde · h7 svart bonde · c4 svart bonde · d4 vit bonde · a2 vit bonde · b2 vit bonde · e2 vit bonde · f2 vit bonde · g2 vit bonde · h2 vit bonde · a1 vit torn · b1 vit springare · c1 vit löpare · d1 vit drottning · e1 vit kung · f1 vit löpare · g1 vit springare · h1 vit torn | a8 svart torn · b8 svart springare · c8 svart löpare · d8 svart drottning · e8 svart kung · f8 svart löpare · g8 svart springare · h8 svart torn · a7 svart bonde · b7 svart bonde · c7 svart bonde · e7 svart bonde · f7 svart bonde · g7 svart bonde · h7 svart bonde · c4 svart bonde · d4 vit bonde · a2 vit bonde · b2 vit bonde · e2 vit bonde · f2 vit bonde · g2 vit bonde · h2 vit bonde · a1 vit torn · b1 vit springare · c1 vit löpare · d1 vit drottning · e1 vit kung · f1 vit löpare · g1 vit springare · h1 vit torn | 5 |
| 4 | a8 svart torn · b8 svart springare · c8 svart löpare · d8 svart drottning · e8 svart kung · f8 svart löpare · g8 svart springare · h8 svart torn · a7 svart bonde · b7 svart bonde · c7 svart bonde · e7 svart bonde · f7 svart bonde · g7 svart bonde · h7 svart bonde · c4 svart bonde · d4 vit bonde · a2 vit bonde · b2 vit bonde · e2 vit bonde · f2 vit bonde · g2 vit bonde · h2 vit bonde · a1 vit torn · b1 vit springare · c1 vit löpare · d1 vit drottning · e1 vit kung · f1 vit löpare · g1 vit springare · h1 vit torn | a8 svart torn · b8 svart springare · c8 svart löpare · d8 svart drottning · e8 svart kung · f8 svart löpare · g8 svart springare · h8 svart torn · a7 svart bonde · b7 svart bonde · c7 svart bonde · e7 svart bonde · f7 svart bonde · g7 svart bonde · h7 svart bonde · c4 svart bonde · d4 vit bonde · a2 vit bonde · b2 vit bonde · e2 vit bonde · f2 vit bonde · g2 vit bonde · h2 vit bonde · a1 vit torn · b1 vit springare · c1 vit löpare · d1 vit drottning · e1 vit kung · f1 vit löpare · g1 vit springare · h1 vit torn | a8 svart torn · b8 svart springare · c8 svart löpare · d8 svart drottning · e8 svart kung · f8 svart löpare · g8 svart springare · h8 svart torn · a7 svart bonde · b7 svart bonde · c7 svart bonde · e7 svart bonde · f7 svart bonde · g7 svart bonde · h7 svart bonde · c4 svart bonde · d4 vit bonde · a2 vit bonde · b2 vit bonde · e2 vit bonde · f2 vit bonde · g2 vit bonde · h2 vit bonde · a1 vit torn · b1 vit springare · c1 vit löpare · d1 vit drottning · e1 vit kung · f1 vit löpare · g1 vit springare · h1 vit torn | a8 svart torn · b8 svart springare · c8 svart löpare · d8 svart drottning · e8 svart kung · f8 svart löpare · g8 svart springare · h8 svart torn · a7 svart bonde · b7 svart bonde · c7 svart bonde · e7 svart bonde · f7 svart bonde · g7 svart bonde · h7 svart bonde · c4 svart bonde · d4 vit bonde · a2 vit bonde · b2 vit bonde · e2 vit bonde · f2 vit bonde · g2 vit bonde · h2 vit bonde · a1 vit torn · b1 vit springare · c1 vit löpare · d1 vit drottning · e1 vit kung · f1 vit löpare · g1 vit springare · h1 vit torn | a8 svart torn · b8 svart springare · c8 svart löpare · d8 svart drottning · e8 svart kung · f8 svart löpare · g8 svart springare · h8 svart torn · a7 svart bonde · b7 svart bonde · c7 svart bonde · e7 svart bonde · f7 svart bonde · g7 svart bonde · h7 svart bonde · c4 svart bonde · d4 vit bonde · a2 vit bonde · b2 vit bonde · e2 vit bonde · f2 vit bonde · g2 vit bonde · h2 vit bonde · a1 vit torn · b1 vit springare · c1 vit löpare · d1 vit drottning · e1 vit kung · f1 vit löpare · g1 vit springare · h1 vit torn | a8 svart torn · b8 svart springare · c8 svart löpare · d8 svart drottning · e8 svart kung · f8 svart löpare · g8 svart springare · h8 svart torn · a7 svart bonde · b7 svart bonde · c7 svart bonde · e7 svart bonde · f7 svart bonde · g7 svart bonde · h7 svart bonde · c4 svart bonde · d4 vit bonde · a2 vit bonde · b2 vit bonde · e2 vit bonde · f2 vit bonde · g2 vit bonde · h2 vit bonde · a1 vit torn · b1 vit springare · c1 vit löpare · d1 vit drottning · e1 vit kung · f1 vit löpare · g1 vit springare · h1 vit torn | a8 svart torn · b8 svart springare · c8 svart löpare · d8 svart drottning · e8 svart kung · f8 svart löpare · g8 svart springare · h8 svart torn · a7 svart bonde · b7 svart bonde · c7 svart bonde · e7 svart bonde · f7 svart bonde · g7 svart bonde · h7 svart bonde · c4 svart bonde · d4 vit bonde · a2 vit bonde · b2 vit bonde · e2 vit bonde · f2 vit bonde · g2 vit bonde · h2 vit bonde · a1 vit torn · b1 vit springare · c1 vit löpare · d1 vit drottning · e1 vit kung · f1 vit löpare · g1 vit springare · h1 vit torn | a8 svart torn · b8 svart springare · c8 svart löpare · d8 svart drottning · e8 svart kung · f8 svart löpare · g8 svart springare · h8 svart torn · a7 svart bonde · b7 svart bonde · c7 svart bonde · e7 svart bonde · f7 svart bonde · g7 svart bonde · h7 svart bonde · c4 svart bonde · d4 vit bonde · a2 vit bonde · b2 vit bonde · e2 vit bonde · f2 vit bonde · g2 vit bonde · h2 vit bonde · a1 vit torn · b1 vit springare · c1 vit löpare · d1 vit drottning · e1 vit kung · f1 vit löpare · g1 vit springare · h1 vit torn | 4 |
| 3 | a8 svart torn · b8 svart springare · c8 svart löpare · d8 svart drottning · e8 svart kung · f8 svart löpare · g8 svart springare · h8 svart torn · a7 svart bonde · b7 svart bonde · c7 svart bonde · e7 svart bonde · f7 svart bonde · g7 svart bonde · h7 svart bonde · c4 svart bonde · d4 vit bonde · a2 vit bonde · b2 vit bonde · e2 vit bonde · f2 vit bonde · g2 vit bonde · h2 vit bonde · a1 vit torn · b1 vit springare · c1 vit löpare · d1 vit drottning · e1 vit kung · f1 vit löpare · g1 vit springare · h1 vit torn | a8 svart torn · b8 svart springare · c8 svart löpare · d8 svart drottning · e8 svart kung · f8 svart löpare · g8 svart springare · h8 svart torn · a7 svart bonde · b7 svart bonde · c7 svart bonde · e7 svart bonde · f7 svart bonde · g7 svart bonde · h7 svart bonde · c4 svart bonde · d4 vit bonde · a2 vit bonde · b2 vit bonde · e2 vit bonde · f2 vit bonde · g2 vit bonde · h2 vit bonde · a1 vit torn · b1 vit springare · c1 vit löpare · d1 vit drottning · e1 vit kung · f1 vit löpare · g1 vit springare · h1 vit torn | a8 svart torn · b8 svart springare · c8 svart löpare · d8 svart drottning · e8 svart kung · f8 svart löpare · g8 svart springare · h8 svart torn · a7 svart bonde · b7 svart bonde · c7 svart bonde · e7 svart bonde · f7 svart bonde · g7 svart bonde · h7 svart bonde · c4 svart bonde · d4 vit bonde · a2 vit bonde · b2 vit bonde · e2 vit bonde · f2 vit bonde · g2 vit bonde · h2 vit bonde · a1 vit torn · b1 vit springare · c1 vit löpare · d1 vit drottning · e1 vit kung · f1 vit löpare · g1 vit springare · h1 vit torn | a8 svart torn · b8 svart springare · c8 svart löpare · d8 svart drottning · e8 svart kung · f8 svart löpare · g8 svart springare · h8 svart torn · a7 svart bonde · b7 svart bonde · c7 svart bonde · e7 svart bonde · f7 svart bonde · g7 svart bonde · h7 svart bonde · c4 svart bonde · d4 vit bonde · a2 vit bonde · b2 vit bonde · e2 vit bonde · f2 vit bonde · g2 vit bonde · h2 vit bonde · a1 vit torn · b1 vit springare · c1 vit löpare · d1 vit drottning · e1 vit kung · f1 vit löpare · g1 vit springare · h1 vit torn | a8 svart torn · b8 svart springare · c8 svart löpare · d8 svart drottning · e8 svart kung · f8 svart löpare · g8 svart springare · h8 svart torn · a7 svart bonde · b7 svart bonde · c7 svart bonde · e7 svart bonde · f7 svart bonde · g7 svart bonde · h7 svart bonde · c4 svart bonde · d4 vit bonde · a2 vit bonde · b2 vit bonde · e2 vit bonde · f2 vit bonde · g2 vit bonde · h2 vit bonde · a1 vit torn · b1 vit springare · c1 vit löpare · d1 vit drottning · e1 vit kung · f1 vit löpare · g1 vit springare · h1 vit torn | a8 svart torn · b8 svart springare · c8 svart löpare · d8 svart drottning · e8 svart kung · f8 svart löpare · g8 svart springare · h8 svart torn · a7 svart bonde · b7 svart bonde · c7 svart bonde · e7 svart bonde · f7 svart bonde · g7 svart bonde · h7 svart bonde · c4 svart bonde · d4 vit bonde · a2 vit bonde · b2 vit bonde · e2 vit bonde · f2 vit bonde · g2 vit bonde · h2 vit bonde · a1 vit torn · b1 vit springare · c1 vit löpare · d1 vit drottning · e1 vit kung · f1 vit löpare · g1 vit springare · h1 vit torn | a8 svart torn · b8 svart springare · c8 svart löpare · d8 svart drottning · e8 svart kung · f8 svart löpare · g8 svart springare · h8 svart torn · a7 svart bonde · b7 svart bonde · c7 svart bonde · e7 svart bonde · f7 svart bonde · g7 svart bonde · h7 svart bonde · c4 svart bonde · d4 vit bonde · a2 vit bonde · b2 vit bonde · e2 vit bonde · f2 vit bonde · g2 vit bonde · h2 vit bonde · a1 vit torn · b1 vit springare · c1 vit löpare · d1 vit drottning · e1 vit kung · f1 vit löpare · g1 vit springare · h1 vit torn | a8 svart torn · b8 svart springare · c8 svart löpare · d8 svart drottning · e8 svart kung · f8 svart löpare · g8 svart springare · h8 svart torn · a7 svart bonde · b7 svart bonde · c7 svart bonde · e7 svart bonde · f7 svart bonde · g7 svart bonde · h7 svart bonde · c4 svart bonde · d4 vit bonde · a2 vit bonde · b2 vit bonde · e2 vit bonde · f2 vit bonde · g2 vit bonde · h2 vit bonde · a1 vit torn · b1 vit springare · c1 vit löpare · d1 vit drottning · e1 vit kung · f1 vit löpare · g1 vit springare · h1 vit torn | 3 |
| 2 | a8 svart torn · b8 svart springare · c8 svart löpare · d8 svart drottning · e8 svart kung · f8 svart löpare · g8 svart springare · h8 svart torn · a7 svart bonde · b7 svart bonde · c7 svart bonde · e7 svart bonde · f7 svart bonde · g7 svart bonde · h7 svart bonde · c4 svart bonde · d4 vit bonde · a2 vit bonde · b2 vit bonde · e2 vit bonde · f2 vit bonde · g2 vit bonde · h2 vit bonde · a1 vit torn · b1 vit springare · c1 vit löpare · d1 vit drottning · e1 vit kung · f1 vit löpare · g1 vit springare · h1 vit torn | a8 svart torn · b8 svart springare · c8 svart löpare · d8 svart drottning · e8 svart kung · f8 svart löpare · g8 svart springare · h8 svart torn · a7 svart bonde · b7 svart bonde · c7 svart bonde · e7 svart bonde · f7 svart bonde · g7 svart bonde · h7 svart bonde · c4 svart bonde · d4 vit bonde · a2 vit bonde · b2 vit bonde · e2 vit bonde · f2 vit bonde · g2 vit bonde · h2 vit bonde · a1 vit torn · b1 vit springare · c1 vit löpare · d1 vit drottning · e1 vit kung · f1 vit löpare · g1 vit springare · h1 vit torn | a8 svart torn · b8 svart springare · c8 svart löpare · d8 svart drottning · e8 svart kung · f8 svart löpare · g8 svart springare · h8 svart torn · a7 svart bonde · b7 svart bonde · c7 svart bonde · e7 svart bonde · f7 svart bonde · g7 svart bonde · h7 svart bonde · c4 svart bonde · d4 vit bonde · a2 vit bonde · b2 vit bonde · e2 vit bonde · f2 vit bonde · g2 vit bonde · h2 vit bonde · a1 vit torn · b1 vit springare · c1 vit löpare · d1 vit drottning · e1 vit kung · f1 vit löpare · g1 vit springare · h1 vit torn | a8 svart torn · b8 svart springare · c8 svart löpare · d8 svart drottning · e8 svart kung · f8 svart löpare · g8 svart springare · h8 svart torn · a7 svart bonde · b7 svart bonde · c7 svart bonde · e7 svart bonde · f7 svart bonde · g7 svart bonde · h7 svart bonde · c4 svart bonde · d4 vit bonde · a2 vit bonde · b2 vit bonde · e2 vit bonde · f2 vit bonde · g2 vit bonde · h2 vit bonde · a1 vit torn · b1 vit springare · c1 vit löpare · d1 vit drottning · e1 vit kung · f1 vit löpare · g1 vit springare · h1 vit torn | a8 svart torn · b8 svart springare · c8 svart löpare · d8 svart drottning · e8 svart kung · f8 svart löpare · g8 svart springare · h8 svart torn · a7 svart bonde · b7 svart bonde · c7 svart bonde · e7 svart bonde · f7 svart bonde · g7 svart bonde · h7 svart bonde · c4 svart bonde · d4 vit bonde · a2 vit bonde · b2 vit bonde · e2 vit bonde · f2 vit bonde · g2 vit bonde · h2 vit bonde · a1 vit torn · b1 vit springare · c1 vit löpare · d1 vit drottning · e1 vit kung · f1 vit löpare · g1 vit springare · h1 vit torn | a8 svart torn · b8 svart springare · c8 svart löpare · d8 svart drottning · e8 svart kung · f8 svart löpare · g8 svart springare · h8 svart torn · a7 svart bonde · b7 svart bonde · c7 svart bonde · e7 svart bonde · f7 svart bonde · g7 svart bonde · h7 svart bonde · c4 svart bonde · d4 vit bonde · a2 vit bonde · b2 vit bonde · e2 vit bonde · f2 vit bonde · g2 vit bonde · h2 vit bonde · a1 vit torn · b1 vit springare · c1 vit löpare · d1 vit drottning · e1 vit kung · f1 vit löpare · g1 vit springare · h1 vit torn | a8 svart torn · b8 svart springare · c8 svart löpare · d8 svart drottning · e8 svart kung · f8 svart löpare · g8 svart springare · h8 svart torn · a7 svart bonde · b7 svart bonde · c7 svart bonde · e7 svart bonde · f7 svart bonde · g7 svart bonde · h7 svart bonde · c4 svart bonde · d4 vit bonde · a2 vit bonde · b2 vit bonde · e2 vit bonde · f2 vit bonde · g2 vit bonde · h2 vit bonde · a1 vit torn · b1 vit springare · c1 vit löpare · d1 vit drottning · e1 vit kung · f1 vit löpare · g1 vit springare · h1 vit torn | a8 svart torn · b8 svart springare · c8 svart löpare · d8 svart drottning · e8 svart kung · f8 svart löpare · g8 svart springare · h8 svart torn · a7 svart bonde · b7 svart bonde · c7 svart bonde · e7 svart bonde · f7 svart bonde · g7 svart bonde · h7 svart bonde · c4 svart bonde · d4 vit bonde · a2 vit bonde · b2 vit bonde · e2 vit bonde · f2 vit bonde · g2 vit bonde · h2 vit bonde · a1 vit torn · b1 vit springare · c1 vit löpare · d1 vit drottning · e1 vit kung · f1 vit löpare · g1 vit springare · h1 vit torn | 2 |
| 1 | a8 svart torn · b8 svart springare · c8 svart löpare · d8 svart drottning · e8 svart kung · f8 svart löpare · g8 svart springare · h8 svart torn · a7 svart bonde · b7 svart bonde · c7 svart bonde · e7 svart bonde · f7 svart bonde · g7 svart bonde · h7 svart bonde · c4 svart bonde · d4 vit bonde · a2 vit bonde · b2 vit bonde · e2 vit bonde · f2 vit bonde · g2 vit bonde · h2 vit bonde · a1 vit torn · b1 vit springare · c1 vit löpare · d1 vit drottning · e1 vit kung · f1 vit löpare · g1 vit springare · h1 vit torn | a8 svart torn · b8 svart springare · c8 svart löpare · d8 svart drottning · e8 svart kung · f8 svart löpare · g8 svart springare · h8 svart torn · a7 svart bonde · b7 svart bonde · c7 svart bonde · e7 svart bonde · f7 svart bonde · g7 svart bonde · h7 svart bonde · c4 svart bonde · d4 vit bonde · a2 vit bonde · b2 vit bonde · e2 vit bonde · f2 vit bonde · g2 vit bonde · h2 vit bonde · a1 vit torn · b1 vit springare · c1 vit löpare · d1 vit drottning · e1 vit kung · f1 vit löpare · g1 vit springare · h1 vit torn | a8 svart torn · b8 svart springare · c8 svart löpare · d8 svart drottning · e8 svart kung · f8 svart löpare · g8 svart springare · h8 svart torn · a7 svart bonde · b7 svart bonde · c7 svart bonde · e7 svart bonde · f7 svart bonde · g7 svart bonde · h7 svart bonde · c4 svart bonde · d4 vit bonde · a2 vit bonde · b2 vit bonde · e2 vit bonde · f2 vit bonde · g2 vit bonde · h2 vit bonde · a1 vit torn · b1 vit springare · c1 vit löpare · d1 vit drottning · e1 vit kung · f1 vit löpare · g1 vit springare · h1 vit torn | a8 svart torn · b8 svart springare · c8 svart löpare · d8 svart drottning · e8 svart kung · f8 svart löpare · g8 svart springare · h8 svart torn · a7 svart bonde · b7 svart bonde · c7 svart bonde · e7 svart bonde · f7 svart bonde · g7 svart bonde · h7 svart bonde · c4 svart bonde · d4 vit bonde · a2 vit bonde · b2 vit bonde · e2 vit bonde · f2 vit bonde · g2 vit bonde · h2 vit bonde · a1 vit torn · b1 vit springare · c1 vit löpare · d1 vit drottning · e1 vit kung · f1 vit löpare · g1 vit springare · h1 vit torn | a8 svart torn · b8 svart springare · c8 svart löpare · d8 svart drottning · e8 svart kung · f8 svart löpare · g8 svart springare · h8 svart torn · a7 svart bonde · b7 svart bonde · c7 svart bonde · e7 svart bonde · f7 svart bonde · g7 svart bonde · h7 svart bonde · c4 svart bonde · d4 vit bonde · a2 vit bonde · b2 vit bonde · e2 vit bonde · f2 vit bonde · g2 vit bonde · h2 vit bonde · a1 vit torn · b1 vit springare · c1 vit löpare · d1 vit drottning · e1 vit kung · f1 vit löpare · g1 vit springare · h1 vit torn | a8 svart torn · b8 svart springare · c8 svart löpare · d8 svart drottning · e8 svart kung · f8 svart löpare · g8 svart springare · h8 svart torn · a7 svart bonde · b7 svart bonde · c7 svart bonde · e7 svart bonde · f7 svart bonde · g7 svart bonde · h7 svart bonde · c4 svart bonde · d4 vit bonde · a2 vit bonde · b2 vit bonde · e2 vit bonde · f2 vit bonde · g2 vit bonde · h2 vit bonde · a1 vit torn · b1 vit springare · c1 vit löpare · d1 vit drottning · e1 vit kung · f1 vit löpare · g1 vit springare · h1 vit torn | a8 svart torn · b8 svart springare · c8 svart löpare · d8 svart drottning · e8 svart kung · f8 svart löpare · g8 svart springare · h8 svart torn · a7 svart bonde · b7 svart bonde · c7 svart bonde · e7 svart bonde · f7 svart bonde · g7 svart bonde · h7 svart bonde · c4 svart bonde · d4 vit bonde · a2 vit bonde · b2 vit bonde · e2 vit bonde · f2 vit bonde · g2 vit bonde · h2 vit bonde · a1 vit torn · b1 vit springare · c1 vit löpare · d1 vit drottning · e1 vit kung · f1 vit löpare · g1 vit springare · h1 vit torn | a8 svart torn · b8 svart springare · c8 svart löpare · d8 svart drottning · e8 svart kung · f8 svart löpare · g8 svart springare · h8 svart torn · a7 svart bonde · b7 svart bonde · c7 svart bonde · e7 svart bonde · f7 svart bonde · g7 svart bonde · h7 svart bonde · c4 svart bonde · d4 vit bonde · a2 vit bonde · b2 vit bonde · e2 vit bonde · f2 vit bonde · g2 vit bonde · h2 vit bonde · a1 vit torn · b1 vit springare · c1 vit löpare · d1 vit drottning · e1 vit kung · f1 vit löpare · g1 vit springare · h1 vit torn | 1 |
|   | a | b | c | d | e | f | g | h |   |

I antagen damgambit kan vit, efter 2...dxc4, ta tillbaka bonden direkt med 3.Da4+ och 4.Dxc4. Men även om vit inte gör det är det olämpligt för svart att försöka behålla bonden. Vit står bättre efter t ex 3.e3 b5? 4.a4 c6 5.axb5 cxb5 6.Df3 eller 3.Sf3 b5 4.a4 c6 5.e3 e6 6.axb5 cxb5 7.b3. Därför ger svart i regel tillbaka bonden tämligen omgående.
En nackdel med 2...dxc4 är att vit får en bondeövervikt i centrum men svart kan kontra med ...c5.
Vit har tre vanliga drag:
- 3.Sf3 är huvudvarianten som förhindrar ...e5 innan vit tar tillbaka bonden. Spelet fortsätter normalt 3...Sf6 4.e3 e6 5.Lxc4 c5 6.0-0 a6 och vit har många möjligheter (7.dxc5, 7.Lb3, 7.De2, 7.a4, 7.Sc3, 7.Ld3).

4.Sc3 är en sidovariant som är en riktig gambit eftersom svart kan behålla bonden med 4...a6 5.e4 b5. Svart väljer dock oftast att gå över i slaviskt parti med 4...c6 eller i Wienervarianten i avböjd damgambit med 4...e6.
- 3.e4 är ett ambitiöst drag som har blivit mer populärt. Vit sätter upp ett starkt bondecentrum som svart försöker underminera vilket leder till komplicerat spel. De vanligaste varianterna är 3...e5 4.Sf3 exd4 5.Lxc4 Lb4+ och 3...Sf6 4.e5 Sd5 5.Lxc4 Sb6.

- 3.e3 är ett försiktigare drag som oftast leder till 3.Sf3-varianterna efter 3...Sf6 4.Sf3. Svart kan också spela mer aktivt med 3...e5 4.Lxc4 exd4 5.exd4 där vit har bra resultat trots den isolerade d-bonden.